# ファイアーエムブレム 風花雪月
『ファイアーエムブレム 風花雪月』（ファイアーエムブレム ふうかせつげつ、英題：Fire Emblem: Three Houses）とは、任天堂より2019年7月26日で発売されたNintendo Switch用ゲームソフトのことを指す。

## 概要
ファイアーエムブレムシリーズの16作目で、完全新作としては2015年発売の「if」以来4年ぶりである。開発は過去のシリーズ作品すべてを手掛けてきた「インテリジェントシステムズ」と「コーエーテクモゲームス」（シブサワ・コウ）の共同開発。
2017年1月19日に配信された「ファイアーエムブレム Direct 2017.1.19」で本作が開発中であることが初めて発表され、2018年6月13日に配信された「Nintendo Direct: E3 2018」でタイトルとPVが初公開され、2019年2月14日に配信された「Nintendo Direct 2019.2.14」で発売日が発表された。
本作のストーリーは二部構成となっており、前半の士官学校編で選んだ3学級によって、後半の戦争編のストーリーが変化する。

## システム

### 戦闘
天刻の拍動
戦闘での時間を巻き戻せるシステムで、使用すると1手単位で時間を巻き戻して指示を出し直すことができる。ただし使用回数には制限がある。
騎士団
物語が進むと利用できるようになる騎士団ギルドで有償で雇ったり、外伝やクエストの報酬としてもらうことができ、ユニットそれぞれに配備できる。騎士団を配備するとユニットのステータスが変化するが、上昇だけでなく減少するものもある。「指揮」の技能レベルを高めると、より強力な騎士団を配備でき、計略に役立つスキルも覚えられる。騎士団を率いているユニットが戦闘でダメージを受けると、騎士団の体力にあたる「戦力」が減少し、戦力がなくなると騎士団の付加効果が消え、計略が使えなくなる。減った戦力は、騎士団ギルドで有償にて補充可能できる。騎士団もユニットと同様、戦闘を重ねることでレベルと能力が上昇する。
計略
騎士団を雇っているユニットが使用できる。敵を攻撃するものだけでなく、味方をサポートするものなど多彩な計略がある。敵を攻撃する計略には反撃を受けないという特徴と複数の敵を同時に攻撃できるという特徴がある。攻撃が成功した場合は、対抗するスキルを持っていない場合は次ターンの移動が行えなくなる。戦場ごとの使用回数に限りがあるが、アイテムなどは消費しない。
敵ユニットの中にも騎士団が配備されているユニットがある。
連携
敵を攻撃する際に、同じ敵を攻撃できる位置に味方がいると、「連携攻撃」が発生する。攻撃を仕掛けるユニットの命中と回避が上昇し、特定のユニット同士が連携攻撃を行うと、攻撃の威力も上昇する。計略にも、同様に連携が発生し、「連携計略」が発生した場合、参加するユニットの数や支援レベルに応じて威力と命中が上昇する。
副官
主人公の指導レベルのパラメータが一定に達すると、各ユニットに「副官」を1人だけ設定できるようになる。主人公の指導レベルによって最大で出撃する3人にまで設定できる。副官がいる場合、ユニットの戦闘時に副官との連携が発生する上、様々なサポートが発動するようになる。敵との戦闘を行うと、副官も経験値を獲得できる。設定によるデメリットはなく、設定したユニットが戦闘で敗北しても副官には影響がない。
飛行可能なユニットの副官には飛行可能なユニットのみ設定できる。
戦技
技能レベルを上げることで習得できる強力な攻撃。追撃が発生せず、武器耐久値の減りが多いが、強力な一撃をくり出すことができる。
難易度とゲームモード
難易度は「ノーマル」と「ハード」、およびアップデートで追加された「ルナティック」の3種類で、ゲームモードは味方が倒れても戦闘後に復帰する「カジュアル」と、倒れた仲間が二度と戦闘に参加できなくなる「クラシック」のふたつが存在する。
難易度が上がると、登場する敵ユニット数が増える、敵ユニットが技能スキルを所有する、獲得できる経験値が減少する、特定の敵キャラクターが移動してくるといった差がある。

### 士官学校
前半の士官学校編の舞台で、プレイヤーは士官学校の教師となった主人公の立場として、3Dで描かれた修道院内を移動しキャラクターと交流することができる。学校では生徒を指導し技能レベルを伸ばしたり、会話を通じて絆を深めることができる。平日は生徒を指導し、週末の自由行動日は出撃や資格試験を行うことができる。1節が物語上の1章となり、平日と週末の行動をくり返し、節末の課題出撃と呼ばれる戦闘をクリアすると次の節へ移行する。各節の最後に起こる事件はどの学級を選んでも同じだが、選んだ学級によってその前後のイベントが異なる。時にはほかの学級ではわからなかった視点で物語が描かれる場合もある。
生徒の素養である「技能」は、教育によって高められる。教育はオートでも行えるが、生徒の特徴ややる気に合わせて細かく対応すれば、自分好みの生徒に育てることができる。1週で生徒を教育できる人数を示す「教育行動力」のほか、散策での行動力、出撃での行動力がそれぞれ存在する。主人公の「指導レベル」が上がると、それぞれの行動回数が増加し、1週間により多く行動できるようになる。指導レベルは、教育や交流、散策などを行うことで上昇する。生徒にはそれぞれ「やる気」があり、やる気が高いと個別指導できる回数が増える。やる気は主人公と交流することで上がるほか、戦闘での活躍でも上昇する。アイテムの中には、キャラクターへの贈り物として使えるものがあり、気に入ってもらえれば主人公との支援値が上がるほか、自学級の生徒ならやる気も上昇する。
個別指導では、生徒ひとりに対して指定した技能の教育が行える。教育の結果は4種類が存在し、獲得経験値の倍率が変化する。結果によって叱咤激励を行うと、生徒のやる気が変わる。個別指導に加え、「目標設定」で選んだ最大ふたつの技能は、自習によって週ごとに能力がアップする。グループ課題は、毎週、ふたりひと組みの生徒に与えられる。設定すると課題に応じた技能が成長するほか、その生徒同士の支援値が上昇する。課題の成功度合いによって、報酬が獲得できる。生徒の相性や、その課題の得手不得手によって結果が変動する。
また生徒が得意でない技能には、三ツ星のマークが表示されているものがある。各生徒の当該技能に対して星ごとに4回、計12回の個別指導を行うと、生徒の才能が開花し、その技能が得意になるほか、新たなスキルや技などを習得できる。
講習
他の教員や騎士団員などに得意とする技能の講習を開いてもらい、受講者はその技能を成長させられる。受講者は最大6人までで主人公も講習を受けられる。受講者は、やる気の高い生徒やその技能を高めることを目標にしている生徒が自動的に決定される。主人公も講師になれるが、講師にならない場合は主人公も受講者になる。第2部では生徒も技能の講習をすることができる。
スカウト
指導する生徒は選んだ学級に所属する生徒だが、条件を満たせば他学級の生徒をスカウトできるようになる。スカウトを成功させるには、主人公の技能レベルとパラメータがその生徒が求める水準を超えている必要があるが、支援レベルが上がると要求水準が緩和される。主人公の技能レベル、パラメータ、支援レベルが十分に高い場合には、生徒のほうから移籍希望を申し出てくることもある。ただし、級長や一部の生徒はスカウトできない。士官学校編で自学級に迎えた生徒は第2部でも仲間になる。
出撃
行動力を消費して戦闘に出撃できる。難易度ノーマルのみ、行動力を消費しない戦闘が発生する。仲間キャラクターの外伝やクエストの戦闘もここに含まれる。
散策
自由行動日では修道院内を散策でき、一部の施設は、主人公の散策行動力を消費して利用可能になる。また、物語が進むと、利用できる場所が増えていく。修道院内には仲間だけでなく、悩みを抱えている人がおり、悩みを解決しクエストをクリアすると報酬を貰える。釣り池では魚釣りができ、釣った魚を食堂で食べる素材にしたり、売却して資金稼ぎにすることができる。食堂では、仲間と食事会を開き支援度を上げたり、任意のひとりと調理し、仲間全員のステータスを一時的に上げることができる。温室では、複数の種を組み合わせて、作物や花を育てられる。作物は料理の素材として、花はプレゼントとして利用できる。
週末の散策時かそのキャラクターの誕生日になると、お茶会に誘える。途中で出現する選択肢の中から、相手が気に入りそうな話題を選んで、会話を盛り上げることができ、成功するとより互いの絆が深まる。
大聖堂
大聖堂では以下の3つを行うことができる。
- 聖人像は、クエストやバトルなどによって獲得できる「名声」を捧げることで、キャラクターの成長を促すボーナス効果が得られるようになる。
- 合唱練習は、散策行動力を1消費し、1日1回だけ利用可能で、キャラクターをふたり誘って、主人公とともに合唱の練習を行う。3人の支援値が上がるほか、参加したキャラクターは「信仰」の技能経験値が得られる。中には歌が得意なキャラクターもおり、その場合は獲得経験値が増える。信仰の技能レベルが上がると、白魔法や、それに関するスキルが習得できる。
- お悩み相談は、大聖堂に寄せられたお悩み相談の投書に3択で回答する。投書主が納得できる答えを選択できれば、主人公とそのキャラクターとの支援値が上昇する。投書主は匿名（シルエットが表示される）だが、納得できる答えを選択した時には誰のお悩み相談かが判明する。

市場
武器や回復アイテム、騎士団を雇えるギルドや鍛冶屋などもある。旅の商人からは、各地から集まった様々なアイテムが購入可能で、通常の道具屋には扱っていない商品が売られている。鍛冶屋では武器を修理し、耐久値を回復したり、錬成して武器を強化することもできる（たとえば「鉄の剣」を「鉄の剣+」にする単純強化や、「鉄の剣」を「鋼の剣」に進化させるなど）。クエストをクリアすることで新たに開かれる店もある。
データ引継ぎ
クリアしたセーブデータがあるとクリアした状態を引き継いでゲームを始めることができる。引き継げる項目は名声値、雇用中の騎士団、聖人像の強化段階、ショップのレベル。また自室メニューで名声値を使うことで、クリアデータで達した段階まで解放できる。解放できる項目は指導レベル、支援レベル、技能レベル、兵種マスター時の獲得スキルや戦技。

### スキル
スキル
スキルは3種類あり、ユニット毎に最初から設定され、付け替えはできず、オンリーワンの性能を持つ「個人スキル」、兵種ごとに設定されており、その兵種時のみ付与され、別の兵種になると外れる「兵種スキル」、技能レベルに応じて覚えることができ、兵種スキルとは異なり、一度習得すればどの兵種の際もセットできる（最大5つ）技能スキルが存在する。
技能レベル
戦闘でさまざまな武器や技を使いこなすと上昇し、強力なスキルを習得したり、性能の高い武器を扱えるようになる。生徒にはそれぞれ得手不得手がある。技能の種類は武器、魔法、乗馬などがある。魔法は、白魔法・黒魔法・闇魔法といった分類で分けられている。
籠手
本作初登場の新武器。技能スキルは「格闘術」。自身から攻撃する場合のみ1度の攻撃で2回ダメージを与える。追撃判定は別に発生し、追撃も2回ダメージになる。ただし、馬やペガサスなどに乗って戦う騎乗兵種は装備できない。

## 兵種
主人公と生徒の初期兵種は、それぞれの出自によって貴族または平民となっており、技能レベルを上げると挑戦できる「資格試験」に合格するとクラスチェンジすることができる。試験を受けるには兵種のランクに応じた試験パスを消費し、その兵種に必要な技能レベルが高いほど、試験に受かる確率も高くなる。
従来作と違い、クラスチェンジ後はレベルは1に戻らず、使用できる武器が変化することもない。一度試験に受かれば、何度でもクラスチェンジできる。魔法は使える兵種であれば武器装備なしでも使用できる。
兵種のランクは従来に比べて細かくなっているうえ、特定のユニットの専用兵種や男性専用兵種、女性専用兵種もある。

### 初期職
特別な条件なしで、先生や生徒が最初に身につける兵種たち。しかし、その分成長率ボーナスはほとんど無い。
| 兵種                           | 得意技能 | 兵種スキル | マスタースキル | 移動タイプ | 概説 |
| ------------------------------ | -------- | ---------- | -------------- | ---------- | --- |
| 貴族 / 平民 (Noble / Commoner) | 無し     | 無し       | 最大HP+5       | 歩行       | 魔法を少し使える。(使用回数は半分・端数切り上げ) 貴族と平民の違いは、貴族は魅力の成長率が平民より5％高い。 |

### 初級職
基礎技能しか使えない兵種たち。レベル5以降、これらの兵種の資格試験を受けることができる。
| 兵種            | 得意技能         | 推奨技能               | 兵種スキル | マスタースキル  | 移動タイプ | 概説                                             |
| --------------- | ---------------- | ---------------------- | ---------- | --------------- | ---------- | ------------------------------------------------ |
| 剣士 (Myrmidon) | 剣+1             | 剣D                    | 無し       | 速さ+2 入れ替え | 歩行       | 剣術の基礎を習得した者。                         |
| 兵士 (Soldier)  | 槍+1             | 槍D                    | 無し       | 守備+2 引き戻し | 歩行       | 槍術の基礎を習得した者。                         |
| 戦士 (Fighter)  | 斧+1 弓+1 格闘+1 | 斧・弓・格闘 いずれかD | 無し       | 力+2 体当たり   | 歩行       | 斧術・弓術・格闘術のいずれかの基礎を習得した者。 |
| 修道士 (Monk)   | 理学+1 信仰+1    | 理学・信仰 いずれかD   | 無し       | 魔力+2 引き寄せ | 歩行       | 魔法の基礎を習得した者。魔法が使える。           |

### 中級職
基礎技能に特化した兵種たち。レベル10以上で資格試験を受けることができ、ロードやソシアルナイトなど、従来の『ファイアーエムブレム』シリーズでの「下級職」が集まる。
| 兵種                            | 得意技能         | 推奨技能   | 兵種スキル          | マスタースキル                    | 移動タイプ | 概説 |
| ------------------------------- | ---------------- | ---------- | ------------------- | --------------------------------- | ---------- | --- |
| ロード (Lord)                   | 剣+2 槍+1 指揮+2 | 剣D+ 指揮C | カリスマ            | 魔防+2 手加減                     | 歩行       | 級長(エーデルガルト、ディミトリ、クロード)専用職。 人の上に立つ者の称号。 三級長のメイン武器ではない剣と、指揮に優れる。     |
| 傭兵 (Mercenary)                | 剣+2 斧+1        | 剣C        | 無し                | 待ち伏せ                          | 歩行       | 与えられた任務を果たす傭兵。 力と速さに優れる。                                                                              |
| 盗賊 (Thief)                    | 剣+2 弓+1        | 剣C        | 盗む 鍵開け         | 盗む                              | 歩行       | 鍵開けを得意とする盗賊。 速さと技に優れる。 鍵を持っていなくても自由に鍵を開けられる。 移動範囲は地形の影響が小さくなる。    |
| ソシアルナイト (Cavalier)       | 槍+2 剣+1 騎馬+2 | 槍C 騎馬D  | 再移動              | 攻め立て                          | 騎馬       | 馬を駆って戦う騎兵。 戦闘後、再び移動できる。                                                                                |
| ペガサスナイト (Pegasus Knight) | 槍+2 剣+1 飛行+2 | 槍C 飛行D  | 再移動 回避+10      | 飛燕の一撃 トライアングルアタック | 飛行       | ペガサスに乗り、空を駆ける騎士。女性専用。 地形を無視して移動できる。 戦闘後、再び移動できる。ステータス面では上級職と並ぶ。 |
| ブリガンド (Brigand)            | 斧+2 格闘+1      | 斧C        | 無し                | 鬼神の一撃                        | 歩行       | 力と体力に優れた斧戦士。 |
| アーマーナイト (Armored Knight) | 斧+2 槍+1 重装+2 | 斧C 重装D  | 無し                | 金剛の一撃                        | 重装       | 鎧に身を包み、盾を持つ重装備の歩兵。 高い守備を持つ。                                                                        |
| アーチャー (Archer)             | 弓+2 剣+1        | 弓C        | 弓射程+1            | 命中+20                           | 歩行       | 弓の扱いが得意な戦士。 技と幸運に優れる。                                                                                    |
| 拳闘士 (Brawler)                | 格闘+2 斧+1      | 格闘C      | 素手格闘            | 素手格闘                          | 歩行       | 籠手を使い、格闘で戦う近接戦士。 素早い攻撃が得意。男性専用。盗賊と同様に、地形の影響も受けにくい。                          |
| メイジ (Mage)                   | 理学+2 信仰+1    | 理学C      | ファイアー          | 魔神の一撃                        | 歩行       | 黒魔法を使って戦う魔道士。 魔法が使える兵種。                                                                                |
| ダークメイジ (Dark Mage)        | 理学+2 信仰+1    | 理学C      | ドーラΔ 呪縛        | 蛇毒                              | 歩行       | 闇魔法を使って戦う呪術師。 魔法が使える兵種。男性専用。 受験には「闇魔法試験パス」が必要。                                   |
| プリースト (Priest)             | 信仰+2 理学+1    | 信仰C      | ライブ 白魔法回復+5 | 祈り                              | 歩行       | 白魔法を使う神官。 攻撃と回復の両方を扱える。 魔法が使える兵種。                                                             |

### 上級職
1つか2つの技能を極め、非常に高い成長率ボーナスを持つ兵種たち。兵種への昇進には、レベル20に達する必要がある。
| 兵種                           | 得意技能         | 推奨技能  | 兵種スキル                          | マスタースキル  | 移動タイプ | 概説 |
| ------------------------------ | ---------------- | --------- | ----------------------------------- | --------------- | ---------- | --- |
| 勇者 (Hero)                    | 剣+3 斧+2        | 剣B 斧C   | 剣の達人 待ち伏せ                   | 力の覚醒        | 歩行       | 剣と斧を使いこなす戦闘の達人。 力と速さに優れる。男性専用。                                                         |
| ソードマスター (Swordmaster)   | 剣+3             | 剣A       | 剣の達人 剣必殺+10                  | 流星            | 歩行       | 剣の道を極めた達人。 速さに優れる。                                                                                 |
| アサシン (Assassin)            | 剣+3 弓+2        | 剣B 弓C   | 剣の達人 鍵開け 忍び足              | 滅殺 暗殺       | 歩行       | 隠密行動を得意とする暗殺者。 技と速さに優れる。 移動可能な地形で足を取られずに動ける。                              |
| パラディン (Paladin)           | 槍+3 剣+2 騎馬+3 | 槍B 騎馬B | 槍の達人 再移動 地形耐性            | 聖盾            | 騎馬       | 経験を積んだ熟達の騎兵。 バランスのとれた攻撃・耐久性能を持つ。 戦闘後、再び移動できる。                            |
| ウォーリアー (Warrior)         | 斧+3             | 斧A       | 斧の達人 斧必殺+10                  | 怒り            | 歩行       | 斧の道を極めた達人。 力と体力に優れる。                                                                             |
| ドラゴンナイト (Wyvern Rider)  | 斧+3 槍+2 飛行+3 | 斧B 飛行C | 斧の達人 再移動                     | 守備封じ        | 飛行       | ドラゴンに乗り空を飛ぶ騎士。 高水準な能力を持つが、魔法に弱い。 地形を無視して移動できる。 戦闘後、再び移動できる。 |
| フォートレス (Fortress Knight) | 斧+3 槍+2 重装+3 | 斧B 重装B | 斧の達人 重さ-5                     | 大盾            | 重装       | 大きな盾を持つ重装歩兵。 速さや移動力は低いが、高い物理耐久を誇る。                                                 |
| スナイパー (Sniper)            | 弓+3             | 弓A       | 弓の達人 弓射程+1                   | ハンターボレー  | 歩行       | 弓の道を極めた達人。 技に優れ、遠方からの攻撃を得意とする。                                                         |
| グラップラー (Grappler)        | 格闘+3           | 格闘A     | 格闘の達人 素手格闘                 | 魔殺し 猛烈鉄拳 | 歩行       | 格闘の道を極めた達人。男性専用。 体力と速さに優れる。                                                               |
| ウォーロック (Warlock)         | 理学+3 信仰+2    | 理学A     | 黒魔法の達人 黒魔法回数×2           | 弓殺し          | 歩行       | 黒魔法を極めた達人。 魔力に優れる。 魔法が使える兵種。                                                              |
| ダークビショップ (Dark Bishop) | 理学+3 信仰+2    | 理学A     | ドーラΔ 呪縛 魔神の一撃             | 生命吸収        | 歩行       | 闇魔法を極めた達人。男性専用。 受験にはダークメイジの資格と「闇魔法試験パス」が必要。 魔法が使える兵種。            |
| ビショップ (Bishop)            | 信仰+3 理学+2    | 信仰A     | 白魔法回数×2 白魔法回復+10 地形耐性 | 回復            | 歩行       | 白魔法を極めた達人。 魔防に優れ、攻撃・回復の両方をこなす。 魔法が使える兵種。                                      |

### 特級職
レベル20以上になると資格試験を受けることができ、「地下試験パス」が必要となる。また、魔法を使えるほか、マスタースキルや兵種特性により、独自の運用が可能となる。（※DLC「エキスパンション・パス」で追加された『煤闇の章～EP.1～』をクリア後に解禁）
| 兵種                                                          | 得意技能               | 推奨技能        | 兵種スキル                       | マスタースキル      | 移動タイプ | 概説 |
| ------------------------------------------------------------- | ---------------------- | --------------- | -------------------------------- | ------------------- | ---------- | --- |
| トリックスター (Trickster)                                    | 剣術+3 信仰+2 理学+1   | 剣術B 信仰B     | 鍵開け 忍び足 ラッキー7          | トリック 清流の一撃 | 歩行       | 素早い動きで敵を翻弄する魔剣士。 剣と魔法で戦闘と補助の両方をこなす。 移動可能な地形で足を取られずに動ける。 受験には盗賊の資格が必要。 魔法が少し使える兵種。(使用回数半分) |
| バトルモンク(男) / バトルシスター(女) (War Monk / War Cleric) | 斧術+1 格闘術+3 信仰+1 | 格闘術B+ 信仰C+ | 格闘の達人 素手格闘 ライブ       | 遠当て 格闘回避+20  | 歩行       | 篤き信仰心を持った強力な戦士。 籠手と魔法で戦闘と補助の両方をこなす。 魔法が少し使える兵種(使用回数半分)。                                                                   |
| ダークペガサス (Dark Flier)                                   | 理学+3 剣術+2 飛行術+3 | 理学B+ 飛行術C  | 黒魔法の達人 再移動 魔力変換     | 魔力変換            | 飛行       | 漆黒のペガサスに乗った魔法天馬騎士。女性専用。 地形を無視して移動できる。 行動後、再び移動できる。 魔法が使える兵種。                                                        |
| ヴァルキュリア (Valkyrie)                                     | 理学+3 馬術+3 信仰+1   | 理学B 馬術B     | 黒魔法射程+1 闇魔法射程+1 再移動 | 慧眼の一撃          | 騎馬       | 攻撃魔法の扱いに優れた騎士。女性専用。 戦闘後、再び移動できる。 魔法が使える兵種。                                                                                           |

### 最上級職
多様なスキルを使い熟す兵種たち。名前に反して、ステータス補正や成長率は、必ずしも同じ系統の上級職に勝るわけでは無い。兵種に昇格するためには、最低でもレベル30以上で、一定の指導レベルが求められている。
| 兵種                             | 得意技能           | 推奨技能          | 兵種スキル                             | マスタースキル      | 移動タイプ | 概説                                                                                               |
| -------------------------------- | ------------------ | ----------------- | -------------------------------------- | ------------------- | ---------- | -------------------------------------------------------------------------------------------------- |
| エピタフ (Mortal Savant)         | 剣+3 理学+3        | 剣A 理学B+        | 剣の達人 黒魔法の達人                  | 明鏡の一撃          | 歩行       | 剣と黒魔法を極めた魔法戦士。 剣と魔法を使い分け、様々な敵に対応する。 魔法が使える兵種。           |
| ファルコンナイト (Falcon Knight) | 槍+3 剣+3 飛行+3   | 槍A 剣C 飛行B+    | 槍の達人 再移動 回避+10                | 回避の覚醒          | 飛行       | 有角のペガサスに乗る上位の天馬騎士。女性専用。 地形を無視して移動できる。 戦闘後、再び移動できる。 |
| グレートナイト (Great Knight)    | 斧+3 槍+3 重装+3   | 斧B+ 騎馬B+ 重装A | 槍の達人 斧の達人 再移動               | 守備の覚醒          | 重装 騎馬  | 重装備で馬に乗る騎士。 重装の耐久力と騎馬の機動力を兼ね備える。 戦闘後、再び移動できる。           |
| ウォーマスター (War Master)      | 斧+3 格闘+3        | 斧A 格闘A         | 斧の達人 格闘の達人 必殺+20            | 切り返し 戦鬼の一撃 | 歩行       | 斧と格闘を極めた兵法者。男性専用。 斧と格闘を使い分け、強力な必殺攻撃を得意とする。                |
| ドラゴンマスター (Wyvern Lord)   | 斧+3 槍+3 飛行+3   | 斧A 槍C 飛行B+    | 斧の達人 再移動 回避+10                | 必殺の覚醒          | 飛行       | ドラゴンの扱いを極めた上位の竜騎士。 地形を無視して移動できる。 戦闘後、再び移動できる。           |
| ボウナイト (Bow Knight)          | 弓+3 槍+3 騎馬+3   | 弓A 槍C 騎馬A     | 弓の達人 弓射程+2 再移動               | 速さの覚醒          | 騎馬       | 馬上で弓を使う騎士。 騎馬の機動力を生かして、遠くからの狙撃を得意とする。 戦闘後、再び移動できる。 |
| ダークナイト (Dark Knight)       | 理学+3 槍+3 騎馬+3 | 理学B+ 槍C 騎馬A  | 黒魔法の達人 闇魔法の達人 再移動       | 魔防封じ            | 騎馬       | 馬術と黒魔法・闇魔法を使う魔道騎士。 戦闘後、再び移動できる。 魔法が使える兵種。                   |
| ホーリーナイト (Holy Knight)     | 信仰+3 槍+3 騎馬+3 | 信仰B+ 槍C 騎馬A  | 白魔法の達人 再移動 地形耐性           | 魔防の覚醒          | 騎馬       | 馬術と白魔法に長けた聖騎士。 戦闘後、再び移動できる。 魔法が使える兵種。                           |
| グレモリィ (Gremory)             | 理学+3 信仰+3      | 理学A 信仰A       | 黒魔法回数×2 闇魔法回数×2 白魔法回数×2 | 魔力の覚醒          | 歩行       | すべての魔法を極めた賢者。女性専用。 魔法を使い分け、戦闘・補助の両方をこなす。 魔法が使える兵種。 |

### 特殊職
試験パスのシステムには含まれない兵種で、その兵種を選べるキャラクターは限られている。
| 兵種                           | 得意技能                  | 兵種スキル               | マスタースキル | 移動タイプ | 概説 |
| ------------------------------ | ------------------------- | ------------------------ | -------------- | ---------- | --- |
| 踊り子 (Dancer)                | 剣+2 指揮+2               | 踊る 剣回避+20           | 特別な踊り     | 歩行       | 踊りをおどって行動済みの味方を再行動させる。 魔法が使える兵種。                                                                                      |
| ニルヴァーナ (Enlightened One) | 剣+3 格闘+2 信仰+3 指揮+3 | 剣の達人 地形耐性        | 聖なる力       | 歩行       | 主人公専用職。女神の力を継承した聖者。 全体的に高い能力を持つ。 魔法が使える兵種。                                                                   |
| アーマーロード (Armored Lord)  | 斧+3 重装+3 指揮+3        | 斧の達人 カリスマ        | 威風堂々       | 重装       | エーデルガルト専用職。 重装備で盾を持ち、将兵を指揮する者。 斧の扱いに長け、指揮に優れる。                                                           |
| カイゼリン (Emperor)           | 斧+3 重装+3 指揮+3        | 斧の達人 カリスマ        | 閃花           | 重装       | エーデルガルト専用職。 帝国に伝わる魔装を身に纏う皇帝。 アーマーロードよりもさらに優れた能力を持つ。                                                 |
| ハイロード (High Lord)         | 槍+3 剣+3 指揮+3          | 槍の達人 カリスマ        | 威風堂々       | 歩行       | ディミトリ専用職。 各地の将兵や領主の上に立ち率いる者。 槍の扱いに長け、指揮能力に優れる。                                                           |
| マスターロード (Great Lord)    | 槍+3 剣+3 指揮+3          | 槍の達人 カリスマ        | 幻月           | 歩行       | ディミトリ専用職。 王の中の王の器を持つ王者。 ハイロードよりさらに優れた能力を持つ。                                                                 |
| ドラゴンロード (Wyvern Master) | 弓+3 飛行+3 指揮+3        | 弓の達人 カリスマ 再移動 | 威風堂々       | 飛行       | クロード専用職。 ドラゴンに乗って飛び回り、将兵を指揮する者。 弓の扱いに長け、指揮能力に優れる。 地形を無視して移動できる。 戦闘後、再び移動できる。 |
| バルバロッサ (Barbarossa)      | 弓+3 飛行+3 指揮+3        | 弓の達人 カリスマ 再移動 | 風神           | 飛行       | クロード専用職。 東方の大国に伝わる竜騎士。 ドラゴンロードよりもさらに優れた能力を持つ。 地形を無視して移動できる。 戦闘後、再び移動できる。         |
| 死神騎士 (Death Knight)        | 槍+3 騎馬+3 理学+3        | 再移動 槍の達人          | 応撃           | 騎馬       | イエリッツァ専用職。 闇の鎧を身に纏い、馬に乗って戦う暗黒騎士。 戦闘後、再び移動できる。 魔法が使える兵種。                                          |

### 敵専用職
炎帝(Flame Emperor)
炎帝専用職で、斧や重装、雷魔法に長けた兵種。どんなに距離が離れていても「応撃」の特技で雷で反撃し、計略のダメージを軽減し、状態異常を防ぐ「大将星」も持ち合わせている。また、本作の主人公が持つ「炎の紋章」も所持している。
アガスティア(Agastya)
タレス専用職で、アガルタの歩行兵種の中で最高位。使う闇魔法はフォドラの神話とは一切関係なく、逆に地球の科学名詞に近い。
フェアラート(Verrat)
アルファルド専用職で、黒魔法を使う。

### 魔物
魔獣
フォドラに生息する巨大な野生動物、人間が異形になった姿、現代に生き延んでいた竜族は全てこの分類に入る。ゲーム内では「魔物」のタイプに所属し、武器の「魔物特効」の効果を受ける。
高い攻撃力と若干長い射程を持つが、障壁や猛撃といった特殊能力、並外れたHPが大きな脅威となる。しかし、障壁の破壊で行動不能に陥る、猛撃はその場で停止しないと発動できない、（空を飛んでいるものを除き）階段を通過できないなど弱点も多い。
通常のマップ上に、1体で「2×2マス」や「3×3マス」を占める。例外的に「1×1マス」のものもいる。
個体によっては剣／槍／斧のいずれかが有効になっていることがある。
障壁
魔獣の全身を覆う黄色いパネルで示されるもの。主な効果はダメージ半減や必殺の一撃の無効化だが、魔法攻撃を完全に遮断するものもある。破壊には2発の攻撃（1発で障壁にヒビが入り、2発目で完全に破壊。元からヒビの入った障壁を持つ個体もいる）が必要だが、魔物特効となっている攻撃手段を用いると1発で壊せる。範囲攻撃可能な「計略」なら直撃したマスは完全破壊、それ以外の攻撃範囲には1発分の損害を与える。
1つ破壊すると、1度だけ反撃不能になる状態異常「混乱」に陥る。また破壊した部分には上述した障壁の効果が及ばない。全て破壊した場合は、1ターン行動不能、反撃不能になる状態異常「アーマーブレイク」に陥る。また「ダークメタル」「ミスリル」など練成用の貴重な素材が入手出来る。
ごく一部だが、混乱やアーマーブレイクにならず、毎ターン障壁が復活する個体もいる。
猛撃
計略に似る範囲攻撃系。
使用回数には制限がないが、発動するには「力を貯める動作」が必要で、発動するターンには移動が行えない。力を貯めていても、猛撃の範囲内に標的がいなくなった場合は、異動して通常攻撃に切り替えることは行える。また、計略を行使することで猛撃の矛先を変える戦法も通用する。
「アーマーブレイク」にすれば阻止できるが、「混乱」では阻止は出来ない。また猛撃を行った場合には、破壊した障壁が復元する。
力を貯めなくとも発動可能な魔獣もいる。
HPストック
魔獣はHPを1個から3個持っており、完全に撃破するにはストック分も全て破壊する必要がある。HP表示に付随する赤い四角形のアイコンがストック。破壊するごとに「力の覚醒」や「鬼神の一撃」などスキルを顕現させる魔獣もいる。
ゴーレム
古代のオーバーテクノロジーで造られた巨大人型兵器。セイロス教団が保有している。必殺率の高い槍（魔法武器）を使い、魔法そのものを無効化する障壁を持つ。それ以外の特徴は魔獣と変わらず、魔物に分類されているため魔物特効武器に弱い。また、上位兵種の「ゴーレム・改」も存在する。
タイタニス
「闇に蠢く者」が保有する、闇に蠢く者の技術力によって造られた、剣と盾を持った人型兵器。魔法を無効化する障壁は持たず、武器も物理系で射程も長くないが「聖盾」「大盾」のスキルを有する。特徴は魔獣と変わらず、魔物に分類されているため魔物特効武器に弱い。

## あらすじ

### 前半・士官学校編

#### 白雲の章
幼き頃より、主人公は夢の中で謎めいた少女の姿を、平原を埋め尽くすような軍勢による戦を見続けてきた。その少女の声が主人公の意識に語りかけるようになるが、少女は己の記憶を失い、自らの名さえも思い出せずにいた。
ある日、主人公は傭兵団を率いる父・ジェラルトと共にルミール村に滞在していた。そこへ盗賊に追われるガルグ＝マク士官学校の3人の級長と遭遇し、3人と共闘して盗賊を追い払う。盗賊の頭が級長の1人である少女に斧を振り下ろしたのを庇った主人公だったが、斧が背中を穿つその瞬間、時間が静止する。謎めいた少女は時を操る特別な力を持っており、危機的状況においてその力を行使したのだった。時間を巻き戻し、今度は斧を剣で払って級長の少女も自分も無事に済む。三人の級長はアドラステア帝国の皇女、ファーガス神聖王国の王子、レスター諸侯同盟の盟主の孫であることが明かされる。ガルグ＝マク大修道院は、主人公を同組織の士官学校の教師として迎え、生徒たちを導く役目を負わせた。
盗賊たちの追討、王国領ガスパール城主による反乱への対応といった「課題」を学級の生徒たちと乗り越えて行き、西方教会による聖廟襲撃の際に主人公は「天帝の剣」を手にする。天帝の剣を自在に操る力を持っていたことで主人公は天帝の剣の管理を託される。日々生徒たちと過ごすうちに、主人公は次第に感情を表へと滲ませるようになった。その姿を見たジェラルトは驚きと安堵の色を浮かべるが、平穏は長くは続かなかった。ジェラルトは「闇に蠢く者」によって命を奪われた。
主人公は封じられた森でジェラルトを手に掛けた暗殺者クロニエを追い詰めるが、クロニエはソロンの手によって生贄とされ、主人公自身は「ザラスの闇」に呑み込まれてしまう。その時、謎の少女は己の記憶を完全に取り戻し、女神ソティスとして覚醒する。ザラスの闇から抜け出す唯一の方法として、女神ソティスは主人公とひとつに融け合うことを選択。主人公の髪と瞳も翡翠色となり、まるで大司教レアの姿を映したかのように変化し、「ザラスの闇」からの脱出を果たしてソロンを討った。レアは主人公の変貌した変容を目にして大いに喜ぶと、主人公を聖墓へにて「女神の啓示」を受ける儀式が執り行う。しかし、儀式の最中、炎帝率いる帝国軍が突如として襲来。主人公たちは迎え撃ち、炎帝の仮面の奥に潜む者を目の当たりにする。炎帝とはエーデルガルトその人であった。
アドラステア帝国の帝位を継いだエーデルガルトはガルグ＝マク大修道院を総本山とするセイロス聖教会に宣戦を布告し、ガルグ＝マク大修道院を急襲。激闘の末、主人公は崩れ落ちる崖下へと転落し、その姿を消した。
それから5年の時が流れ、千年祭のその日。かつて生徒たちと再会を誓った約束を胸に、主人公は深き眠りから目覚めるのだった。

#### 煤闇の章
時は白雲の章、翠雨の節にあたる。しかし、アルファルドの存在や失われた遺産といった、本編とは異なる設定が随所に散見される。
ある時、級長3人と主人公は、ガルグ＝マクの地下へと通じる隠された通路を発見する。居合わせた各学級の生徒3名とともにその道を進むと、やがて彼らの目の前には「アビス」と呼ばれる広大な地下遺跡、そして地下街が広がっていた。そこに設けられた「灰狼の学級」の四名と出会い、さらにアビスを襲撃せんとする何者かとの戦乱へと巻き込まれていくのであった。

### 後半・フォドラ戦争編
後半各章のタイトルは本ゲームのタイトル「風花雪月」に対応している。

#### 翠風の章
金鹿の学級を担った場合、必ずこのルートを辿ることとなる。 
クロードたちはガルグ＝マク大修道院を拠点に、同盟軍とは一線を画した独立勢力として「炎の紋章」を掲げ、帝国への抗戦を始めた。ミルディン大橋を掌握し、帝国軍とディミトリ率いる軍勢が激突したグロンダーズ会戦においても勝利を収めた。その後、クロード軍はメリセウス要塞へと進軍し、主力を帝国軍に偽装しつつ、クロードの縁を頼りにパルミラ軍の追撃を演出するという作戦で要塞内部への侵入を果たし、これを陥落せしめた。しかし、その直後、天より「光の杭」が降り注ぎ、メリセウス要塞は一瞬にして壊滅した。 
クロード率いる同盟軍は帝都へと進軍し、ヒューベルトを討ち破り、宮城で待ち構えていたエーデルガルトをも討ち果たした。その折、ヒューベルトが生前に仕組んだ使者が現れ、帝国を陰より操っていた「闇に蠢く者」こそが、フォドラを混迷へと導いた元凶であることが明かされる。クロードたちは彼らの本拠地「シャンバラ」へと攻め入り、その首魁を討ち滅ぼした。さらに、蘇った「解放王ネメシス」と「十傑」たちさえも葬り去り、フォドラの闇を完全に払拭した。 
戦後、クロードはフォドラの未来を主人公に託し、故郷パルミラへと帰還。主人公はフォドラの王として、フォドラの復興に尽力し、また、セイロス聖教会の改革に着手した。 一方、クロードはパルミラの王位を継承し、フォドラとの友好関係を築く。フォドラとパルミラを隔てていた障壁は取り払われ、人々は自由に職業や夢を追い求め、貿易や移民が盛んに行われる新時代が幕を開けた。闇に蠢く者の残党が小規模な騒乱を引き起こしたと語られている後日談もある。

#### 紅花の章
黒鷲の学級の担任を務め、エーデルガルトを味方にするルート。このルートは、いくつかの条件を満たすことで開かれる。
「宗教的迷信から解き放たれ、紋章の有無にかかわらず、すべての者が正しく生きられる世界」を築くため、エーデルガルトであったが、聖教会や伝統を守ろうとするファーガス神聖王国との全面戦争が勃発する。このルートでは、ディミトリは王国から追放されることなく、不名誉を被ることもなく、王国軍とセイロス騎士団が一体となって、主要な敵役として登場する。
エーデルガルトはまず同盟を武力占領し、その後、王国軍や教会軍、さらには「白き者」であるレアを次々に討ち倒していく。レアとの決着がついた瞬間、主人公の心臓に埋め込まれていた紋章石が消失し、髪の色が元に戻る場面が映し出される。その後、主人公は異なるパートナーとの結末を迎え、帝国で官職を得て女帝の右腕として仕えるか、帝国の政務からは離れて穏やかな日々を送るかする。
一方、「闇に蠢く者」とは暗闘が行われることになる。後日談では、その暗闘に加わった仲間によって「闇に蠢く者」に対する勝利が語られている。

#### 銀雪の章
黒鷲の学級の担任を務め、エーデルガルトと敵対するルート。
主人公は、エーデルガルトとヒューベルトを除く黒鷲の学級の生徒たちと結束し、女帝の覇道を阻止せんとする。一方、帝国に囚われし大司教レアを救い出すため、セテスを始めとするセイロス聖教会の者たちが主人公に従い、新たな軍「新生軍」を結成する。ミルディン大橋を陥落させた後、ディミトリの一行が現れ、主人公との共闘を申し出るが、戦力の不足を鑑みたセテスは、その返答を保留し、ディミトリ一行がミルディン大橋を通過することのみ許可する。そのため、ディミトリらは独力でグロンダーズ平原に侵攻し、王国・帝国・同盟の三つ巴の戦いが繰り広げられることとなる。この戦いの結末は非常に惨憺たるものであり、エーデルガルトは重傷を負い、ディミトリは命を落とし、クロードは行方不明となる。
新生軍は、帝国軍に偽装してメリセウス要塞に潜入し、これを陥落させる。しかし、直後に「光の杭」によって要塞は壊滅する。新生軍はエーデルガルトがガルグ＝マクを攻めし際の策略を模倣し、少人数の部隊に分散し、それぞれが民間人に偽装して帝国内に潜入。少数部隊を吸収しつつ進軍することで帝都を急襲し、ヒューベルトを討ち破り、宮城で待ち構えていたエーデルガルトをも討ち果たした。その折、ヒューベルトが生前に仕組んだ使者が現れ、帝国を陰より操っていた「闇に蠢く者」こそが、フォドラを混迷へと導いた元凶であることが明かされる。セテスたちは彼らの本拠地「シャンバラ」へと攻め入り、その首魁を討ち滅ぼした。
これで平和が訪れたと安堵するのだが、傷ついたレアの力が暴走し、自己と理性を失った白竜と化し、その影響で理性を失った教団兵や白竜（魔獣）と化した枢機卿らがガルグ＝マクを襲う。主人公たちはレアを討ち倒す。
戦後、主人公は混乱するフォドラを立て直すため、統一王国の初代王座に就き、二度と争いの起こらぬ世界を目指す。もしレアと主人公の支援レベルが「A」に達していた場合、レアは生還したことが何人かのキャラクターの後日談で語られる。闇に蠢く者の残党が騒乱を引き起こしたと語られている後日談もある。

#### 蒼月の章
青獅子の学級を担った場合、必ずこのルートを辿ることとなる。 
ファーガス神聖王国では、親帝国派が政変を起こし、王子ディミトリは冤罪を着せられて公開処刑されることとなった。ドゥドゥーのおかげで命を救われたディミトリは、復讐心を抱え、帝国を倒す決意を固める。しかし、ロドリグの死をきっかけに、帝国との戦いを後回しにし、まず自分が王として責任を取ることを決意。王都フェルディアを取り戻す。
直後、同盟のクロードから救援要請がフェルディアに届き、王国軍はデアドラに攻め入る帝国貴族アランデル公を討つ。その後、メリセウス要塞を陥落させ、帝都アンヴァルへの進軍が始まった。エーデルガルトは最後の手段として自らを「覇骸」という魔物状態に変え、宮城にて王国軍と対峙する。
女帝を倒したことで、フォドラの戦争は終結。主人公はレアの後を継いでセイロス聖教会の大司教に任命される。ディミトリは、フォドラを「弱者の尊厳を守り、強者の暴力を抑え、誰もが虐げられない社会」に導こうとする。「闇に蠢く者」が王国への大規模な反乱が起きたことが語られている後日談もある。

## 登場人物

### 主人公 / 謎の少女
主人公
声 - 小林裕介（男）、伊藤静（女）
初期兵種：平民 / 誕生日：任意 （母シトリーの命日）/ 年齢：?? / 身長：175cm（男）、164cm（女） / 紋章：炎の紋章 / 個人スキル：師の導き→師の導き+（自分と自分に隣接する味方の入手経験値が1.2倍。戦闘中、与えるダメージ+2） / 称号：覇王の翼（帝国）、秩序の守護者（王国）、夜明けの王（同盟）、よすがを辿りし炎（教会）
本作の主人公。名前は自由に変更が可能で、デフォルトネームは男がベレト、女がベレス、日本国外では男女ともにByleth。
父ジェラルトが率いる傭兵団に身を置いている。母は主人公を産んですぐに他界。男女ともに一人称が「自分」であり、ジェラルトを始め周囲からも情動に乏しい人物と見られている。また、父親の教育方針によってか、セイロス教についての知識に疎く、自分の年齢も正確に把握していない。当初、ジェラルトはジェラルトがガルグ＝マクを出奔してから数年後に生まれたとレアやセテスに説明していたが、実際は後述のように出奔前にガルグ＝マクで誕生している。
主人公の母親のシトリーは、レアがソティス復活のために造った、体内に神祖の紋章石を埋め込まれた12番目の女性。シトリーは過去に造られた者と同様に失敗でソティスの意識を宿さなかったが、ジェラルトと恋に落ち主人公を身ごもる。しかし母子ともに出産に耐えられず、シトリーの懇願によりシトリーの中にあった神祖の紋章石を移されたことで主人公は息を吹き返した。これにより主人公には「炎の紋章」が宿っている。だが、泣くことも笑うこともなく、心臓も動いていないという普通ではない状態にジェラルトは疑念を感じ、21年前に起こった大修道院の大火による混乱の中、ジェラルトに連れ出された。以降はセイロス教団と全く関わらず育てられた。感情が乏しく傭兵時代は「灰色の悪魔」と呼ばれ、傭兵団と敵対する者からは恐れられ、傭兵団の仲間からは英雄視されていた。
ソティス
声 - 黒沢ともよ
主人公の頭の中に不意に現れる謎の少女。
一人称は「わし」で老婆のような口調で話すが、見た目に相応しく、些細なことで感情的になることも多い。普段は姿を現さず、主人公の頭の中に直接語り掛けてくるため、主人公しかソティスの存在に気づいていない。時を巻き戻す力を持つが、ソティス自身は自分が何者かの記憶を失っている。また、見た目は少女然としているが、耳の上端部が尖っているという、普通の人間とは異なる特徴を持つ。
正体はセイロス教が信仰する女神ソティスその人であり、「はじまりのもの」「神祖」とも呼ばれる。古の時代、遥か遠いところからフォドラの大地に降り立ち、自らの姿を人に似せたものへと作り替え、自らの血をもって眷属を生み出し、眷属と共に地上の人々に知識や技術を伝えて発展を促した。しかし、人々は後に女神の教えに背き、無益な争いを始めたばかりか己を神と称し、女神に戦いを挑んだ。この戦争によって地上は焦土と化し、人々の大半は死滅した。その後、荒れ果てた大地を再生させるため気の遠くなる程の時を要したが、大地は穏やかを取り戻し、使命を終えたことで聖墓で永い眠りについた。聖墓はザナドに暮らす眷属達に守られていたが、ネメシスに暴かれ亡骸を盗まれる。そして、「闇に蠢く者」によって心臓から炎の紋章の紋章石、骨と遺骸から天帝の剣が生み出された。
ソティスの最後の娘であるレアは母であるソティスとの再会を強く望み、ソティスを復活させるため紋章石を使った人体実験を繰り返した。やがて主人公の中にソティスの意識が宿るが、記憶は失われ、少女の姿となる。それでも、徐々に記憶を取り戻していき、主人公がソロンの罠にはまり闇に閉じ込められると、自らの力を主人公に渡すため融合し、その代償としてソティスの意識は主人公から消えてしまう。 しかし、完全には消えておらず、大修道院での戦いで5年の眠りについた主人公を呼び起こしている。また、最終決戦の後、ペアエンドの相手にソティスを選ぶと主人公の前に現れ、これからも共にあり続けることを誓う。
なお、誕生日は必ず主人公と同じになる。また、セイロス教の信仰の対象の女神としてのソティスは、女神として広く信仰されてはいるが、「ソティス」という名前自体は一般には知られておらず、レアが主人公の前で初めてその名前を出した際には「これは女神の真名で、めったに口にすべきものではない」と語っている。

### 黒鷲の学級（アドラークラッセ）
アドラステア帝国出身の生徒が集うこの学級には、「魔道」を得意とする者が多く見受けられている。貴族が大半を占める一方で、平等主義の精神が根付いているため、上下関係が希薄であり、生徒一人ひとりの個性が尊重されている。
学級旗は縦長の四角形で下辺のみ下方向への凸が三つあるジグザグ構造になっており（この形状は青獅子の学級と金鹿の学級も同じ）、上端は金の横線が数本走り、真ん中にも小さな金の紋章がある赤地で、その下の大半は斜めに二等分されて色分けされ左上側が薄い赤、右下側が白、下端は上端よりも濃い赤地で、真ん中に翼を広げて頭を右に向けた黒い鷲が大きく描かれている。
エーデルガルト＝フォン＝フレスベルグ（Edelgard von Hresvergr）
声 - 加隈亜衣
初期兵種：貴族 / 誕生日：6月22日 / 年齢：17歳→23歳 / 身長：158cm / 紋章：セイロスの小紋章・炎の紋章 / 個人スキル:皇帝の血統→皇帝の血統+（入手経験値1.2倍。行動せずに待機すると、1ターンの間、魔防+4） / 称号：炎の女帝
「黒鷲の学級」の級長。アドラステア帝国の皇女。
秀逸で壮厳、そして凛々しく威圧感を漂わせる努力家。常に帝王学の理論に基いて周囲を分析し、状況を把握したあとすぐ行動に移す。
主人公に助けられた一件以降、主人公を帝国に迎え入れようとしている。
皇室の11兄弟の中で9番目に生まれ、兄が5人、姉が3人、弟妹が2人（そのうち少なくとも1人は妹）である。兄弟姉妹は闇に蠢く者による人体改造実験の最中、全員が命を落とし、エーデルガルトただ一人が生き残ったため、皇位を継承することとなった。回想シーンでは茶色であった髪は、改造の影響で白銀になり、セイロスの小紋章と炎の紋章の双つの紋章を身に刻む。
フォドラ一の名門に生まれながらも、紋章を手にするために過酷な幼少期を送ったことから、フォドラにおける紋章持ちや貴族階級を崇拝する伝統を打破し、帝国の悪しき源である闇に蠢く者を根絶しようとしている。
さらに、エーデルガルトは臣下の身分や家柄、紋章といった「外的な要素」を一切無視し、「内面的な才能のみ」に着目するため、紋章を持たないランドルフやラディスラヴァ、バルテルス男爵一家虐殺犯の死神騎士イエリッツァなど、才能があれば重用している。
第1部の終盤で皇位を継承し、女帝として君臨する。戦争編ではサークレットをつけ、髪を整えて戦場に臨む。
デフォルトの衣装はアーマーロードで、敵対時の兵種はロード（鷲獅子戦）→炎帝（ガルグ＝マクの戦い）→アーマーロード（グロンダーズの会戦）→カイゼリン（アンヴァル宮城戦）。
覇骸エーデルガルト：
兵種名称は「覇骸皇帝」で、敵の専用職。この姿は闇に蠢く者の術により魔物状態に化したエーデルガルト。青獅子の学級ルートのみに登場、同ルートのラスボス。
ヒューベルト＝フォン＝ベストラ（Hubert von Vestra）
声 - 小西克幸
初期兵種：貴族 / 誕生日：4月17日 / 年齢：20歳→25歳 / 身長：188cm / 個人スキル：参謀役（計略の威力+5） / 称号：女帝の懐刀
ベストラ侯爵家の嫡子で、エーデルガルトの従者。エーデルガルト個人に強く忠誠を誓っているため、銀雪の章を含めて他学級へはスカウトできない。
眼光鋭く含みのある口調と笑い方から油断ならない雰囲気だが、平時はヒューベルトなりに級友たちを気遣っている場面も多い。エーデルガルト曰く「冷徹だが筋の通った人物」。幼少期からエーデルガルトに仕え、エーデルガルトへの障害を排除するためなら手段は問わない。
実家は代々の宮内卿で、エーデルガルトが即位する際に宮内卿だった父を粛清して自身が家督と宮内卿の地位を継いでいる。
戦争編でのデフォルトの衣装はダークビショップ。敵対するルートではグロンダーズ会戦で登場した後、アンヴァル市街戦で守将として登場する。このほか、ベルナデッタとペトラの外伝でブリギットに派遣されたり、王国ルートのディミトリ外伝でアリアンロッドへの援軍を率いて登場する。
フェルディナント＝フォン＝エーギル（Ferdinand von Aegir）
声 - 坂泰斗
初期兵種：貴族 / 誕生日：4月30日 / 年齢：17歳→23歳 / 身長：175cm→180cm / 紋章：キッホルの小紋章 / 個人スキル：自信家（HPが満タンの時、命中・回避+15） / 称号：貴族の中の貴族
「黒鷲の学級」の生徒。帝国の宰相を世襲している名家、エーギル公爵家の嫡子。
大貴族である自らの家柄に強い誇りを持つ。自信家で負けず嫌い。皇女であるエーデルガルトの優秀さに対し、対抗心を燃やしている。
戦争編では髪が長くなっている。デフォルトの衣装はパラディン。スカウトしていなかった場合はラディスラヴァとともにミルディン大橋の守将として登場する。
リンハルト＝フォン＝ヘヴリング（Linhardt von Hevring）
声 - 堀江瞬
初期兵種：貴族 / 誕生日：11月7日 / 年齢：16歳→22歳 / 身長：177cm / 紋章：セスリーンの小紋章 / 個人スキル：居眠り（行動せずに待機すると、HPを最大値の10%回復） / 称号：眠れる紋章学者（通常）、穴の開いた知恵袋（主人公、ドロテア、ペトラとペアエンド時）
「黒鷲の学級」の生徒。ヘヴリング伯爵家の嫡子。父親は内務卿で、カスパルとは幼馴染でもあり親友関係にある。
頭脳明晰だが、極度の面倒くさがりでいつも眠そうにしている。紋章学には強い興味を示し、寝食を忘れるほど研究に没頭する。カスパルとは趣味も性格も似ないが仲はいい。
戦争編ではまとめていた髪をほどいている。デフォルトの衣装はビショップ。スカウトしていなかった場合、メリセウス要塞の副将として登場する。
カスパル＝フォン＝ベルグリーズ（Caspar von Bergliez）
声 - 村上聡
初期兵種：貴族 / 誕生日：7月1日 / 年齢：16歳→22歳 / 身長：159cm→173cm / 個人スキル：喧嘩好き（隣接する敵は戦闘中、回避-10） / 称号：さすらいの喧嘩王（教会、王国、同盟）、自称“熱血大将”（帝国）
「黒鷲の学級」の生徒。ベルグリーズ伯爵家の次男。父親は軍務卿で、素手で熊と渡り合えるという噂もある。それもあって父親のことを恐れている。
裏表がない素直な性格で、正義感は強いがやや喧嘩っ早い。家督の継承権を持たないため、武芸で身を立てるため訓練に励んでいる。
戦争編のデフォルトの衣装はウォーリアーで、敵対時の兵種はウォーマスター。他学級でスカウトしていない場合、メリセウス要塞の副将として登場する。
ベルナデッタ＝フォン＝ヴァーリ（Bernadetta von Varley）
声 - 辻あゆみ
初期兵種：貴族 / 誕生日：12月12日 / 年齢：17歳→23歳 / 身長：150cm→165cm / 紋章：インデッハの小紋章 / 個人スキル：被害妄想（HP満タンでない時、攻撃+5） / 称号：永遠の引き籠もり
「黒鷲の学級」の女生徒。教務卿を務めるヴァーリ伯爵家の嫡子。
かつて父から優秀な人間になるよう過酷な教育をされ、本人なりに努力はしたが全く認めてもらえず、次第にそれに心が耐えられなくなって対人恐怖症を患う。このため人見知りが激しく、母の意向で士官学校に入れられてからも寮の自室を唯一の安住の地と言って憚らない。自室から出ることはほとんどなく、講義の際以外は自室にこもって趣味に没頭している。帝国編では黒鷲遊撃軍にくっついて回ることになるが、これには実家には父親が蟄居させられており、引きこもれないという事情による。このルートに限り、散策中に引きこもっていることがない。
戦争編では士官学校編に比べ整った身なりになっている。デフォルトの衣装はスナイパー。スカウトしていなかった場合、グロンダーズ会戦で弓砲台を守る将として登場する。
ドロテア＝アールノルト（Dorothea Arnault）
声 - 長妻樹里
初期兵種：平民 / 誕生日：9月29日 / 年齢：18歳→24歳 / 身長：170cm / 個人スキル：歌姫（ターン開始時、隣接する味方のHPを最大値の10%回復） / 称号：愛しき人のために（右記以外の相手とペアエンド時）、神秘の歌姫（単独またはエーデルガルト、ヒューベルト、ローレンツ、マヌエラ、フェリクス《王国以外》とペアエンド時）
「黒鷲の学級」の女生徒。かつて帝都のミッテルフランク歌劇団に所属していた歌姫で、「神秘の歌姫」の二つ名で呼ばれていた。歌劇団の先輩であるマヌエラを慕っている。
「黒鷲の学級」では唯一の平民で窮屈さを感じることもあるが、誰に対しても対等に接している。その姿勢は、生徒たちを「○○（大抵は名前を縮めたもの）くん、○○ちゃん」という独特の愛称で呼ぶというもので、皇女にして級長のエーデルガルトも例外なく「エーデルちゃん」と呼んでおり、エーデルガルトが皇帝に即位した戦争編でもそれは変わっていない。
貴族が侍女に手を出して生まれた私生児であり、孤児となっていたところをマヌエラに拾われて歌劇団に入った。もともと孤児だったため何も持っていないことを気にしている。
戦争編のデフォルトの衣装はウォーロックおよび踊り子（同一のもの。敵対時はウォーロック）。スカウトしていなかった場合、王国ルートではアンヴァル市街戦で魔道砲台を守る将として登場し、同盟ルートでは宮城戦で登場する。
ペトラ＝マクネアリー（Petra Macneary）
声 - 石上静香
初期兵種：平民 / 誕生日：9月7日 / 年齢：15歳→21歳 / 身長：161cm / 個人スキル：狩りの掟（敵のHPが50%以下の時、自分の必殺+20） / 称号：精霊の島の女王（通常）、海を渡りし姫（ベレトとペアエンド時）
「黒鷲の学級」の女生徒。フォドラ西方にあるブリギット諸島を治める王の孫娘。
故郷は帝国に従属しており、その忠誠の証として送り出され、士官学校に留学している。しかし、初期職は「平民」となっている。フォドラ語の読み書きは問題ないが、話し方には難がある。勉強熱心で謙虚であり、級友たちからの評価も高い。狩りが得意。
表向きは留学生だが、ダグザ＝ブリギット戦役でブリギットが帝国に従属させられたいきさつから実際は人質に近い形である。このためフォドラとブリギットの関係改善を目指しており、外務卿ゲルズ公の協力で士官学校に入学することになった。
戦争編では話し方がやや流暢になっている。デフォルトの衣装はアサシン。スカウトしていなかった場合、グロンダーズ会戦に登場した後、王国ルートではアンヴァル市街戦、同盟ルートでは宮城戦で登場する。

### 青獅子の学級（ルーヴェンクラッセ）
ファーガス神聖王国出身の生徒が集うこの学級では、国の伝統として騎士道が重んじられており、多くの生徒が「槍術」に優れている。
ディミトリ＝アレクサンドル＝ブレーダッド（Dimitri Alexandre Blaiddyd）
声 - 石川界人、西川舞（幼少期）
初期兵種：貴族 / 誕生日：12月20日 / 年齢：17歳→23歳 / 身長：180cm→188cm / 紋章：ブレーダッドの小紋章 / 個人スキル：王の血統→王の血統+（入手経験値1.2倍。HP満タンの時、回避+20） / 称号：救国の王
「青獅子の学級」の級長。ファーガス神聖王国の王子。
容姿端麗で礼儀正しく、まさに騎士道を体現するような好青年。「真面目さ」と「爽やかさ」の両方をバランス良く兼ね備え、完璧無欠な優等生に見えるものの、心の奥には非常に深い黒い影を抱えている様子がうかがえる。
ガルグ＝マクの戦いの後、フェルディアに戻ったものの、コルネリアによる政変によって処刑されそうになるもドゥドゥーに助けられ脱出（表向きは処刑完了と公布される）、以後5年間は帝国兵を惨殺しながら流浪していた。
戦争編では髪が無造作に伸びたうえ、眼帯をつけて隻眼になるなどかつての面影のない姿になっており、ダスカーの悲劇を引き起こした（とディミトリが思っている）エーデルガルトや帝国への復讐心に囚われて心を閉ざしている。デフォルトの衣装はハイロード。
声変わりする前の少年時代は今よりも髪を伸ばした、中性的な髪型や顔立ちをしており、そのためカトリーヌことカサンドラからはフェルディアで初めて出会った時に女の子と間違えられていた。一方でこの当時より自身が宿すブレーダッドの紋章や、ギルベルトことギュスタヴの指導もあって怪力の持ち主であり、9歳の時に力任せに剣を振り回したところ、剣の方が耐えられずに折れてしまった一件があり、フェリクスによるとこの逸話はフラルダリウス家において語り草になっているという。
ドゥドゥー＝モリナロ（Dedue Molinaro）
声 - 高橋英則
初期兵種：平民 / 誕生日：8月31日 / 年齢：18歳→24歳 / 身長：204cm / 個人スキル：主君の盾（行動せずに待機すると、1ターンの間、守備+4） / 称号：寡黙なる忠義
「青獅子の学級」の生徒。王国の北西ダスカー地方出身の平民で、ディミトリの従者。
強面で寡黙であり、ダスカー人への偏見から、他者とは距離を置いている（相手がダスカー人と親しいと非難されないようにとの配慮）。本質は困っている級友を気遣う温和で気の良い青年。かつてのダスカーの悲劇の直後に行われた王国軍による「国王殺しの大罪人に対する報復」という名目での虐殺の際に自分を救ってくれたディミトリに深い恩義を抱いており、ディミトリを己の身に代えても守り抜くと決意している。平民の生まれであるため、ディミトリに対しては「殿下」と呼んで常に敬語で話す。ディミトリ個人に強く忠誠を誓っているため、他学級へスカウトすることができない。
ガルグ＝マクの戦いの後、政変で処刑されそうになったディミトリを助け出す。通常はその際に犠牲となって死亡するが、王国ルートでドゥドゥーの外伝をクリアしていると、ディミトリ救出後に外伝で逃がしたダスカー人に助けられて生存し、ミルディン大橋の戦闘中に合流する。
同盟ルートではグロンダーズの会戦で登場した後、帝都アンヴァルに単身で現れ、レアが宮城に囚われているという情報を伝えた後に、単独で宮城内に乗り込む。教会ルートでも同盟ルート同様にアンヴァルに現れる。帝国ルートではディミトリとともにタルティーン平原の戦いに登場し、戦いの進め方によっては隠し持っていた紋章石で魔獣化する。
戦争編では顔の傷が増えている。デフォルトの衣装はフォートレス。
フェリクス＝ユーゴ＝フラルダリウス（Felix Hugo Fraldarius）
声 - 帆世雄一
初期兵種：貴族 / 誕生日：2月20日 / 年齢：17歳→22歳 / 身長：174cm / 紋章：フラルダリウスの紋章 / 個人スキル：一匹狼（騎士団を装備していないとき、または騎士団戦力が0のとき、与えるダメージ+5） / 称号：盾の名を継ぐ者（王国）、流浪の剣（帝国、教会、同盟）
「青獅子の学級」の生徒。王国貴族の筆頭格であるフラルダリウス公爵家の次男。兄のグレンは「ダスカーの悲劇」でディミトリを守って亡くなっており、現在は嫡子の立場に在る。
皮肉屋な一匹狼で、幼馴染のディミトリを「猪」と呼び、棘のある態度をとる。また、自身とディミトリの関係について、お互いの父親が親友同士の間柄から「生まれる前からの腐れ縁」と称している。剣術の腕を磨くことに余念がなく、強者との手合わせを望んでいる。
自他ともに厳しく辛辣であり、兄の婚約者だったイングリットからも問題児扱いされているが、実際は貴族嫡男かつ大紋章持ちでありながら紋章や貴族の立場に驕ることを嫌っており、先生である主人公も同じ剣士として見ている。スカウトしていなかった場合、同盟ルートではグロンダーズでディミトリに率いられて、帝国ルートではアリアンロッドで父ロドリグとともに登場する。教会ルートでは登場しない。
戦争編でのデフォルトの衣装はソードマスター。
シルヴァン＝ジョゼ＝ゴーティエ（Sylvain Jose Gautier）
声 - 古川慎
初期兵種：貴族 / 誕生日：6月5日 / 年齢：19歳→25歳 / 身長：186cm / 紋章：ゴーティエの小紋章 / 個人スキル：女好き（女性の味方と隣接時、与えるダメージ+2、受けるダメージ-2） / 称号：“至情”の騎士
「青獅子の学級」の生徒。ゴーティエ辺境伯の嫡子。
仲間想いで、学級の頼れる兄貴分だが、無類の女好き。女性を口説くことが趣味で、トラブルが絶えない。兄のマイクランは紋章を持たなかったため3年前に廃嫡され、次男であり紋章を持つシルヴァンが嫡子となっている。
女好きはシステム面にも影響しており、主人公が女性の場合、無条件でスカウト可能。また、シルヴァンが学級にいる場合、1部中盤の課題出撃でマイクラン討伐後、シルヴァンが実家から盗み出した英雄の遺産「破裂の槍」を教団に返却せずに、入手する事が出来る（この場合でも外伝は発生する）。
スカウトしていなかった場合、同盟ルートではグロンダーズの会戦で、帝国ルートではタルティーン平原の戦いでいずれもディミトリに率いられて登場する。教会ルートでは登場しない。なお、帝国ルートで敵対する際には「破裂の槍」を装備している。
戦争編でのデフォルトの衣装はパラディン。帝国ルートで敵として登場するときはグレートナイト。
アッシュ＝デュラン（Ashe Ubert）
声 - 井上雄貴
初期兵種：平民 / 誕生日：10月17日 / 年齢：16歳→22歳 / 身長：164cm→174cm / 個人スキル：生きるための知恵（鍵を持っていなくても、扉や宝箱を開けられる） / 称号：正義の一矢
「青獅子の学級」の生徒。ガスパール領の城主・ロナート卿の養子。
元々は平民の出で、両親を亡くして以降は貧しさから苦労するあまり盗みに手を出していたが、ある時盗みに入ったガスパール城にて見つかるも、そこで事情を知った上で城で暮らすことを許し、我が子のように育てた上に士官学校に入学させてくれたロナート卿を心から尊敬している。ロナート卿を目指し勉学と鍛錬に励んでいる。
家族は義父のロナート卿や義兄のクリストフの他に、ロナート卿と出会う前に病死した両親とガスパール城に暮らす実の弟や妹たちがいる。
戦争編ではガスパール領主のローベ家に仕えている関係で、教会・同盟ルートではスカウトしていた場合でも一時離脱しグェンダル配下の将として登場する（帝国ルートではスカウトしていれば離脱しない）。帝国ルートでスカウトしていない場合、フェルディアの戦いに登場する。デフォルトの衣装はスナイパー。
メルセデス＝フォン＝マルトリッツ（Mercedes von Martritz）
声 - 花守ゆみり
初期兵種：平民 / 誕生日：5月27日 / 年齢：22歳→28歳 / 身長：169cm / 紋章：ラミーヌの小紋章 / 個人スキル：奉仕の喜び（回復魔法使用時、相手を回復した分だけ自分も回復する） / 称号：慈愛の微笑み
「青獅子の学級」の女生徒。元帝国貴族。マルトリッツ家の生まれであるが母はバルテルス男爵と再婚して異父弟のエミールが生まれる。その後、母とともに出奔して王国の教会に身を寄せ、現在は王都フェルディアの商家の養女となっている。バルテルス家を去った際にエミールとは生き別れになった。
周囲に細やかに目を配り、困っている人を放っておけない優しい女性だが、反面、自分のことは疎かになりがちである。青獅子の学級に入学する以前は王都フェルディアの魔道学院に在籍していた。生徒の中では最年長で、主人公よりも年上。語尾に「～」を付けた話し方をする。
戦争編では髪を切っている。デフォルトの衣装はビショップ。
スカウトしていない場合、帝国ルートではタルティーン平原の戦いでゴーティエからの援兵を率いて登場する。同盟ルートではグロンダーズの会戦で登場。教会ルートでは登場しない。
アネット＝ファンティーヌ＝ドミニク（Annette Fantine Dominic）
声 - 田中貴子
初期兵種：貴族 / 誕生日：5月9日 / 年齢：16歳→22歳 / 身長：151cm→153cm / 紋章：ドミニクの小紋章 / 個人スキル：頑張り屋（応援コマンドを使用可能。応援コマンド使用時、対象の力+4） / 称号：花開く努力
「青獅子の学級」の女生徒。ドミニク男爵の姪。
王都の魔道学院を優秀な成績で卒業している努力家。性格の明るい熱血少女だが、天真爛漫的なところも多く、空回りして大失敗することも。メルセデスとは魔道学院時代からの親友で、メルセデスからは「アン」と呼ばれている。
かつて王家のブレーダッド家に騎士として仕えるも、ダスカーの悲劇でランベールらが死亡してから1年後に家族に何も言わずに失踪した父のギュスタヴを探しており、魔道学院を優秀な成績で卒業すると同時にそこでの推薦によって士官学校に入学したのも、父がセイロス教の敬虔な信徒であったことから、「父ならきっと聖教会に入っているはず」という推測に基づく捜索が目的。実際、その推測通りに「セイロス騎士団のギルベルト」と名乗っていた父をついに見つけるに至る。
戦争編では髪をほどいている。スカウトしていなかった場合、帝国ルートでは父とともにフェルディアの戦いに登場するが、同盟・教会ルートでは登場しない。デフォルトの衣装はウォーロック。
イングリット＝ブランドル＝ガラテア（Ingrid Brandl Galatea）
声 - 石見舞菜香
初期兵種：貴族 / 誕生日：1月4日 / 年齢：17歳→23歳 / 身長：165cm / 紋章：ダフネルの小紋章 / 個人スキル：女騎士（計略の威力+3、命中+5） / 称号：“清廉”の騎士
「青獅子の学級」の女生徒。ガラテア伯爵家の息女。兄弟もいるが、兄弟には紋章が出なかった為、イングリットが嫡子となっている。ディミトリ、フェリクス、シルヴァン、グレンとは幼馴染。高潔な騎士を目指している。
生真面目な性格の為、しばしば口さがない言動を行うフェリクスとシルヴァンには気苦労が絶えない。故郷が王国内でも特に貧しい土地のため、美味しいものの前では我を忘れる食いしん坊な面もあり、フェリクスからは「お前は本当に食べることばかり」と茶化されている。
イングリットの実家であるガラテア伯爵家は、元々は同盟貴族となったダフネル家から分かれて誕生したもの。ダフネル家の双子の兄弟間で家督を巡る争いが起こった末、家そのものが真っ二つに割れてしまい、小紋章持ちの弟は同盟に残り、大紋章持ちの兄が英雄の遺産・ルーンを持って王国に戻ってガラテア伯爵家を興した。イングリット自身は、ダフネル家の現当主であるジュディットとは面識がないが、同盟ルートでスカウトしていた際には、出会ったばかりのジュディットに敬意のような好感を持った発言をする。
戦争編では髪を切っている。スカウトしていなかった場合、同盟ルートではグロンダーズの会戦に登場し、帝国ルートではアリアンロッドで登場する。教会ルートでは登場しない。デフォルトの衣装はペガサスナイトで、帝国ルートで敵対時はファルコンナイト。

### 金鹿の学級（ヒルシュクラッセ）
レスター諸侯同盟出身の生徒が集うこの学級では、山岳地帯という恵まれた地理的環境を活かし、多くの生徒が「弓の使い手」として才能を発揮している。他の学級と比べると平民出身者も多い。
クロード＝フォン＝リーガン（Claude von Riegan）
声 - 豊永利行
初期兵種：貴族 / 誕生日：7月24日 / 年齢：17歳→23歳 / 身長：175cm / 紋章：リーガンの小紋章 / 個人スキル：盟主の血統→盟主の血統+（入手経験値1.2倍。敵をすりぬけて移動可能） / 称号：世界を繋ぐ王
「金鹿の学級」の級長。盟主であるリーガン公爵家の嫡子で、現在の盟主であるリーガン公オズワルドの孫にあたる。
気さくで穏やかな雰囲気を持ち、他人に圧力を感じさせない青年。のんびりとした性格で、いつも笑顔を絶やさず、表面的には物事を深く考えていないように見える。しかし、鋭い洞察力を持ち合わせており、「猜疑心の塊」と自称するように、掴みどころの無い人物である。
戦争編では亡きオズワルドの跡を継いで、リーガン公爵位を受け継ぐと共に同盟の盟主となっている。知謀術数に長け、同盟内の対立を利用して帝国の介入を防いでおり、その手腕から「卓上の鬼神」の異名をとるまでになっている。髯（頬髯）を蓄えた見た目になっている。デフォルトの衣装はドラゴンロード。
同盟や修道院では「リーガン公の孫で、リーガン家の嫡子」として通っているが、実はリーガン家を飛び出したリーガン公の娘とパルミラの国王の息子で、パルミラの王子でもある。しかし、跡継ぎとなる嫡子が事故で亡くなったため、リーガン公の意向によって同盟へと赴くこととなったが、混乱を避けるためパルミラの王子であることは伏せられた（父親が誰なのかも非公開である）。
他学級の場合、帝国ルートではデアドラの戦いでパルミラ軍と協力し帝国軍を迎え撃つ。クロードを倒した後は生死を選択肢で決めることになる。王国ルートではグロンダーズ会戦で同盟軍を率いて登場するが、王国軍に敗れて敗走。その後デアドラをアランデル公率いる帝国軍に攻められたため、ディミトリに救援要請して王国軍に帝国軍を挟撃させ、ディミトリとの会談で同盟を解散しフェイルノートを託す。教会ルートではグロンダーズ会戦に参戦した結果、同盟軍が壊滅して生死不明のまま消息を絶ったことが語られる。
また、本編ではカットされ、煤闇の章で臭わせる発言があるくらいであるが、クロードというのは偽名であり、本名はカリードという設定になっている。シナリオチームの中では、田中芳樹の小説『銀河英雄伝説』のヤン・ウェンリー、同じく田中の小説『アルスラーン戦記』のラジェンドラの2人をかけあわせたイメージとなっている。
ローレンツ＝ヘルマン＝グロスタール（Lorenz Helman Gloucester）
声 - 渡辺紘
初期兵種：貴族 / 誕生日：6月13日 / 年齢：18歳→24歳 / 身長：188cm / 紋章：グロスタールの小紋章 / 個人スキル：名門貴族（騎士団を装備しているとき、与えるダメージ+2） / 称号：赤薔薇の貴公子
「金鹿の学級」の生徒。グロスタール伯爵家の嫡男。
キザな言動が目立つが根は真面目で、名門貴族としての誇りと責任を自覚している。修道院内の多くの女性にアプローチしているが、成果はよくなく、逆に主人公経由で女生徒たちからの苦情が舞い込んでしまっている。
一時期フェルディアの魔道学院に在籍していたことがあり、メルセデスとは旧知の仲。
戦争編では髪が長くなっている。実家が親帝国派のため、帝国・同盟ルート以外で他学級にスカウトしていた場合ガルグ＝マクの戦い後に離脱しミルディン大橋の戦いで帝国軍として登場し、撃破し説得することで再加入させられる（未スカウト時は説得コマンドが出ず死亡する）。帝国ルートではスカウトしていない場合は未登場となる。デフォルトの衣装はパラディン。
ラファエル＝キルステン（Raphael Kirsten）
声 - 大泊貴揮
初期兵種：平民 / 誕生日：5月18日 / 年齢：17歳→23歳 / 身長：190cm / 個人スキル：拾い食い（ターン開始時、幸運に応じた確率でHPを最大値の10%回復） / 称号：レスターの野獣
「金鹿の学級」の生徒。レスターの商家の息子。大柄で筋肉隆々で、特に胸板ははちきれんばかりに厚い。一人称は「オデ」。
両親を不慮の事故で亡くしているが、本人は楽天的で、目下の関心事は、食堂のメニューや体を鍛え立派な騎士になること。反面、座学への興味は薄い。
家族は先述の故人である両親の他に、祖父と妹・マーヤがおり、マーヤを養うのが騎士になる目的。実家同士が同業者であるイグナーツとは旧知の仲。
戦争編でのデフォルトの衣装はグラップラー。スカウトしていなかった場合、帝国ルート及び教会ルートには登場しないが、王国ルートではクロードに率いられてグロンダーズ会戦に登場する。
イグナーツ＝ヴィクター（Ignatz Victor）
声 - 矢野奨吾
初期兵種：平民 / 誕生日：3月14日 / 年齢：17歳→22歳 / 身長：164cm / 個人スキル：観察眼（命中+20） / 称号：色彩の旅人
「金鹿の学級」の生徒。レスターの商家の次男。眼鏡をかけている。
美しい自然や美術品を愛する、優しい心根の持ち主。家業は兄が継ぐことになったため、親の意向で士官学校に入学し騎士を目指しているが、内心では別にやりたいことがある様子。絵を描くことが趣味。ラファエルとは旧知の仲だが、ラファエルの両親が事故に遭遇した案件をイグナーツの両親が紹介したことで負い目を感じている。
戦争編ではやや精悍な顔つきになっている。デフォルトの衣装はスナイパー。スカウトしなかった場合、帝国ルートではミルディン大橋の戦い、王国ルートではグロンダーズ会戦に登場する。教会ルートでは登場しない。
ヒルダ＝ヴァレンティン＝ゴネリル（Hilda Valentin Goneril）
声 - 桑原由気
初期兵種：貴族 / 誕生日：2月3日 / 年齢：18歳→23歳 / 身長：154cm / 紋章：ゴネリルの小紋章 / 個人スキル：おねだり（隣接する味方男性は戦闘時、与えるダメージ+3） / 称号：自由人
「金鹿の学級」の女生徒。ゴネリル公爵家の令嬢。
お洒落や華やかなものを好む少女。父や兄に甘やかされて育ったためか、怠け癖があり甘え上手。気楽で軽い言動が目立つ、典型的な「貴族のお嬢様」。面倒事は他人に押し付けがちだが（正確には相手が進んで手を貸すように仕向ける）、頼んだ相手が苦労しているとき（マリアンヌなど）は自分が率先してやるなど面倒見の良い面も兼ね備えている。
士官学校編ではツインテールだが、戦争編では後ろでまとめた髪形になっている。デフォルトの衣装はウォーリアー。スカウトは青獅子の学級では5月から可能だが黒鷲の場合、教会ルートに進んだ場合のみ3月に可能で、帝国ルートではスカウトできない。スカウトしていなかった場合、帝国ルートではデアドラの戦いに登場する。王国ルートではグロンダーズの会戦でクロードに率いられて登場後、デアドラ救援戦で友軍として登場する。教会ルートでは登場しない。
リシテア＝フォン＝コーデリア（Lysithea von Ordelia）
声 - 悠木碧
初期兵種：貴族 / 誕生日：2月28日 / 年齢：15歳→20歳 / 身長：148cm→160cm / 紋章：カロンの小紋章・グロスタールの紋章 / 個人スキル：天才（戦闘での入手技能経験値2倍） / 称号：薄幸の才媛
「金鹿の学級」の女生徒。コーデリア公爵家の長女。本年入学の生徒では最年少。エーデルガルトと同じく白髪に近い色の髪をしている。
魔道に長けた早熟な天才肌だが、その才能に驕らず努力を惜しまない。子供扱いされることを嫌うが、お化けが苦手、野菜嫌い、甘い菓子好きといった子供らしい一面もある。生真面目で物事をはっきり言う性格。
実家がフリュムの乱に加勢した際、鎮圧後に帝国の介入を受け、家中の者が「闇に蠢く者」によって怪しい実験の実験台にされ、その結果、生まれ持ったカロンの小紋章に加えてグロスタールの紋章も宿ったが、その副作用で髪色が白くなってしまったうえ、実験を行った「闇に蠢く者」たちからは寿命が短くなったことを伝えられている。このため早く大人になって両親の役に立ちたいと思っている。
戦争編では髪を先端部分でまとめている。デフォルトの衣装はウォーロック。敵対時はグレモリィ。スカウトしていなかった場合は帝国ルートではデアドラの戦い、王国ルートではグロンダーズ会戦に登場する。なお、帝国ルートではスカウトしていなかった場合でも撃破時に説得が可能。教会ルートでは登場しない。
マリアンヌ＝フォン＝エドマンド（Marianne von Edmund）
声 - 秦佐和子
初期兵種：貴族 / 誕生日：11月23日 / 年齢：17歳→23歳 / 身長：163cm / 紋章：獣の小紋章 / 個人スキル：動物愛（ターン開始時、騎馬・飛行の味方が隣接していれば、自分のHPを最大値の20%回復） / 称号：呪縛解けて前へ
「金鹿の学級」の女生徒。エドマンド辺境伯の養女。元はエドマンド家の遠戚にあたる領主の娘。
口数が少なくあまり他者と関わろうとしないが、鳥や動物には心を開いており、よく話しかけている。信心深く、日々女神への祈りを欠かさない。自信のない性格で、何らかの紋章を宿しているが、本人は紋章に関して詮索されたくない様子である。
戦争編では後ろにまとめ上げていた髪をほどいた髪型になって目のくまが消え、大人しくも芯の強い性格になっている。デフォルトの衣装はビショップ。他学級ではスカウトしていなければ全ルートで敵としても登場しなくなる。
実はマリアンヌの紋章は、歴史から抹消された英雄モーリスが宿していた紋章であり、「獣の紋章」として忌み嫌われるものだったため周囲の詮索、および周囲に不幸をもたらすものとして周囲との接触を避けていたことが外伝で判明する。
レオニー＝ピネッリ（Leonie Pinelli）
声 - 野川さくら
初期兵種：平民 / 誕生日：8月21日 / 年齢：19歳→25歳 / 身長：168cm / 個人スキル：負けず嫌い（味方男性と隣接しているとき、与えるダメージ+2、受けるダメージ-2） / 称号：壊刃の再臨
「金鹿の学級」の女生徒。同盟領サウィン村の、猟師の娘。
傭兵になるため、村から多額の借金をして士官学校に入学した。その経緯から吝嗇な傾向があり、趣味は節約。傭兵を目指すきっかけとなったジェラルトを尊敬しており、ジェラルトの一番弟子を自称している。
なお、主人公とレオニーの支援会話によると、ジェラルトとの縁が出来たきっかけはサウィン村を脅かしていた山賊同然の密猟者退治のためにジェラルトがやって来たことであり、村人では手も足も出なかった密猟者を簡単に捕まえたジェラルトに憧れたのが始まり。ただ、この時点では主人公は村に来ておらず、主人公とは士官学校にて初対面を果たした。
戦争編でのデフォルトの衣装はパラディン。スカウトしなかった場合、帝国ルートではミルディン大橋でジュディットへの援軍を率いて登場し、王国ルートではグロンダーズの会戦でクロードに率いられて登場する。教会ルートでは未登場。

### セイロス聖教会

#### 中央教会・士官学校関係者
レア（Rhea）
声 - 井上喜久子
セイロス聖教会の最高指導者である大司教。兵種は大司教→聖者（いずれも専用職）
慈母のような神秘的な雰囲気の女性。人々と穏やかに接するが、教会に刃向かう者には容赦しない厳格な一面も併せ持つ。ジェラルトがセイロス騎士団に属していた頃から現在の地位に就いている。主人公の資質を評価し、士官学校に招く。
正体は神祖ソティスが最後に産んだ「女神の眷属」にしてセイロス聖教会の開祖である「聖者セイロス」本人。ソティスを「お母様」と呼んで溺愛している。実年齢は1000歳を超えている。同胞のセテスやフレンと違い竜化の力がまだ残っており、真の姿は「白きもの」という白い竜である。かつてネメシスが引き起こしたザナドの惨劇から生き残った後、各地に散っていた同胞を集め、セイロスと名乗り自らの血をヴィルヘルム1世に与えてアドラステア帝国を建国させ、神祖を奪ったネメシスに対抗した。タルティーン平原でネメシスを討ち取り、天帝の剣を取り戻す。その後、禁忌を犯してでも母との再会を望むようになる。母さえ復活すれば自分の失ったものを取り戻せると考え、人の体を造りその体内に神祖の紋章石を埋め込むことで母を蘇らせるため実験を繰り返した。この過程の末に誕生した主人公を特別視しており、自分の後継者にしようとしている。しかし、主人公の出自はセテスを含めて周囲には一切明かしていなかった。
セテス（Seteth）
声 - 子安武人
初期兵種：ドラゴンナイト / 誕生日：12月27日 / 年齢：?? / 身長：182cm / 紋章：キッホルの紋章 / 個人スキル：過保護（隣接する女性の味方は戦闘中、与えるダメージ+3） / 称号：大司教の片腕、志を継ぎし者
セイロス聖教会の大司教補佐。
秩序と規律を重んじる人物。妹のフレンを溺愛し、常に気にかけているが、やや過保護気味。
他者の目がある際はレアを「大司教」と呼び、丁寧に接しているが、二人きりの時は「レア」と呼び捨てにし、言葉遣いも砕けたものになる。なお、この傾向は自身が激高したり、心を許した相手との会話に関してはこの限りではない。主人公に対しては、レアの判断を尊重しつつも警戒し、しばしば辛辣に接する。フレンを助けてもらった一件から態度が軟化し、やがて自分と同じく女神の力を持つ同志としてだけでなく、一人の仲間として信頼を置くようになる。生真面目で厳格ではあるが面倒見はよく、生徒に応じて的確な助言をする。紋章を極端に重視する現在の社会の在り方をあまり快く思っていない。
レアと同じく人間ではなく「女神の眷属」であり、セイロス教の四聖人の一人「聖キッホル」本人。レアと違い、竜化の力は失われている。レアことセイロスの同胞にあたり、ネメシスとの戦争では妻や娘のフレンと共に参戦。ネメシスを討ち取ることには成功したが、妻を喪い、幼いフレンにも負担をかけすぎてしまった。以来、残りの生の全てをフレンに捧げることを誓った。
教会ルートでは、級長に代わる立場で主人公を支える（なお、級長と違って戦闘で撃退してもゲームオーバーにならず継続する）。帝国ルートでは、フレンと共に大修道院での戦いに参戦するも帝国軍に敗れる。
フレン（Flayn）
声 - 大野柚布子
初期兵種：プリースト / 誕生日：7月12日 / 年齢：?? / 身長：151cm / 紋章：セスリーンの紋章 / 個人スキル：可憐な花（隣接する味方は戦闘中、受けるダメージ-3） / 称号：眠り姫
セテスの妹。修道院に暮らす少女。
穏やかで誰にでも屈託なく接する。しかし、主人公やセテスと同じく実年齢が不明で、その身に何らかの重大な秘密が隠されている謎の人物。好奇心旺盛で突飛な行動をとるため、セテスを困らせている。修道院で生活しているが生徒ではない。
教会内ではセテスの妹とされているが、実際はセテスの娘。常に命を狙われる身であったため身分をごまかしていたのが真相である。フレンもまた父同様女神の眷属であり、セイロス教四聖人の一人「聖セスリーン」本人。セテスと同じく竜化の力は失っている。英雄戦争で幼い身でありながら必要以上に力を使ってしまったため、たびたび休眠期間が必要な体になってしまった。他の四聖人（マクイル、インデッハ）を「おじさま」と呼ぶ。
幼少期は帝都アンヴァルで暮らしていた。休眠している間は外部との接触が全くなかったため、世間の常識に疎く、言葉遣いも古めかしい。体が弱い自分を気遣ってくれるセテスには感謝しているが、度を越した過保護には少々うんざりしている。
「闇に蠢く者」から自身の血を狙われており、士官学校編中盤で死神騎士にさらわれるも主人公の学級に救出され、身辺の保護を兼ねて主人公の担当する学級の生徒となる。敵対する帝国ルートでは、セテスと共に大修道院での戦いに参戦するも帝国軍に敗れる。
マヌエラ＝カザグランダ（Manuela Casagranda）
声 - 小島幸子
初期兵種：プリースト / 誕生日：8月3日 / 年齢：ヒミツ / 身長：172cm / 個人スキル：医務室の主（隣接する味方は戦闘中、必殺回避+10） / 称号：奇跡の歌姫
士官学校の教師兼医師。かつて帝都のミッテルフランク歌劇団で頂点を極めた歌姫で、「奇跡の歌姫」の二つ名で呼ばれた。
運命の男性との出会いを望んでおり、出会いが無いことを嘆く姿がよく目撃されている。少々がさつで感情的だが面倒見はよく、生徒からは慕われており、新人教師である主人公に対しても気さくに接する。料理は得意だが、調理器具の片づけは苦手で、部屋の片づけも苦手。あらゆる点で正反対なハンネマンとは口喧嘩が絶えない。酒癖が悪く、意中の男性に振られると部屋に籠り酒浸りになるため、頻繁に二日酔いを起こしていることは、本人は隠しているつもりだが、歌劇団では広く知られていた。
歌劇団時代はその歌声で多くの観客を魅了し、エーデルガルトやフェルディナントなどにも強い印象を与えている。舞台に立ち続けるため、過酷な稽古や望まない貴族への接待など煌びやかな場所の裏で多くの苦労を経験した。自分の歌声は主からの授かりもので、年齢と共に衰えいつか失われると考えている。そのため、主に歌声を返しても自分の力で生きる術を得ようと考え、あえて全盛期に引退を表明した。その後、帝国を離れ士官学校の教師となった。主を心の支えとしているが、体を支えているのはあくまで自分自身であるとしている。
戦争編ではスカウトしていない場合、王国ルートの外伝でのみ敵（帝国軍の一員）として再登場する。その際の兵種はアサシン。
ハンネマン＝フォン＝エッサー（Hanneman von Essar）
声 - 浜田賢二
初期兵種：メイジ / 誕生日：2月8日 / 年齢：51歳→56歳 / 身長：190cm / 紋章：インデッハの小紋章 / 個人スキル：紋章学者（「応援」コマンド使用可能。「応援」コマンド使用時、対象の魔力+4） / 称号：紋章学の父
士官学校の教師であり、紋章について研究している紋章学者。
普段は冷静だが、紋章のこととなると我を忘れ没頭する。特に主人公が持つ紋章に興味を持っている。
理論的に物事を考える気質から、同僚のマヌエラとは、頻繁に口喧嘩して和解の繰り返しが日常茶飯事。掃除が得意だが、料理が苦手とマヌエラとはあらゆる点で正反対。ヒューベルトの父ベストラ侯とも過去に親交があった。
元は帝国貴族の出身で、紋章が生まれやすい家系に生まれ、自身も紋章を持っていることから紋章学者となった。だが、紋章の無かった妹が没落しかかかっていた貴族に嫁ぎ、紋章を宿す子を産めなかったことで周囲に迫害され、若くして病死した。妹の死に自分の研究の無意味さを痛感し、妹のような犠牲者を増やす貴族に嫌気がさしたことで、爵位を返上し帝都を去った。妹の死の元凶は紋章だと考えており、紋章の有無で左右される社会を嫌っている。そのため、紋章の謎を解き、望む者誰もが紋章を宿せる世界を作り、力の有無に苦しむ者をなくすことを目指している。後日譚では紋章がなくとも紋章同様の力を発揮することができる「魔道具」を発明したとされる。
戦争編ではスカウトしていない場合、マヌエラ同様に王国ルートの外伝で敵として登場する。
ツィリル（Cyril）
声 - 河西健吾
初期兵種：平民 / 誕生日：10月25日 / 年齢：15歳→20歳 / 身長：148cm→168cm / 個人スキル：良成長（レベルアップ時の各能力の成長率+20%） / 称号：無限への飛躍
レアの従者として働く少年。異国のパルミラ出身。
戦災孤児であり、苦境から救ってくれたレアに深い恩義を感じている。修道院に来る以前はゴネリル家に使用人として仕えていた。褐色肌で、少々巻き舌気味の口調で話す。仕事ぶりは真面目で、素っ気ない印象すら与えるほど。シャミアから弓の手ほどきを受けている。
フォドラの人々がパルミラに対し偏見を抱いていることを好ましく思っていないが、同時にパルミラ人の粗暴さを疎ましく思っている。パルミラでは貧しい生活を送っていたため、いい思い出はなく現状に満足しており、パルミラに帰る気はない。レアに対する恩義にやや執着しすぎていることから、セテスからは恩を返すだけでなく、別の目標も見つけた方がいいのではと指摘されている。レアを尊敬しているが、セイロス教そのものにはあまり関心がない。ただし、レアが大事にしているものは自分も守りたいと考えている。フォドラの教育を受けていないため字の読み書きができない。
戦争編でのデフォルトの衣装はドラゴンナイト。敵対する帝国ルートでは、フェルディアの戦いで登場する。
イエリッツァ＝フォン＝フリュム（Jeritza von Hrym）
声 - 伊丸岡篤
初期兵種：死神騎士 / 誕生日：3月4日 / 年齢：21歳→27歳 / 身長：193cm / 紋章：ラミーヌの小紋章 / 個人スキル：殺意（自分から攻撃したとき、命中+20） / 称号：血染めの悪鬼
士官学校の教師。剣術師範として、主に鍛錬を担当をしている。
他人と関わることを嫌い、何気なく話しかけてきた相手に躊躇なく拒絶の言葉を口にするが、物語が進むと主人公に「死合い（剣の手合わせ）」を申し出て来る。帝国貴族フリュム家の出身だが、実は養子でそれ以前の経歴が不明であるなど謎が多いが、剣の腕は確かとの評判である。
本名は「エミール」。メルセデスの異父弟であり、メルセデスと母がバルテルス家から逃亡してからは一度も会っていなかった。バルテルス家では紋章を持たない異母兄達から不当な扱いを受け、後に父がメルセデス母子の居場所を知り連れ戻そうとしていることを知り、一家を虐殺する（父が老いた母に代えてメルセデスに子を産ませようと発言したこともきっかけになった）。その後、エーデルガルトに見出され臣下となり、バルテルス家虐殺の罪を抹消され没落したフリュム家の嫡子に据えられた。それ以降はアランデル公の推薦で士官学校の教師となった。
死神騎士はバルテルス家で家族を虐殺した時に生まれた二重人格のような存在で、本人は「私の中に棲む魔物、私であって私ではない」と話している。ひたすら血と殺戮を好み、度々異常な殺戮衝動に駆られる。ただし、メルセデスを想う心は変わっていない。
帝国ルートでは黒鷲遊撃軍以外の将軍として他の戦線で戦っていたことが語られるだけだったが、Ver.1.1.0以降のデータでは無条件で味方になる。帝国ルート以外ではメリセウス城塞の守将として登場。同盟、教会ルートではアンヴァル市街戦で再登場する。
トマシュ
声 - ふくまつ進紗
ガルグ＝マク大修道院の書庫番を40年以上にわたり、務めてきた初老男性。
同盟貴族コーデリア家の推薦で大修道院に入り、8年前に職を辞し、コーデリア家に戻っていたが、昨年に復帰したという。書庫に収蔵されている書物だけでなく、大修道院内の事情についても詳しい。セイロス教の敬虔な信徒でもある。
トマシュがルミール村を襲い、ソロンへと姿を変えた件で当初セテスは「このようなことをするとは思えない」と困惑していたが、モニカことクロニエの件を経たことで、セテスからは「どちらも一度姿を消してから、再び現れたことから、本物を殺して成り代わっていた」と推測をされた。また、リシテアは入学するまで面識が無く、記録の上ではコーデリア家に戻っていたという期間においても屋敷で見た覚えは無いとのこと。
モニカ＝フォン＝オックス
1年前、士官学校の卒業を目前に失踪した女生徒。帝国貴族出身。
フレンの誘拐騒動で共に発見され、主人公らに救出される。その後、自身の希望により改めて「黒鷲の学級」に復学する。
モニカがジェラルトを刺殺した件で、セテスは失踪前と比べて人が変わったという報告から、救出されたモニカはモニカその人ではなく、クロニエが殺して成り代わっていたと推測している。
アンナ（Anna）
声 - 世戸さおり
初期兵種：剣士 / 誕生日：6月9日 / 年齢：25歳→31歳 / 身長：168cm / 紋章：エルネストの紋章 / 個人スキル：商売繁盛（幸運+5） / 称号:旅の行商人
シリーズおなじみの謎の商人。特定のクエストをクリアすると、大修道院内の市場にて珍しいアイテムを取り扱った秘密のお店を開いてくれる。
Ver.1.1.0以降のデータで、序盤からスカウトし味方にすることが可能になった。主人公を含め、他のキャラクターとの支援会話は無い。
ドルテ
大修道院の厩舎で飼われている馬。マリアンヌにとっては人間以上に付き合いやすく、親しみを覚えている存在であり、何を考えているのかもわかるほど。マリアンヌを仲間にしておいて第一部中に戦闘でロストさせた場合、マリアンヌは第一部後にドルテを伴っていずこかへと消えて消息不明となる。
シトリー＝アイスナー
ジェラルトの妻にして、主人公の母親。故人。
大修道院で生まれ育ち、長じてからは修道女となるものの、その体は病弱であり、大修道院から外に出ることもままならなかった。そのため、自分よりも年上で、仕事で外の世界へ出る事もあるジェラルトの語る話を聞くのが大好きで、普段は感情を表に出すことの無いのが嘘のように、ジェラルトに対しては笑顔を浮かべて楽しそうに接しており、遂にはお互いに惹かれあって結婚した。しかし、ジェラルトの子を宿すも、母子ともに出産に耐え切れずに死の危機が迫る中、居合わせたレアに自分の命よりも赤子の命を救うよう頼み、出産と引き換えに絶命した。
シトリーの死は、居合わせたレアに衝撃を与えると同時に、ジェラルトやアルファルドにも多大な影響を与えることとなった。
名称は煤闇の章が追加された際に明らかになった。それまでは墓石の碑銘も読み取れない状態であった。

#### セイロス騎士団
ジェラルト＝アイスナー（Jeralt Eisner）
声 - 大塚明夫
主人公の父親。元セイロス騎士団団長。兵種はパラディン。
かつて「壊刃」と呼ばれ、セイロス騎士団の歴代最強の騎士と謳われた伝説的存在。普段は豪放磊落だが、主人公に自分の過去やセイロス教団について一切話していなど、秘密主義的なところもある。大司教のレアに対しては過去の恩から敬ってはいるものの、後述の理由から警戒もしている。
かつては王国軍の傭兵隊に属する一兵士であったが、ある戦場で重傷を負い、レアに助けられたことでセイロス騎士団に仕えるようになった。この時にレアの血を体内に入れたことでセイロスの紋章を宿すようになった。紋章により普通の人間よりもはるかに長寿となっており、外見では40代から50代ほどに見えるが、実年齢はすでに100歳を超えており本人も自分の年齢を正確に把握していない。少なくともアロイスと出会った30年ほど前と全く変わっていないとのこと。やがてセイロス教の修道女のシトリーと恋に落ち、シトリーとの間に子を儲けるもシトリーは出産と同時に他界した。生まれた赤子の奇妙な様子やそれを問題視しないレアの態度に不審を抱き、21年前の修道院の大火で赤子が死亡したと偽り、赤子を連れ騎士団を離れた。それ以降、傭兵団を率い旅をしながら主人公の成長を見守り続けていた。なお、レアへの警戒心から主人公にはセイロス教に関することは何も教えず、さらには万が一レアと再会した際に主人公が死亡したと偽った赤子その人でないことを隠すべく、あえて主人公の年齢（作中時点では21歳だが、それをそのまま言う事はかつて死を偽った赤子であるとバラすのと同じ）も正確には教えておらず、レアとの再会時には「修道院を離れてから数年後に生まれた子で、母親はもう死んでしまった」と虚偽を述べている。
盗賊から士官学校の生徒を救ったことが転機となり、修道院へ招かれた主人公とともに、再び騎士団に身を置く。士官学校の教師となった主人公が生徒との交流を通じて感情を持つようになったことを実感してゆき、かつて修道院を離れた己の決断が間違っていたとすら思うようになった。ルミール村で起きた「闇に蠢く者」のソロンによる騒動では、友軍として戦闘に参加する。その後、修道院内で起きた生徒が魔獣化する事件の解決にあたっていたが、モニカに成りすましていたクロニエに殺害された。
アロイス＝ランゲルト（Alois Rangeld）
声 - 坂巻学
初期兵種：ウォーリアー / 誕生日：12月1日 / 年齢：45歳→50歳 / 身長：174cm / 個人スキル：お人好し（「応援」コマンド使用可能。「応援」コマンド使用時、対象の幸運+8） / 称号：騎士団の太陽（教会、王国、同盟）、ただ家族の元へ（帝国）
セイロス騎士団に所属する騎士。かつてジェラルトが騎士団長を務めていた頃の部下。
陽気で気さくな性格。冗談を好むがウケは悪い。ジェラルトを敬愛しており、生徒を盗賊から助けた主人公を教師としてレアに推薦する。
部下想いで持ち前の明るさで味方を鼓舞する。ベルナデッタが慕っていた叔父と似ているらしく、人付き合いが苦手なベルナデッタが気兼ねなく話しかけられる数少ない人物。騎士らしく真面目な性格だが、人が良すぎるため悪徳商法に簡単に引っかかってしまうことがある。幽霊が苦手で、自分が手にかけた者が化けて出るのではないかと恐れている。妻子持ちで、妻や娘の誕生日には必ず贈り物をしている。
かつては孤児で、両親を亡くしてからは王国の修道院にいた。30年ほど前、ジェラルトと出会いジェラルトの従者となりセイロス騎士団に仕えるようになった。ジェラルトがアロイスを従者とした理由は、流行り病で亡くなったジェラルトが以前連れていた従者とアロイスの年齢が近く、容姿がなんとなく似ていたからという単純なもの。
長らくセイロス騎士団に属する身ではあるが、ジェラルトと主人公の父子に対する思い入れも強いため、セイロス騎士団と敵対する帝国ルートでも味方にすることができる。この場合は、大修道院で再開した際に行方不明となった主人公を探すために騎士団を抜けた身であると語っている。味方にしなかった場合は、帝国ルートのみ戦争編の大修道院での戦いで敵として再登場する。
帝国ルート以外では再建されたセイロス騎士団の団長に就任。帝国ルートでは戦いからは身を引き、妻、娘ともども農業を営む。
ギルベルト＝プロスニラフ（Gilbert Prosnirav）
声 - 小上裕通
初期兵種：フォートレス / 誕生日：1月26日 / 年齢：55歳→60歳 / 身長：186cm / 個人スキル：歴戦の騎士（騎士団を装備しているとき、受けるダメージ-2） / 称号：護国の老騎士
セイロス騎士団に所属する、ファーガス神聖王国出身の騎士。
信心深く、真面目で礼儀正しい人物。あまり表情を変えず、自らについて多くを語ろうとしないが、釣りと料理、木彫りを趣味としている。
本名は「ギュスタヴ＝エディ＝ドミニク」。王国貴族ドミニク家の出身で、アネットの父親。ドミニク家は王国貴族の中では一介の小領主に過ぎず、ギュスタヴ自身も嫡子ではなかったために一兵士という立場に過ぎなかった。しかし、時の国王に認められて騎士へと引き立てられてからは王国や王家のブレーダッド家への忠義を貫き、40年に渡って仕える中で国王ランベールやその子ディミトリに剣や兵法、学問を教えてきた。しかし、「ダスカーの悲劇」に際してはランベールやディミトリに同行しなかったことが災いし、一報を受けて現地に到着するも時すでに遅く、ランベールや多くの兵たちが死亡。ディミトリも瀕死の重傷を負っていたことに強い衝撃を受け、主君を守れなかった罪悪感を抱え、それから膨張を続けた罪悪感に耐えかねて1年後に地位や家族、そして名前も捨て王国から出奔しセイロス騎士団に仕えるようになった。ただし、ディミトリ自身は同行していた場合は他と同様に殺害されていただろうし、ギュスタヴの到着が遅れた場合にはディミトリ自身も死亡していたと考えている。
士官学校編では、マイクランの騒動で友軍として戦闘に一時的に参加する。帝国が戦争を起こすと王国に戻る。王国ルートでのみ仲間になり、戦争編冒頭で離脱したドゥドゥーとの入れ替わりで参戦する。帝国ルートでは、フェルディアでの戦いに参戦する。同盟ルートでは、グロンダーズの会戦で戦死したディミトリの遺体を守って何処かへ去って行ったことが語られる。教会ルートでは、グロンダーズの会戦でディミトリと共に戦死したという。
カトリーヌ（Catherine）
声 - 松浦チエ
初期兵種：ソードマスター / 誕生日：9月15日 / 年齢：28歳→33歳 / 身長：175cm / 紋章：カロンの紋章 / 個人スキル：闘魂（騎士団を装備していない、または騎士団戦力0のとき、受けるダメージ-2） / 称号：自由の剣（同盟、右記以外のペアエンド）、赤き谷の守り手（教会、王国かつ単独またはリンハルトとペアエンド時）
セイロス騎士団に所属する女騎士。士官学校の卒業生。
英雄の遺産「雷霆」を使いこなす凄腕の剣士で、騎士団内での序列は聖騎士。騎士として大司教レアに忠誠を誓っている。
本名は「カサンドラ」。王国貴族カロン家の出身で、士官学校時代は「青獅子の学級」に在籍していた。剣の腕は王国内でも広く知られ「雷獄のカサンドラ」の異名で呼ばれていた。ダスカーの悲劇であらぬ濡れ衣を着せられてしまい、祖国と地位を捨てセイロス騎士団に仕えるようになった。
レアには士官学校時代に命を助けられたことから恩義を感じている。祖国に戻る気はなく、自分の剣はレアのためにあると絶対の忠誠を誓っている。やや感情的になりやすく細かい作業が苦手などシャミアとはあらゆる点で対照的だが、相棒として信頼し合っている。士官学校時代の同級生だったクリストフが、西方教会によるレア暗殺計画に加担したことを知ると、クリストフをセイロス教会に突き出した。このため、クリストフの父であるロナート卿からは息子の仇として恨まれている。クリストフの義弟であるアッシュとはロナート卿を討伐したこともあり、当初はやや複雑な感情を抱かれていたが、後に和解する。
士官学校編では、ロナート卿の反乱と関連する外伝で友軍として一時的に戦闘に参加する。敵対する帝国ルートでは、フェルディアの戦いに参戦する。
仲間にしておいて第一部中に戦闘でロストさせた場合、レア救出のために単身でアンヴァルに乗り込み、戦死したことが語られる。
シャミア＝ネーヴラント（Shamir Nevland）
声 - 渡辺優里奈
初期兵種：スナイパー / 誕生日：3月27日 / 年齢：25歳→30歳 / 身長：169cm / 個人スキル：生存本能（自分から攻撃して敵を倒した時、力・魔力・技・速さ+4） / 称号：異境の射手
セイロス騎士団に身を置く弓の名手。異国のダグザ出身。
かつては傭兵で、過去にレアから受けた恩に報いるため、レアに仕えるようになった。セイロス教徒ではなく、あくまでレア個人に忠誠を誓っている。
非社交的ではないが寡黙で、感情を排した実利主義的な発言も少なくない。ただ、無茶な訓練をしたりする者に助言するなど面倒見がいい一面もある。カトリーヌとは出自も性格も違うが相棒関係にある。ツィリルの弓の師匠。セイロス騎士団では諜報任務や暗部と呼ばれる暗殺を担当している。
ダグザ＝ブリギット戦役ではダグザ側の傭兵として参戦するも、帝国に敗れフォドラに取り残される。持ち前の隠密行動で生き延びていたところをレアに助けられ、セイロス騎士団に仕えるようになった。レアに対し恩義は感じているものの、セイロス教の教えを信奉していないため、カトリーヌなどと違い「レア様」ではなく「レアさん」と呼んでいる。そのためレアを敬うカトリーヌからはこの呼び方を咎められているが、改める気はない。レアとはあくまでも傭兵と雇い主の関係と考えているため、恩義を返せばセイロス騎士団から離れ、カトリーヌと敵対することになったとしても仕方ないと割り切っている。
セイロス騎士団と敵対する帝国ルートでも味方にすることができる。味方にしなかった場合は、大修道院での戦いに参戦する。
門番（双子の兄）
声 - 松本忍
大修道院の玄関ホール前で門番を務める兵士。教師となった主人公を気に掛けており、話しかけると世話を焼いてくれる。
実は双子の弟がおり、帝国ルートの戦争編でその弟が登場するが、弟によると元は帝国の出身であったが、弟とは違い信心深いあまりに帝国を飛び出す。騎士団の一員ながらかなり下っ端とのこと。

### アビス

#### 灰狼の学級（ヴォルフクラッセ）
DLC「煤闇の章」に登場する第4の学級。かつて地上の士官学校の生徒だった者たちがそれぞれの事情でアビスに移り住んだ後に集まって組織した集団で、遡ること15年前に結成された。地上からの侵略者からアビスの町と民を守るため、民たちを率いて戦う自警団のようなものである。学級旗は狼が描かれた灰色の旗。なお、結成を決めたのはアルファルドであるが、学級の名前自体はレアが命名したもの。
「煤闇の章」Ep.1をクリアすれば「灰狼の学級」の4名が本編第一部にも登場するようになる。また、「煤闇の章」の進行状況により、「スカウト」で自学級に招き入れることも可能。自学級に加わると、関連する新たな外伝や、主人公を含む一部のキャラクターたちとの支援会話も発生する。スカウトしなかった場合は、いずれも戦争編では登場しない。
ユーリス＝ルクレール（Yuri Leclerc）
声 - 榎木淳弥
初期兵種:平民 / 誕生日:8月12日 / 年齢:20歳→26歳 / 紋章:オーバンの紋章 / 個人スキル:義侠心（射程1で戦闘時、味方が隣接していなければ、戦闘中、攻撃+3） / 称号:薄闇を統べる者
「灰狼の学級」のリーダー格。王国貴族ローベ伯爵家の元養子。オーバンの紋章を持つが生まれつきではなく、後天的に得た紋章である。
フォドラ西部の貧民街の生まれ。士官学校（青獅子の学級）の生徒だったが、とある事情により除籍処分となり、ローベ家との縁も切れてアビスに移り住んだという。言葉遣いや物腰は粗野で、不遜ですらあるが、その裏にはアビスに暮らす人々を守りたいという確かな信念を宿している。
なお、王国南部の領主貴族の養子という素性から、同様の素性であるアッシュとは面識があったが、ロナート卿を尊敬するアッシュとは対照的にユーリス自身はローベ家について「あんな家には帰りたくねえ」と語っている。
ユーリスは「王国風の偽名」であり、別の「帝国風の偽名」を名乗ってヴァーリ家の下働きとして潜伏していたこともある。本名は主人公との支援会話Sで明かしたことが示唆されているが、明らかにはされていない。
煤闇の章での初期兵種および戦争編の拠点用衣装適用職はトリックスター。
バルタザール＝フォン＝アダルブレヒト（Balthus von Albrecht）
声 - 木村昴
初期兵種:貴族 / 誕生日:7月9日 / 年齢:26歳→32歳 / 紋章:シュヴァリエの紋章 / 個人スキル:格闘王（残りHP半分以下のとき、力・守備+6） / 称号:フォドラの格闘王
「灰狼の学級」の生徒。同盟貴族アダルブレヒト男爵家の前当主。自称「レスターの格闘王」。生徒キャラでは最年長。
豪快かつ無頓着な性格が災いして賞金稼ぎに追われる身となり、グロスタール家からも借金していたため、アビスに雲隠れしている。自分を匿ってくれたアビスの人々を守りたいという思いを抱いており、闘争本能の赴くままに、侵入者を排除する。
なお、追われる身となる前はホルストの友人であり、その妹のヒルダからは「バル兄」の愛称で呼ばれる仲であった。士官学校の卒業生。士官学校入学時にシュヴァリエの紋章を持つことが判明したことで、卒業後に実家を継承することになるが、教団からはシュヴァリエの紋章については秘すことを求められた。生母が異民族クパーラの出身でありアダルブレヒト家を追放されたこともあって、バルタザールは自身で望んで異母弟に家督を譲っている。しかし、継母（弟の実母）はバルタザールが家督を狙っていると考えて、刺客を送り込んでくることもしばしばある。
煤闇の章での初期兵種および戦争編の拠点用衣装適用職はバトルモンク。
コンスタンツェ＝フォン＝ヌーヴェル（Constance von Nuvelle）
声 - ブリドカットセーラ恵美
初期兵種:貴族 / 誕生日:3月20日 / 年齢:18歳→24歳 / 紋章:ノアの紋章 / 個人スキル:性格豹変（屋内では力・魔力+3、屋外では守備・魔防+3） / 称号:再興されし魔道の大家
「灰狼の学級」の女生徒。帝国貴族ヌーヴェル子爵家の息女。ノアの紋章を持つが、帝国の記録上ではマクイルの大紋章となっている。
ヌーヴェル子爵家は帝国の名門貴族の家系であったが、七貴族の変で皇帝に組し、ダグザ＝ブリギット戦役では領地からダグザ＝ブリギット連合軍の上陸を許したことで、当時の当主をはじめ一族の大多数が戦死した。もともとノアの紋章の秘密を守るため、「純血主義」を唱えて他家との姻戚を結んでこなかったこともあり、六大貴族による決定の結果、領地没収と爵位の廃位となった。偉業を成して世に認められことでヌーヴェル家再興を目指している。言葉遣いは丁寧だが、高飛車な性格は隠せていない。
実はどのような形であれ太陽の下では消極的な性格へと変化する二重人格者であり、アビスの様な太陽の光が指さぬ場所では高飛車な性格であるが、逆に地上においては第二の人格へと人が変わる（日中でも室内や霧の濃い戦場では人格変更しない）。なお、この人格について高飛車な方のコンスタンツェは「もう一人の私」と捉えている。このため、ユーリスからは「日陰女」と揶揄されている。
メルセデス、エミール（イエリッツァ）、フェルディナントとは幼少時に交流がある。一時期フェルディアの魔道学院で学んでおり、在学中に二重人格が発症している。メルセデスの入学と入れ替わるように卒業しているため、学院での面識はない。
煤闇の章での初期兵種および戦争編の拠点用衣装適用職はダークペガサス。
ハピ（Hapi）
声 - 三澤紗千香
初期兵種:平民 / 誕生日:1月15日 / 年齢:20歳→26歳 / 紋章:ティモテの紋章 / 個人スキル:魔物体質（自分の攻撃に「魔物有効」を付与。魔物に狙われやすい） / 称号:魔獣を呼ぶ女（単独）、二人で掴む自由を（ペアエンド時）
「灰狼の学級」の女生徒。使徒ティモテの隠れ里出身の女性。
無気力さを隠さない脱力系女子。何に対してもどこか他人事であるかのような醒めた態度をとる。また、生粋のフォドラ人と比較して、肌の色が黒々としている。他人の名を呼ぶ際は、ユーリスは「ユリー」、バルタザールは「バルト」、コンスタンツェは「コニー」、エーデルガルトは「ガーティ」、ディミトリは「ディミ」、クロードは「クロ」というように独特の愛称呼びをする。
9歳の頃に村を飛び出したところ、コルネリアらに連れ去られて幽閉され、魔道の実験を受けた結果、ため息をつくと魔物を呼び寄せてしまう特異体質になってしまった。この体質については、ティモテの紋章の力が過剰に出力された状態ではないかとリンハルトは推測している。解放後は王国の教会に身を寄せていたが、中央教会に見つかり保護される。魔物を呼び寄せる危険人物ということがわかると、魔物が現れても表立った被害にはならないアビスへと追い立てられることになった。そのため、教団についても好感情は抱いていない。
煤闇の章での初期兵種はヴァルキュリア。

#### アビス関係者
アルファルド
声 - 平川大輔
アビスの管理者。「灰狼の学級」の設立を提案した人物。なお、アルファルド自身は中央教会に属する高位の修道士であり、アビスの住民と違って地上に居場所を有しているが、教会内ではゴタゴタを抱えており、アビスに危機が迫っているのが明らかであってもセイロス騎士団を動かすことが出来ずにいる。生前のシトリーに想いを寄せており、そのためシトリーやジェラルトについても詳しく、主人公に対しても当時の思い出話や2人の性格や言動について懐かしそうに語っている。
教会内での地位は枢機卿であり、自身もセイロスの小紋章を宿している。煤闇の章での兵種は修道士→フェアラート（専用職）。10年前にアビスの隠し通路でシトリーの遺体を偶然発見したことを契機にシトリーの復活に執着するようになり、四使徒の紋章を継ぐ者たちを灰狼の学級に入れて自身の監視下に置き、「始原の宝杯」の封印を解かせた上で「宝杯の儀」を完全な形で再現し、シトリーを復活させることを目論む。しかし、かつてユーリスが濡れ衣を着せられた一件がアルファルドの仕組んだものであったことがユーリスだけでなくレアにも露見していたためユーリスにレアと結託され、レアが騎士団の一部を人質の救出に回したことと、ユーリスが秘密裏に取り付けた約束に従って主人公が地上の生徒たちとともに聖廟で行われていた宝杯の儀に介入したことで計画は失敗。現れたレアのことも相手にせず大聖堂へ逃走して儀式の続行を図るも、シトリーの遺体ともども聖杯に取り込まれて異形の竜「赤き獣」へと変化、主人公らと交戦した末に死亡した。
煤闇の章以外では、本編の追加クエストに登場する。
番人
アビスの入り口前で番人を務める兵士。デアドラの出身。教師となった主人公を気に掛け、話しかけると大修道院にいる門番と同じように世話を焼いてくれる。セテスの指示でアビスへ見張りとして派遣されたセイロス騎士と仲良くなり、戦争編では消息不明となったその騎士の行方を捜していた。
謎の女
異教の祭壇の側に佇む女性。フォドラ外の出身らしく、片言で話す。昔は戦士だったらしい。自身の信仰する神はフォドラの神と違うが、他に祈る場所が無いからと祭壇の側にいる。像が語りかけてきたと不思議なことを述べる時もある。最後はアビスを追い出されるも、正体は明かされなかった。
「無双」においてシャミアがこの像はダグザの運命の神に似ていると語る支援会話がある。

### アドラステア帝国
イオニアス9世
声 - 相馬康一
エーデルガルトの父親であり、現アドラステア帝国皇帝。
中央集権化を目指すも皇帝に権力が集中することを危惧した貴族達に反発され、権力闘争に敗れた結果多くの権限を失った。11人の子に恵まれたが、七貴族の変以降子供達は「闇に蠢く者」の人体実験に利用されたことで次々に命を落とし、エーデルガルトのみが残っている。近年ではやつれ果て余命僅かと言われている。士官学校編終盤でエーデルガルトに皇位を譲る。
かつては現在のエーデルガルトと同じくガルグ＝マクの士官学校に在籍しており、卒業から数年後に皇帝に即位した。それから何年もの時が経ち、懐かしい思い出のある士官学校を訪れた際、女神の塔で当時士官学校に在籍していたアンゼルマと出会ったのが、アンゼルマを側室に迎えるきっかけである。
アランデル公 / フォルクハルト＝フォン＝アランデル
声 - てらそままさき
帝国の摂政にしてエーデルガルトの母方の伯父。兵種はダークナイト。
元は帝国の小貴族だったが、妹のアンゼルマがイオニアス9世に嫁いだことで急伸した。敬虔なセイロス信者でもあるが、七貴族の変以降、教団への寄進を打ち切っている謎の多い人物。七貴族の変の主犯格と目されており、ディミトリからはダスカーの悲劇とも関りがあると疑われている。内政や用兵のいずれにおいても非凡な実力を有することから、ディミトリたちからは「辣腕摂政」の異名で呼ばれている。
帝国ルートでは、エーデルガルトが同盟を制圧するとデアドラに入り同盟内の英雄の遺産を回収する。エーデルガルトが帝国側につくはずだったコルネリアを討ち取ると、その報復としてアリアンロッドを帝国兵ごと壊滅させる。その後は、王都フェルディアでエーデルガルトとレアの戦いを見届ける。王国ルートでは、グロンダーズの会戦で負傷したエーデルガルトに代わり軍の指揮を執りデアドラに侵攻。だが、救援に駆けつけた王国軍に敗れ戦死した。死の間際、ディミトリからダスカーの悲劇について問われるも拒否し、「エーデルガルトと姉弟で殺し合え」と告げて息絶えた。
パトリシア
アランデル公の妹にしてエーデルガルトの母。本名は「アンゼルマ」。パトリシアは王国での名。
イオニアス9世と同じガルグ＝マクの士官学校出身で、女神の塔でイオニアス9世と出会って恋に落ちたが、既にイオニアス9世には政略結婚によって嫁いできた正室がいたことから側室になった）。
エーデルガルト出産後、時期は明記されていないが王国に亡命し、ランベールの後妻となる。ただし、このことは王国でもごく一部の者しか知らない。実の母親を亡くしている幼いディミトリからはよく慕われていた。ダスカーの悲劇に巻き込まれ消息を絶ったといわれている。
なお、エーデルガルトが王国に亡命してきた際に一目も会えなかったのはランベールに邪魔されたからだとコルネリアに騙されていた、娘に会えるなら何を犠牲にしてもいいと願ってダスカーの悲劇に繋がった、ランベールとは夫婦でありながら二人きりで会ったことはないなど、様々に矛盾する会話が散見される。ハピがコルネリアに捉われていた際にも、パトリシアらしき人物の目撃もあるなど、消息の詳細は明らかにされていない。
ベストラ侯
帝国の宮内卿にして、ヒューベルトの父親。名前は明らかにされていない。
エーギル公らと共に七貴族の変を起こすが、エーデルガルトの皇帝即位後、エーギル公に続いて更迭され、実子であるヒューベルトの手で処刑された。
ハンネマン曰く理性的で、権勢を欲したりしない無欲な男で、どことなくヒューベルトに似ていたという。ベストラ侯の性格上皇帝を裏切るとは考えづらく、何か事情があったのではないかとハンネマンは推測している。
エーギル公 / ルートヴィヒ＝フォン＝エーギル
声 - 遠藤大輔
帝国宰相にして、フェルディナントの父親。
欲深い一面があるが、フェルディナントからは尊敬されている。七貴族の変以降、帝国の実質的な権限を握り、またフリュムの乱で領主が不在となったフリュム領を統治していた。だが、領民に重い税金を課すなど民の生活を苦しめた。エーデルガルトが皇帝を継ぐと更迭され、領地の統治権も実質的に剥奪された上で帝都に軟禁される。フリュム領の統治はアランデル公が引き継いだが、エーギル公以上に厳しい政策を敷き、それをエーギル公の名の下に行ったため領民の不満はさらに増した。フェルディナントとリシテアの外伝では、帝都から逃亡していたが自身を恨むフリュム領の領民に殺される。
ディルク＝フォン＝エーギル
帝国建国から数百年後当時の帝国宰相で、フェルディナントとエーギル公の先祖。時の皇帝にその玉座を掛けて決闘を挑み、敗れて玉座を得られずに終わりはしたものの、ディルク自身は有能な宰相にして軍人であり「戦う宰相」の異名を有していたほどの人物。
ヘヴリング伯 / ヴァルデマー＝フォン＝ヘヴリング
帝国の内務卿にして、リンハルトの父親。息子からは「自尊心の高い人物」と評されている。ベルグリーズ伯とは犬猿の仲。
エーギル公らと共に七貴族の変に加担し、エーデルガルトの皇帝即位にあたっては味方に付いた。内務卿と軍務卿とが味方となったことで新皇帝となったエーデルガルトは素早く帝国を掌握することができた。
ベルグリーズ伯 / レオポルト＝フォン＝ベルグリーズ
帝国の軍務卿にして、カスパルの父親。
ダグザ＝ブリギット戦役では、帝国軍を率い勝利に導いた。カスパルからは親父とだけは戦いたくないと恐れられている。ヘヴリング伯とは犬猿の仲。
七貴族の変に加担した当事者ながら、エーデルガルトの皇帝即位にあたっては味方に付いた。帝国以外のルートでは、エーデルガルトの戦死後、部下の命を守るため自らの首を差し出したという。
ヴァーリ伯 / グレーゴーア＝フォン＝ヴァーリ
帝国の宮内卿にして、ベルナデッタの父親。
娘に対し一応の愛情は持っていたようだが、虐待に近い教育をしたあげく期待に応えられないと見るや見放したことからベルナデッタからは露骨に嫌われている。ただし、ベルナデッタとユーリスの支援会話からは違う見解も提示されている。
エーデルガルトの皇帝即位後は更迭され蟄居となった。
ヴァーリ伯夫人
ベルナデッタの母親にして、ヴァーリ伯の妻。
娘に対して厳しく接した挙句見放した夫とは異なり、まだ何か思うところがあったようで、ある日使用人に命じて娘を袋詰めにさせて、そのまま強引にガルグ＝マク大修道院へと運ばせて、士官学校へと入学させた。エーデルガルトの皇帝即位後に夫が更迭されると、エーデルガルトへの支持を表明する。
ゲルズ公
帝国の外務卿。七貴族の変に加担し、エーデルガルトの皇帝即位後に更迭されたが、後にエーデルガルトの味方に付く。ダグザ＝ブリギット戦役では講和を主導し、人質同然だったペトラが士官学校に入れるよう助力もしていた。兵種はメイジ。
ダグザ＝ブリギット戦役の後、オーバンの紋章の遺産「ドローミの鎖環」をダグザから譲り受けて保有していた。このため、ユーリスとコンスタンツェの外伝ではそのことを知ったセイロス教団が返還を要請したことで、コンスタンツェが教団側の渉外役として面会することとなった。
オックス男爵
帝国の小貴族で、モニカの父親。兵種はトリックスター。バルタザールとハピの外伝に登場。
何者かから「英雄の遺産を手に入れれば代わりに娘を助けてやる」との取引を持ちかけられ、闇市で「ヴァジュラ」を入手してモニカを助け出そうとしていた。しかし、盗まれた遺産が闇市に出るとの噂を聞きつけたバルタザールが率いてきた主人公軍と交戦。紋章を持っていなかったため、ヴァジュラに取り込まれ魔物化し、倒され死亡した。
ランドルフ＝フォン＝ベルグリーズ
声 - 金野潤
帝国の将軍。ベルグリーズ家の出身。カスパルにとっては叔父に当たる。兵種はウォーリアー。
元はカスパルの祖父の後妻の連れ子であり、カスパルおよびベルグリーズ家との直接の血縁関係はない。義父からは気に入られており、家督を譲り受ける話もあったが、それを知ったカスパルの父（正式な嫡男）が先代を隠居させ跡を継いだため、この話はなくなった。このため、ベルグリーズ家の一員ながらも「分家の者」として立場が低く、武功を上げ母や妹のため分家を興そうとしている。
士官学校編では大修道院襲撃戦でエーデルガルト率いる部隊の将軍として参戦。帝国ルートでは、大修道院でのセイロス騎士団との戦い重傷を負い、セイロス騎士団撃退の報告をエーデルガルトに行って死亡する。帝国以外のルートでは、大修道院にいる主人公達を襲撃するも返り討ちにあい戦死する。
フレーチェ＝フォン＝ベルグリーズ
声 - 中島唯
ランドルフの妹。先代ベルグリーズ伯の子かどうかは不明。
帝国ルートでは、戦死した兄の仕事を引き継ぐ。王国ルートでは、ディミトリに罵倒され、目を潰されるなど虐待され兄を目撃したことでディミトリに恨みを抱く（ランドルフに止めを刺したのは主人公）。その後は身分を偽って王国軍に潜入し、グロンダーズの会戦後、ディミトリに襲い掛かりディミトリを庇ったロドリグに致命傷を負わせたが、直後に主人公に斬り殺された。同盟及び教会ルートでは登場しない。
ラディスラヴァ
声 - 並木のり子
エーデルガルトの近衛兵長で、戦争編では帝国の女将軍。戦争編では帝国市民からは「赤き戦乙女」と呼ばれ、人気も高いことが語られている。兵種はドラゴンナイト。
士官学校編では大修道院襲撃戦でエーデルガルト率いる部隊の士官として参戦。帝国ルートでは、大修道院でのセイロス騎士団との戦いで戦死したことが瀕死のランドルフから語られる。帝国以外のルートでは、ミルディン大橋の防衛を任されていたが、主人公達に敗れ戦死する。
メトジェイ
声 - 三輪隆博
炎帝の部下。残忍で下劣な性格をしている。兵種はアサシン。
炎帝軍の一隊を率いて大修道院の聖墓を襲撃する。倒されると命乞いと炎帝への責任転嫁を行う情けない姿を晒して絶命する。
煤闇の章では炎帝に雇われる前の賊としての姿が描かれ、アルファルドを誘拐するものの、主人公らの活躍で失敗する。
門番（双子の弟）
声 - 松本忍
帝国ルートの戦争編にて、大修道院の玄関ホール前で門番を務める兵士。かつて門番を務めていた兵士の双子の弟で、兄とは容姿・物腰・声色が酷似しているが、大切に思う対象がセイロス教や聖教会ではなく、祖国たる帝国という一点で異なっている。

### ファーガス神聖王国
ランベール
声 - 松本忍
ディミトリの父親であり、ファーガス神聖王国国王。
多くの民に慕われていた名君であった一方、急進的な政治姿勢により王国貴族の多くから反感を買っていた。4年前のダスカーの悲劇で謀殺された。ダスカーへ向かう直前、親友のロドリグにもし自分がいなくなり、ディミトリが道を踏み外した時のことを託していた。
かつてはギルベルトことギュスタヴの指導もあって、優れた槍の腕の持ち主であり、スレン北征においてはロドリグと共に戦場に立っては自らブレーダッド家に伝わる英雄の遺産「アラドヴァル」を振るうという、「騎士の国の王」と呼ぶに相応しい人物であった。一方でダスカーの悲劇で落命するきっかけとなったダスカーとの会談のために現地へ自ら赴くという行為は、元々国王であるランベールが必ずしも出席する必要は無く、出席するという予定も立てられていなかったのを、ダスカーとの長年の友好関係もあって重要な場と判断して出席するのを決意し、その事を打ち明けたロドリグからの反対を跳ね除けて強行したものであり、この「自分が正しいと思ったことは、親しい者に反対されても強行する」という面が結果として、「騎士の国の王」として慕われる一方で一部の貴族から「国を危うくする王」と見なされるという、両極端なレッテルを貼られることになった。
リュファス＝ティエリ＝ブレーダッド
王国の摂政。イーハ大公。ランベールの兄であり、ディミトリの父方の伯父。
元は時の国王の長子として生を受けるが、紋章が発現しなかったために王位継承権を得られなかった経緯を持つ。現在では摂政という身でありながら女に現を抜かし国政を疎かにしているばかりか、ダスカーの悲劇に関与したという噂まで立てられている悪評の高い人物。両親を亡くしているディミトリにとっては唯一の肉親だが、関係は良くないという。
戦争編ではコルネリアに暗殺され、その死をディミトリの追い落としに利用されることになる。帝国ルートでは不明。
ランベールの王妃
ランベールの最初の妻で、ディミトリの実母。
夫との間にディミトリを授かるも、当時のフェルディアを含めた王国内で蔓延していた疫病に罹り、命を落とした。この時のディミトリはまだ幼かったため、実母に関する記憶はほとんどないが、ディミトリとメルセデスの支援会話によると、かつてランベールから裁縫の類があまり得意ではなかったと聞いたことがあるとのこと。
先代国王
ランベールの先代のファーガス神聖王国国王であり、ランベールとリュファスの父で、ディミトリの父方の祖父。
長子のリュファスに紋章が発現しなかったため、その弟のランベールに次期国王の座を譲った。
ギルベルトはランベールに剣を授けられて騎士になったことが、自分の騎士としての原点であるとカトリーヌとの支援会話で語っており、かつて王国を去ったのは守るべき対象が国や家族と増えていく内に原点である「私が王の騎士となったあの日」を見失っていたのが原因であったとも語っている。
ルーグ＝フォン＝ブレーダッド1世
ファーガス神聖王国の建国者にして、ディミトリらブレーダッド家の面々の先祖。
約400年前に帝国からの分離独立を試み、タルティーン平原の戦いで時の皇帝を討ち取るという大勝利を遂げた。この武勇をセイロス聖教会から認められて王冠とファーガス地方の自治権を与えられ、これが王国建国の礎となった。また自身もセイロス教を国教に定めて王国内での布教活動を公式に認め、聖教会との蜜月関係を築いた。その武勇故に「勇者」や「獅子王（もしくは青き獅子王）」の異名を有する。また、ルーグを主人公とする冒険物の本にして騎士道物語である『ルーグと風の乙女』が王国では人気のある本として存在する。
ロドリグ＝アシル＝フラルダリウス
声 - 菊本平
フラルダリウス公爵。フェリクスの父親。兵種はホーリーナイト。
王国貴族の筆頭格で、「ファーガスの盾」と呼ばれる名将。平時は飄々とした態度だが、騎士道を重んじ王家ブレーダット家への強い忠義心を持つ。ランベールとは旧知の仲で、ランベールの死後は何かとディミトリを気にかけている。ディミトリからは本当の家族みたいと称されるほど、強い信頼を寄せられている。ダスカーの悲劇で長男のグレンを喪っている。この時グレンの死を「それでこそ騎士の最期だ」と評したことで、フェリクスとは確執が生じている。フェリクスの言い分が間違っていないことは理解しているが、信念の違いから歩み寄れずにいる。
士官学校編ではマイクラン率いる盗賊団の騒動で、士官学校を訪れる。フェリクスの外伝では、領内を荒らす賊の対処のためフェリクスを呼び寄せる。戦争編では、帝国側についたコルネリアに徹底抗戦する。王国ルートでは、主人公やディミトリに合流し、帝都ではなく先に王都奪還をディミトリに進言するも却下される。その後も、帝国への進軍に同行し、グロンダーズの会戦後、ディミトリを殺そうとしたフレーチェから致命傷を負わされ死亡した。それでも、死の間際に「自分はあなたのせいではなく自分の信念のために死ぬ。殿下も自分の信念のために生きてほしい」とディミトリに語りかけたロドリグの想いは、ダスカーの悲劇以降復讐に囚われていたディミトリが立ち直るきっかけとなった。帝国ルートでは、アリアンロッドでの戦いで戦死する。同盟ルートでは旧王国勢力として帝国と戦っていることが作中で語られ、教会ルートではグロンダーズの会戦に従軍して戦死したことが語られる。
グレン
フラルダリウス家の長男でフェリクスの兄だが、紋章の有無は不明。イングリットが生まれてすぐに婚約している。4年前のダスカーの悲劇で命を落とした。
弟と同じく毒舌だったと言われているが、フェリクスからは兄として、ディミトリからは友として信頼され、イングリットからも親同士の取り決めとはいえ好かれていた。また、ロドリグによるととても出来のいい息子で、15歳にしてランベールから騎士に叙任されたとのこと。
ロナート＝ジルダ＝ガスパール
声 - 安斉一博
ガスパール地方の領主で、アッシュの養父。兵種はパラディン。
もとは敬虔なセイロス教信徒で、アッシュをはじめ領民からの信頼も篤かったが、息子クリストフが教会に処刑されたことで恨みを抱き、士官学校編で教会に対して反乱を起こす。息子を教会に引き渡したカトリーヌを強く憎んでいる。セイロス騎士団のとある騎士によると、若い頃はリュファスに仕えていたらしい。
反乱を起こした時点においても領民からはとても慕われており、一報を受けたセイロス聖教会側は当初「小領主の反乱だから、軍勢は小規模」と判断したが、実際にはロナート卿に仕える兵だけでなく多くの領民が民兵として加勢しており、本来ならば主な戦闘が終わってから事後処理を行うはずのカトリーヌの隊までもが奇襲を受ける程になった。マグドレド街道に濃い霧を発生させ、主人公達を奇襲するも失敗し討ち取られた。
クリストフ＝アルド＝ガスパール
ロナート卿の嫡男。アッシュの義兄。
カトリーヌとは士官学校時代の友人。義弟のアッシュからは慕われていた。ジェラルトも傭兵時代、依頼の件で会ったことがあるらしい。
ダスカーの悲劇に連座したとされ、カトリーヌによってセイロス聖教会に突き出され処刑された。カトリーヌ曰く「良い奴すぎる、人を疑うことを知らない」人物だったらしく、西方教会の口車に乗せられ、レアの暗殺計画に加担したことが処刑の真相である。
ゴーティエ辺境伯 / マティアス＝ラウル＝ゴーティエ
シルヴァンとマイクランの父にして、ゴーティエ家の現当主で王国北東部のゴーティエ家領の領主。
紋章の有無を重んずる王国貴族の中でも一際その傾向が強いゴーティエ家の仕来りを厳格に貫き、紋章が発現しなかったマイクランを廃嫡した。
しかし、王国への愛国心や王家のブレーダッド家に対する忠誠心は紛れもない本物であり、戦争編ではロドリグと共に旧王国派としてコルネリアに対抗している。ディミトリがコルネリアを討ち帝国に進軍した際は、王国の統治を任される。
マイクラン＝アンシュッツ＝ゴーティエ
声 - 遠藤大輔
ゴーティエ家の長男。シルヴァンの兄。兵種はアーマーナイト。
貴族や軍の指揮官として無能ではなかったようだが、紋章が発現しなかったという理由で家督を継げず（王国はフォドラの中でも特に紋章偏重の嫌いはあるが、ゴーティエ辺境伯家は北方のスレン民族への対抗のため、英雄の遺産を使えることが必須条件という事情もある）、弟であるシルヴァンを病的なまでに恨んでおり、シルヴァンの言によると「貴様さえいなけりゃ」と口癖のように言っていたという。やがて廃嫡されて盗賊団の親玉となり、ゴーティエ家の英雄の遺産「破裂の槍」を奪うという暴挙に出る。シルヴァンを「紋章持ちの“お嬢さん”」呼ばわりしているが、シルヴァンもまた盗賊団の親玉として近隣の村々で略奪を行うマイクランの事を嫌っているものの、それでも肉親ということから完全に情を捨てられてはいなかった。コナン塔に立て籠もり、最後は紋章を持たない身でありながら「破裂の槍」を持ちすぎたことで魔獣化し、主人公らに討たれて死亡する。
ドミニク男爵
ドミニク家の現当主で、アネットの父方の伯父。兵種はパラディンで、顔グラフィックは汎用のパラディンの流用。
ドミニク家はフォドラ十傑の1人である「ドミニク」の末裔という歴史ある家柄であるが、現在の王国内では小領主に過ぎず、その力は小さい。しかしドミニク男爵自身は領地や領民を守ろうという使命感を持ち、かつ弟のギルベルト（ギュスタヴ）が出奔してからはギュスタヴの妻と、姪であるアネットの面倒を見ている身内思いの人物。
アネットとギルベルトの外伝では、ドミニク家の英雄の遺産「打ち砕くもの」を求めて家に戻ってきた二人に対し、コルネリアに内通を疑われぬよう二人を拘束しようとする。敗れると王国の奪還のため、二人に英雄の遺産を託す。
ガラテア伯
イングリットの父で、ガラテア伯爵家の現当主で王国南東部のガラテア家領の領主。
ガラテア伯爵家は同盟貴族のダフネル家から分家して誕生した後、王国貴族に列せられた経緯を有するが、領地は実りの乏しい貧しい地であり、加えてここ数代はダフネルの紋章が発現した者が生まれず、ガラテア伯自身も紋章が発現していない身として生まれた。このため、久方ぶりに生まれた紋章の発現した者であるイングリットに家を建て直す存在として期待を寄せ、イングリットと裕福な貴族との縁談を結ぶことでそれを成そうとしており、イングリットとフラルダリウス家のグレンが許嫁の関係となったことで成功しかけたものの、そのグレンがダスカーの悲劇で命を落としてからも新たな縁談を結ぼうと四苦八苦している。
しかし、貴族の家の当主としての矜持と父親としての愛情はしっかりと持っており、イングリットとドロテアの外伝にて同盟の新進貴族からイングリットとの縁談の話が来た当初は、それが多額の持参金を用立てるという条件を含めて全てそのまま手紙でイングリットに伝えていたが、ドロテアの警告を受けたイングリット（と主人公達）の調査によって新進貴族の正体が同盟貴族の爵位を有する身であること以外は「あくどい手段で荒稼ぎする悪徳商人」と何ら変わらないと知るや、「縁を結べば持参金どころか、家が食いつぶされる」と破談にし、加えて家宝である英雄の遺産「ルーン」を「屋敷で眠らせるよりは、娘の身を守るのに役立てる方が良い」にイングリットに託し、ドロテアからは娘思いの父親だと評されている。
家族はイングリットの他に、ガラテア伯自身と同じく紋章を持たない息子達がいる。
戦争編ではロドリグやゴーティエ辺境伯と共に旧王国派の東部諸侯の1人としてコルネリアに対抗している。
カロン伯
王国貴族のカロン家の当主で、カトリーヌことカサンドラの父親。
カロン家はフラルダリウス家やゴーティエ家に並ぶ王国貴族きっての名門であり、戦争編の王国ルートでは帝国への臣従を表明しておらず、ギルベルトとカトリーヌの提案によりディミトリへの援軍を要請されるが、カトリーヌからは自身を守ってくれた聖教会の頼みならば、必ず力を尽くしてくれると期待されている。
カトリーヌとディミトリの支援会話によると、家族は娘のカサンドラの他に何人もの息子がおり、いずれも家を継ぐには十分な器の持ち主であるという。
コルネリア＝アルニム
声 - 岡村明美
王国に仕える女性魔道士。兵種はグレモリィ。
かつては学者として活動し、流行り病を食い止めるなどの実績を残しており「聖女」の異名で称えられ、国王からも信頼されていた。帝国魔道学院の卒業生でもあり、コルネリアを知る者たちからの評判も悪くはなかったようである。ディミトリが物心ついた頃から性格が豹変するも、過去の功績に加えてパトリシアに気に入られていたことから引き続き重用されていた。豹変後は隠れ里を出たハピらを捕らえて魔道実験を行っていたほか、政争で帝国を追われたアンゼルマを素性を伏せたうえでランベールの後妻として迎え入れ、間を取り持っていた。
帝国が戦争を起こすと「闇に蠢く者」と結託して王国を裏切り、ディミトリに摂政リュファス暗殺の罪を着せ処刑しようとしたりするなどの悪行を繰り返している。王国ルートでは、ファーガス公国を名乗りブレーダッド領を制圧し、敵対するフラルダリウス家などの鎮圧にあたる。やがて正気を取り戻したディミトリの直属軍が王都フェルディアに攻め込んできたため、民衆の反乱も無視して迎撃するもディミトリ軍に敗れ、死の間際にダスカーの悲劇の秘密を打ち明け戦死する。帝国ルートでは政変を起こすには至らず、自分と同じく帝国に通じているローベ家が領主を務めるアリアンロッドを拠点としていたが、ロドリグが派遣されたことで帝国側に回りづらくなった。それでもアランデル公からは味方と見なされていたものの、闇に蠢く者との関係からエーデルガルトからは信用されておらず、「敵になるなら早く叩くべき」と奇襲を受け戦死する。同盟・教会ルートでは王国ルートと同じく政変を起こすものの、エーデルガルトが戦死すると行方をくらませたという。
ローベ伯
ローベ伯爵家の当主で、アリアンロッドの領主。王国南部の貴族の中では有力者であり、本人は能力的には凡庸であるが、グェンダルという有能な歴戦の騎士を抱えているため特に問題にはなっていない。また、ユーリスを養子として家に入れた過去を持つが、現在はその関係は良くないらしい。
グェンダル＝ロッシュ
声 - 杉崎亮
ローベ家に仕える、精強な騎士団を抱える「灰色の獅子」の異名を持つ老騎士。兵種はグレートナイト。
忠義心が強く、主命ならば、無意味な戦さえ厭わない。その名は王国内でも広く知られている。戦争編にて主家であるローベ家は親帝国派であることからその手先として動いているが、本人は老齢に達しており、自らの死に場所を求めている。帝国ルート以外では、煉獄の谷アリルで主人公達を襲撃するも戦死する。帝国ルートでは、コルネリアを討つべくアリアンロッドに攻め込んできた黒鷲遊撃軍との戦いで戦死する。
かつてローベ家にいたユーリスには、主命を受けて悪態をつきながらも甲斐甲斐しく世話を焼いていたとのことで、ユーリスと戦闘した際は感謝の言葉を述べられている。
クレイマン子爵
王国貴族にして、「ダスカーの悲劇」以降のダスカー地方を治める現在の領主。ドゥドゥーの外伝におけるダスカー反乱軍の決起に際しては、王都フェルディアと聖教会の双方に救援を要請し、王国側からは近隣諸侯の軍が鎮圧のために派遣される一方で、聖教会側からは過去の経緯から王国側によるダスカー反乱軍への虐殺が起こり得ることからこれを止めたいと願うディミトリとドゥドゥーの思惑により、2人を含めた「青獅子の学級」の面々が赴くこととなった。
ダスカー反乱軍の将
ドゥドゥーの外伝に登場する、「ダスカーの悲劇」以降のダスカー地方が王国の領土となっている現状に不満を抱いて決起したダスカー人からなる反乱軍のリーダー。兵種はウォーリアーで、顔グラフィックは汎用のウォーリアーの流用であるが、キャラクターグラフィックはダスカー人のドゥドゥーと同じく肌の色が黒い（これは反乱軍の兵らも同様）。
反乱軍に比べて兵力も練度も勝っている王国軍の先遣隊が、より大規模な後続の本隊の到着を待たずして反乱軍を容赦なく叩き潰そうと意気込む中、「先に倒してその場から生かして逃がすことで、新たな虐殺を阻止する」と目論むディミトリやドゥドゥーらとの交戦の末に敗れ、2人の手で逃がされるがこの際ディミトリに「ダスカーの民は、恨みも、受けた恩も、忘れない」と言い残して去って行った。
その後は王国軍に見つかることなく生き残った仲間と共に潜伏していたが、コルネリアの政変で死刑に処されそうになったディミトリを助けようと牢獄を襲撃したドゥドゥーが戦いの中で瀕死の重傷を負った際に、仲間共々これを助けた上、傷が癒えるまで匿い続けたことが、ミルディン大橋での戦いの最中にディミトリとの合流を果たしたドゥドゥーの口から語られている。

### レスター諸侯同盟
オズワルド
同盟の現盟主にして、五大諸侯の一人、リーガン公爵。クロードの母方の祖父。
ストーリー開始時点で病を抱えており、帝国の宣戦布告後、孫のクロードに盟主の座を譲り病死した。
ゴドフロア
オズワルドの嫡子。クロードにとっては叔父に当たる。本編開始の1年前、家族を連れての公務中に不審な事故死を遂げたという。
クローディア
かつてのリーガン公爵家の公女。アビスの書庫にある書物には、ダフネル家とガラテア家が分裂した頃、当時のダフネル家当主の次男にあてた手紙が残されており、この人物に嫁ぐ旨が書かれていたことから、ジュディットの先祖となったと思われる。また、リーガン家はブレーダッド家の分家でもあるため、クローディアを通じて現在のダフネル家にはブレーダッド、リーガンの血が流れている。
グロスタール伯 / エルヴィン＝フリッツ＝グロスタール
同盟の五大諸侯の一人。ローレンツの父親。士官学校時代は鷲獅子戦で優勝するなど武勇でも知られた人物だったが、近年は軍事よりも諸侯同盟の駆け引きなど政治面に執心しているきらいがある。
同盟では盟主のリーガン家に次ぐ立場から対抗意識が強く、グロスタール領からリーガン領に向かう商人に魔物を差し向けるなどの妨害工作を行い、先代のリーガン公やラファエルの両親が亡くなった事件とも関りがあるのではないかとの疑惑が囁かれている。
公領地が帝国と近接していることから、戦争編では同盟の親帝国派の筆頭となり反帝国派のリーガン家と対立する。同盟ルートでは、主人公達がミルディン大橋を攻め落としたことで、リーガン家と和解する。
コーデリア伯
同盟の五大諸侯の一人。リシテアの父親。
かつて帝国の七貴族であるフリュム家の独立を支援したが、討伐される。以後、帝国から内政に介入されるようになり、力を落とす。今では自領の統治もままならず、「コーデリア家は現当主の代で終わり」と言われるほど。
才気煥発なリシテアを誇りに思っている反面、根を詰めすぎるリシテアを常々心配している。
エドマンド辺境伯
同盟の五大諸侯の一人。マリアンヌの義父で、元々はマリアンヌの遠縁の親類。
辣腕の論客であり、グロスタール伯からも「敵に回したくない」と評される人物。領地は豊かで財政状況も良く、ダフネル家に代わり五大諸侯の座に登り詰めた。
ジュディット＝フォン＝ダフネル
声 - 沢海陽子
同盟の名門貴族ダフネル家の当主。「ダフネルの烈女」と呼ばれる女将軍。兵種はロード。
ダフネル家はかつて円卓会議で議決権を持つ五大諸侯に名を連ねていたが、兄弟間の家督相続争いの果てにダフネル家自体が後のガラテア家と真っ二つに分裂してから衰退が始まり、遂には議決権をエドマンド伯に譲るまでに衰えるが、ジュディット自身は有能な貴族の当主にして将軍であり、リーガン公からも信頼されている。クロードの後見人的な立場であり、常に気にかけている。クロードがリーガン家に入る際助力したことから、クロードにとっては頭が上がらない人物。
戦争編ではリーガン家につき、同盟ルートでは主人公からの要請に応じ、部隊を率い煉獄の谷アリルで合流。その後も帝国との戦いに同行する。教会ルートでも戦力を提供するのは同じだが、以降は同道しない。帝国ルートではミルディン大橋の防衛を任されるも戦死する。王国ルートではクロードと共に帝国軍に襲撃されたデアドラの防衛を行っている。
アケロン＝レーテ＝フレゲトン
声 - 西谷亮
同盟の小領主で、ミルディン大橋の北の地という交通の要所を領有する。兵種はメイジ→ウォーロック（帝国ルートではソシアルナイト）。
要地を押さえている強みで、周辺諸侯とはよく諍いを起こしている。同盟諸侯だけでなく、帝国貴族にも広く繋がりを持っているが、貴族としては多々問題があるため、ローレンツからは「あんな男、同盟にとっては害でしかない」と評されており、帝国ルートでは帝国兵からも「風見鶏の異名を持つ、軽薄な男」と酷評されている。一人称は「僕ちゃん」。
ローレンツの外伝では、散々話し合ったはずの領界問題を蒸し返して、兵を出すもローレンツに退けられる。戦争編では帝国ルート以外では帝国に加担し、ミルディン大橋での戦いでは意気揚々と同盟を裏切って参戦するが、倒されると今際の際に「帝国につくんじゃなかった」とぼやくなど、節操の無さを見せていた。帝国ルートでは逆に同盟軍として帝国と敵対するが、死亡時に「帝国に寝返っておけばよかった」と後悔する。
ホルスト＝ジギスヴァルト＝ゴネリル
ゴネリル公爵家出身のヒルダの兄。
同盟屈指の勇将として有名で、対パルミラの要地であるフォドラの喉元の守護をしている。士官学校時代も学級のエースだったらしく、現在に至るまで語り草になっている。その武勇は同盟領内はもちろん、パルミラのナデルらにも知られている。妹のヒルダに対しては過保護で度々手紙を送り、逆にヒルダから心配されてもいる。この他、同じく同盟貴族のアダルブレヒト家のバルタザールとは友人であったが、バルタザールが追われる身となってからは顔を合わせていない。
帝国との戦争では、パルミラからの進撃に備えるため直接は参戦しない。同盟ルートでは、復活したネメシスとの戦闘に敗れ重傷を負うも、一命は取り留めたという。
本作では名前が語られるのみだが、「無双」で姿が登場する。
マーヤ
ラファエルの妹。兄と同様にイグナーツとも親しい。ラファエルとイグナーツのペアエンドではイグナーツと結婚する。

### パルミラ
パルミラの国王
パルミラの当代の国王で、クロードの父。クロードによると、妻がフォドラの生まれであることは知っていたが、同盟貴族のリーガン家の生まれであることはリーガン公からの使者が来るまで全く知らず、髪が全て抜け落ちんばかりに驚いたという。
ティアナ
パルミラの王妃にして、クロードの母でリーガン公の娘。リーガン家やフォドラを飛び出してパルミラへと行き、そこで国王に見初められて王妃となり、クロードを産んだ。その後、跡継ぎとなる身内に次々と死なれたリーガン公から使者を介して息子のクロードを求められるが、最終的にはクロード本人に判断を委ね、クロードがパルミラを離れるのを見送った。なお、クロードによるとフォドラに戻るつもりは全くないとのこと。
出奔する前に夜会などで十歳前後のバルタザールと会ったことがあり、バルタザール曰く「色っぽくていい女だった」らしく、クロードとの支援会話ではティアナに会わせて欲しいと懇願している。ティアナがいなくなった時は、バルタザールはホルストと二人で泣いたという。
ナデル
声 - 杉崎亮
パルミラの将軍。兵種はドラゴンマスター。
30年以上に渡り戦場に立ち続けており、「常勝ならずとも不敗を誇る」と謳われ「百戦不敗」の異名を持つ猛将。ホルスト卿とは戦場で何度も相まみえた天敵同士だが、性格的には相性が良く、同盟ルートでクロードの紹介で対面すると意気投合し、義兄弟の杯を交わしたという。
クロードからの要請に応じ帝国との戦争に協力する。同盟ルートでは、表向きはリーガン家の家宰「ナルデール」と名乗り、メリセウス要塞攻略戦に参戦する。帝国ルートでは、同盟首都デアドラの防衛戦に参戦し、エーデルガルトの外伝ではフォドラの喉元を襲撃する。教会ルートでは登場しない。
なお、ナルデールと会ったジュディットの評は「苦み走った良い男」。

### 炎帝軍
炎帝
大修道院の周囲で暗躍する謎の人物。兵種は専用職の炎帝。
炎帝軍と呼ばれる独自の軍を率いている。仮面をつけており、感情は読み取れないが、教会に対し明らかな敵意を抱いている。「闇に蠢く者」とは協力関係にあるが、信条は異にしている。盗賊団「鉄の王」を差し向け野営中の生徒たちを襲わせるも、主人公の介入により失敗。以来、主人公に警戒しつつも興味を抱く。
正体はエーデルガルト。生徒として過ごす裏で、セイロス教会打倒のため暗躍していた。炎帝軍とはエーデルガルトの密命によって動く帝国軍の部隊で、後に炎帝軍を率いて大修道院聖墓を襲撃し、正体を明かす。
死神騎士
声 - 伊丸岡篤
炎帝の部下。序盤で炎帝から「闇に蠢く者」に貸した者。兵種は専用職の死神騎士。
死神のような巨大な鎌に、禍々しい鎧を身に着けた騎士。ガルグ＝マクの街でまことしやかに囁かれる存在で、夜な夜な人々を誘拐している。ただの噂とされていたが、実在する脅威として主人公の前に姿を現す。
一匹狼的な気質で、「闇に蠢く者」たちの指揮下に入っていないが、主人公が「天帝の剣」を手に入れて以降は、主人公との対決に執着するようになる。炎帝同様帝国につながっており、ガルグ＝マクの戦い以降は帝国の将軍という立場になっている。
正体はイエリッツァ。士官学校の教師として潜入していた。士官学校編では西方教会の大修道院聖廟襲撃、フレンの誘拐騒動、ルミール村の騒動などに現れる。戦争編のメルセデスとカスパルの外伝では、姉メルセデスと対面しメルセデスに英雄の遺産「ラファイルの宝珠」を渡す。帝国以外のルートではメリセウス要塞と帝都アンヴァルで、敵将として立ち塞がる。王国ルートではメリセウス要塞で敗れた後、メルセデスに看取られ息を引き取る。

### 闇に蠢く者
タレス
声 - てらそままさき
「闇に蠢く者」の中心人物。兵種は専用職のアガスティア。
ある計画を遂行するため、フォドラの大地で暗躍している。その正体は謎に包まれている。
士官学校編ではモニカことクロニエがジェラルトを刺殺しようとするのを援護したり、クロニエや炎帝と密談を交わす場面で登場するのみだが、炎帝からは「ダスカーの悲劇」やアンヴァルでの凄惨な事件の首謀者とみられている。戦争編では同盟・教会ルートで登場し、本拠地の地下都市シャンバラにて主人公を待ち構える。敗れると主人公を巻き添えにするため、光の杭をシャンバラに落とすも、白きものとなったレアによって阻止される。別の光の杭によってレアに重傷を負わせるものの、自身はシャンバラに落着した光の杭によって崩落した瓦礫の下敷きになり死亡した。
ソロン
声 - ふくまつ進紗
「闇に蠢く者」の一人。魔導士のような風貌をした老人。兵種はダークビショップ。
トマシュになり変ってガルグ=マクに潜み、フレンの血を手に入れようとしていた。老獪な策と術を用いる。
ルミール村で村人を操り殺し合わせる騒動を起こす。封じられた森でクロニエの心臓を用いた「禁呪」で主人公を「ザラスの闇」に閉じ込めることに成功する。しかし、ソティスと融合し女神の力が覚醒した主人公に闇を払われ討ち取られた。
クロニエ
声 - 高野麻里佳
「闇に蠢く者」の一人。ソロンの手先。兵種はアサシン。
モニカに成り変わっていた。快活な若い女性のように見えるが、残忍な性格で、言動は子どもじみている。
死神騎士がフレンを誘拐した騒動に乗じて、モニカとして大修道院に潜り込む。生徒が魔獣化する騒動の解決にあたっていたジェラルトに近づいて、一度は刺殺するが主人公によって時を巻き戻され、今度は刺殺しようとした際に主人公から天帝の剣を振るわれるが、タレスが割り込んで魔法で攻撃を弾いたことで自身は刃を受けることも無く、致命の刺し傷を負わせることに成功し、タレスと共に逃走。封じられた森で主人公に追い詰められソロンに助けを求めるも、心臓を抜き取られ殺された。
ミュソン
「闇に蠢く者」の一人。魔導士部隊のリーダー。王国ルートでは残党を率いている。追加されたユーリスとコンスタンツェの外伝にも登場する。兵種はウォーロックで、顔グラフィックは汎用ウォーロックの流用。
キロン
「闇に蠢く者」の一人。本拠地シャンバラでタレスのいる部屋を守衛している。兵種はグレートナイトで、顔グラフィックは汎用グレートナイトの流用。
ピッタコス、ビアス
「闇に蠢く者」の女性魔道士たち。本拠地シャンバラでそれぞれタイタニスとヴィスカムの制御室を守衛している。兵種はともにグレモリィで、顔グラフィックは汎用グレモリィの流用。
オデッセ
「闇に蠢く者」の一人。シャンバラ崩落後に生き残っていた残党部隊のリーダー。翼魔獣を指揮している。同盟ルートに登場。兵種はダークビショップで、グラフィックは汎用ダークビショップの流用。

### 解放王・十傑
ネメシス
声 - 楠見尚己
かつて女神から天帝の剣を授かり、邪神の脅威からフォドラを救い、人々から「解放王」と呼ばれた男。しかし、やがて邪心に染まった末にフォドラ全土を巻き込んだ騒乱を起こし、女神の啓示を受けた聖者セイロスによって討ち取られた（実際は神祖を取り戻そうとするセイロス＝レアに討ち取られた）。
元は盗賊で、聖墓を暴き神祖の血と紋章石と遺骨を盗み出し、闇に蠢く者の協力で炎の紋章と天帝の剣を得てザナドへ攻め込み、女神の眷属たちを虐殺し、その遺骸から英雄の遺産を作り出して十傑に与え、更に虐殺を重ねた。解放王とはフォドラを（女神の眷属による）偽りの支配から解放すると主張した軍の首領としての僭称である。
伝承ではタルティーン会戦でセイロスに討ち取られたとされていたが、肉体は闇に蠢く者の本拠地シャンバラに封印されていた。同盟ルートではシャンバラ崩落に伴い復活し、セイロスを討ち取るべく同じく蘇った十傑を率いてガルグ＝マクへ攻め込んでくる。同ルートの最終ボスで、兵種は専用職の解放王。ホルストを退けるなどその強さを見せつけるも、最後は主人公とクロードの連携の前に敗れ去った。
十傑
女神から「英雄の遺産」を授かり、ネメシスと共に邪神と戦ったという、十人の戦士。ブレーダッド家・リーガン家などがこれに属し、フォドラ各地の名家の開祖として神聖視されている。 その正体は、ネメシスを首領とする盗賊団の配下。ザナドを襲撃して女神の眷属たちを虐殺した後、その遺骸から「英雄の遺産」を創り出した。さらに、女神の眷属の心臓から紋章石を創り、その血から女神の眷属の力を受け継ぎ紋章を得た。タルティーン会戦にてネメシスと共に戦死するが、同盟ルートでは最終章にて復活を遂げる。内訳はブレーダッド（ダークナイト）、フラルダリウス（ファルコンナイト）、ドミニク（ドラゴンマスター）、ゴーティエ（グレートナイト）、カロン（エピタフ）、ラミーヌ（グレモリィ）、リーガン（ボウナイト）、グロスタール（ビショップ）、ゴネリル（ウォーマスター）、ダフネル（ホーリーナイト）。顔グラフィックは同兵種の汎用のものの流用。

### 盗賊・山賊
コスタス
声 - 永野善一
大修道院の生徒を襲撃した盗賊団「鉄の王」の頭目。兵種は盗賊。
炎帝からの依頼で生徒を襲うも、主人公に阻まれ失敗。炎帝に見捨てられた上、セイロス騎士団にザナド谷に追い詰められ主人公らによって討伐された。
バジャルド＝ダビーノ
声 - 木田祐
帝国の戦争によって陥落したガルグ＝マク大修道院を拠点に略奪を働く賊徒の首魁を務める男。兵種は盗賊。
かつては商人としてガルグ＝マクに出入りしていたが「楽して稼げる」という極めて短絡的な理由で山賊に身をやつしてしまう。自分の影武者を用意するなど抜け目がなかったが、結局は主人公らに討伐された。
帝国ルートでは山賊にはなっていないが、アンナの外伝に登場し、アンナを騙して抜け駆けを企み、主人公、アンナ、イエリッツァらに討たれることになる。外伝内では実行までに準備は必要なものの転移魔法も使える。
マイクラン配下の盗賊頭
シルヴァンの外伝に登場する、かつてマイクランが率いていた賊の一味の生き残りの男。兵種はアーマーナイトで、顔グラフィックは汎用のアーマーナイトの流用。
マイクランが死に、根城にしていたコナン塔も失った後も盗賊業から抜けることなく、同じく生き残った仲間らと共に活動域をフラルダリウス家領からゴーティエ家領に移して狼藉を働いていたが、ゴーティエ辺境伯の意向により討伐を託されたシルヴァンと「青獅子の学級」の面々との戦闘の末に倒された。なお、シルヴァンに対して「好きで盗賊なんかやってない」と発言している。

### 四聖人関連
マクイル
セイロス教の四聖人の一人。
頭脳明晰で戦略に長けた、セイロスの軍師。魔道の祖とも称され、ありとあらゆる魔道を使いこなしたという。聖人達の中でも特に手先が器用で、鍛冶の技に優れていた。その技で数多くの神聖武器を造り、セイロスの戦いに貢献。自らも武器を持って戦い、セイロスに次ぐ強さだったという。タルティーン会戦で戦死したとされているが、新天地を求めて海へ旅立ったという異説もある。キッホルとは犬猿の仲であったというが、その娘のセスリーンには優しい。
インデッハ
セイロス教の四聖人の一人。
過剰なまでの人見知りで、周囲の人と打ち解けることが苦手で、よく独りで引き籠っていたという。マクイルとは別方面で手先が器用で、手芸や裁縫に長けていた。とても思慮深く、人々の悩みを解決し、とても慕われていたらしい。キッホルとは親友同士であり、セスリーンのことも可愛がっている。
風を呼ぶもの
竜のような姿をした女神の眷属で、マクイルの紋章を宿す。クロードの外伝で登場。兵種は専用職の砂漠の主。
スレン半島の砂漠で神聖武器「ベガルタの剣」を守っている。人の世に嫌気がさして隠棲したと語っており、十傑の子孫であるクロードには強い敵意を向ける。
セテス・フレンと面識があり、主人公からもソティスの気配を感じていたことから、主人公はこの「風を呼ぶもの」こそが上述のマクイル本人ではないかと推察している。
動かさざる重きもの
カメのような姿をした女神の眷属で、インデッハの紋章を宿す。リンハルトとレオニーの外伝で登場。兵種は専用職の湖の主。
トータテス湖で神聖武器「尽きざるもの」を守っている。宝を求めてやって来たものに試練を与えている。本人曰く全盛期ほどの力はないという。セテス・フレンと面識があり、主人公をソティスの末裔とみている。

### その他
彷徨えし獣
エドマンド辺境伯領南方の森で夜な夜な出没する魔獣。マリアンヌと同じ「獣の紋章」を宿している。死体からは、モーリスが手放すことがなかったと伝わる英雄の遺産「魔剣ブルトガング」が入手できる。
主人公は、魔物化したモーリス本人か、英雄の遺産にによって魔獣化した者のいずれかだと推察している。モーリスは、本来はネメシスやフォドラ十傑と同時代の英雄の一人として認められていたが、魔物化したことで英雄としての名も含めて歴史から抹消されていた。
はぐれ魔獣
コスタスの死後、ザナドの奥地に棲み着いていた爬虫類系の魔獣。巨鳥や狼といった野生の魔獣を使役し、ソティスやフレンとも面識があるらしいことから、元々は魔獣では無かったようだが、既に自我を失っているため正体は最後まで不明である。
なお、同じ姿の「はぐれ魔獣」は他のシナリオでも登場する。
ゾルタン
様々な武器を作り上げた名匠として有名な人物。本人は登場しないが、宝箱や支援会話などでゾルタンが作成した剣や槍、斧、弓などを入手可能。数はごく少ないが武器以外の作品もある。

## 世界観・地理
本作の舞台は「フォドラ」と呼ばれる遥か昔より在りし大地。天上より女神が見守ると言われ、多くの人々は女神を信仰する「セイロス教」の教えの下で暮らしている。遥か昔、女神が人々に与えたとされる「紋章」があり、この紋章が富と力の象徴として貴族の家督相続を左右するなど、今なお人々の暮らしに大きく影響している。かつてアドラステア帝国からファーガス神聖王国が独立し、さらにレスター諸侯同盟が分離。覇権を争い、長き戦乱の嵐が吹き荒れるも、現在は三勢力の均衡により平穏が保たれている。
なお、フォドラは過去作品である『暗黒竜と光の剣』や『紋章の謎』の舞台であるアカネイア大陸や、『外伝』の舞台であるバレンシア大陸とは異なり、フォドラ自体は四方を海に囲まれた大陸ではなく、北・南・西の三方を海に囲まれ、東方とは陸続きとなっている「とある大陸の西端の地」であり、陸続きであっても山脈で隔てられた地はフォドラには含まれないという特色を有する。

### フォドラの国家・地名・施設
ガルグ＝マク大修道院
三大国の中央に位置するセイロス教の総本山。フォドラの信仰の要であり、三大国から集った未来を担う若者たちを育成する士官学校としての側面を持つ。また、精強な騎士団を擁し、フォドラの秩序を乱すものを排除する役割も担う。士官学校は三つの学級に分かれている。
大修道院は女神とその眷属が眠る「聖墓」を守るために建てられたもの。地下にあるその「聖墓」は広大な空間であり、神の眷属の遺体が収められた棺と女神が座した玉座がある。かつて女神より力を授かったセイロスは「聖墓」にてフォドラの民を導き、力を正しく使えという啓示を受けたという言い伝えがある。「聖墓」は神祖永眠の地であると同時に、破邪の力を宿す巨大な神器であり、邪なる光から眷属を守るため神祖自らの手によって築かれた。その力が発揮された件として、かつて大修道院に「闇に蠢く者」の光の杭が落とされたが、上空で僅かに軌道を変えアリルに落下したことがある。
大修道院自体は「聖墓」が築かれ、セイロスがタルティーン平原でネメシスを討ち取ったよりも後の帝国暦185年に落成した。それ以降、長きに渡り改修が行われて現在の巨大な建物へと発展した経緯を持ち、落成当初からあった部位と後から作られた部位（旧礼拝堂が該当）が混在する。また当時の建築者が不明であり、その規模の大きさゆえ、その全貌を聖教会の関係者でさえも把握してない面があり、フレンが死神騎士に捕えられた件の舞台となった地下道は要人たるレアやセテスも知らない場所であった。
年に一度行われる女神再誕の儀では、普段は自由に入ることが出来ない「聖廊」に一般の参拝客が出入りできるようになる。「聖廊」にはセイロスの遺体が納められているとされている棺があり、それは魔法によって封印されていて簡単に開けることが出来ないのだが、実際には遺体ではなく天帝の剣が納められていた。
本来は落成からちょうど千年後に当たる帝国暦1185年に「千年祭」が盛大に催されることになっていたが、士官学校編終盤の帝国暦1181年における帝国軍の侵攻により陥落する。しかし、三大国の中央に位置しながらも、周辺を山地で囲まれ、外部とを結んでいる街道が整備されているものの逆にそれ以外の交通路に乏しい関係から帝国ルート以外では帝国軍からも放置され、聖教会もセイロス騎士団も不在のため荒れ放題になっていたが、帝国暦1185年に主人公らの帰還を機に本拠地として整備される。一方帝国ルートではエーデルガルトの本陣として利用され、聖教会の関係者に代わって帝国の将兵や学者らが詰めているが、エーデルガルトの啓蒙活動によって古くからの住民も引き続き生活を営んでおり、中には戦争勃発後にレアや聖教会に疑問を抱いて脱退した元聖職者やセイロス騎士団の元騎士もいる。
女神の塔
大修道院内にある女神再誕の儀に使われる塔。一応、立入禁止に指定されている。「塔で交わした誓いは必ず成就するとされる恋人たちの聖地」という伝説が、恋愛結婚が難しい貴族出身者の多い士官学校生たちの間でまことしやかに伝わっている。アドラステア皇帝イオニアス9世と当時の士官学校生アンゼルマとの結婚により、信憑性を強めることになるが、アンゼルマ自身については、この話が記された「帝国貴族名鑑」が生徒身分では閲覧出来ないようになっていることもあって、アンゼルマの娘（エーデルガルト）が級長を務める黒鷲の学級ですら知る者はいない模様。
ザナド
修道院近くにある「赤き谷」と呼ばれる谷。かつて、フォドラに降り立った女神と女神が生み出した「女神の眷属」が住んでいた地で、レアの故郷でもある。しかし、天帝の剣を手にしたネメシスによってレアや一部の者を除く「女神の眷属」は虐殺された。この時の谷が凄惨な惨劇の場になった様子から赤き谷という名が生まれたが、現在はその名に反して外観に赤を連想させるようなものは無く、古い住居跡といった遺跡が残されている。遺跡の様式は現在のフォドラの住居様式とは異なっている。
なお、聖教会においてはこのような経緯から無暗に立ち入ってはならない神聖な地とされており、コスタス率いる賊の一味が勝手に入り込んで根城にしていたのを憤慨する者もいた。
封じられた森
大修道院の北に位置する樹海地帯。立入禁止区域に指定されているが、どのような理由に基づくものなのかは不明。闇に蠢く者たちがたむろする場所となってしまっている。
アビス
ガルグ＝マクの地下に位置する広大な空間。様々な事情で地上に住めなくなった人が最後に行き着く場所とされ、わけありの人々が暮らしている。多くの部屋や通路が入り組み、隠された空間などもあるため、アビスの住民ですら全貌を把握している訳ではない。ガルグ＝マクの人々の間ではたびたび噂になっており、セイロス教会もアビスやその住民の存在を知りながら黙認している模様。地上とは相互不干渉の取り決めをしているが、近年は地上から盗賊や傭兵が侵入して人々の生活が脅かされており、管理者アルファルドの下、地上の士官学校の元生徒たちが組織した「灰狼の学級」が住民を率いて対応に当たっている。
アドラステア帝国
フォドラの南半分を支配する、三国では最も長い1000年以上の歴史を持つ国家。また、帝国の建国年を元年とする「帝国暦」がフォドラ全体にて使われている。
1000年以上前、各地で騒乱を起こす解放王ネメシスに対抗するため聖者セイロスの助力を得て建国された。セイロスと初代皇帝ヴィルヘルムによってネメシス率いる連合軍を破り、フォドラ統一を果たす。この戦いは後に「英雄戦争」と呼ばれている。
元来は皇族フレスベルグ家を頂点に頂く帝政国家であったが、物語開始の9年前に起こった「七貴族の変」によって当代の皇帝であるイオニアス9世が多くの権限を失い、帝国宰相のエーギル公ら有力貴族が幅を利かせる国家へと変貌した。イオニアス9世の息女であるエーデルガルトが次代の皇帝に即位して以降はエーギル公が更迭されて皇帝の権限が再び強まるという原点回帰路線を歩む。
なお、フォドラの三大国における貴族制度の発祥国でもあるのだが、長い時を経た現在では嫡子である者が嫡子であるという理由だけで能力や人格に関係なく庶子よりも優遇される「序列至上主義」がまかり通っており、エーデルガルトは「これこそが貴族を腐敗させ、帝国を衰退させている」と否定し、ベルグリーズ伯爵家の養子であるランドルフやラディスラヴァを将軍に任ずるといった実力優先の人材登用を行っている。
アンヴァル
帝国南部に位置する、帝国の帝都で、皇帝や皇族の暮らす宮城とその城下町である市街地から構成される。マヌエラやドロテアが所属していた「ミッテルフランク歌劇団」と出演する劇場が有名。ダグザ・ブリギット戦役では一切、被害を受けていないが、闇市も横行している。
帝国が建国されるより前の、物語開始時点より遡ることおよそ1400年前に築かれたフォドラでの最古の都市にして、今なおフォドラ最大の都市として知られる。また、セイロスが初めて布教を行った地であることから聖教会からは聖地として認定されており、「セイロスの街」の異名も持つ。またこの当時、セイロスの指導によって運河が築かれたことで都市としてより発展する土壌も作られた。
なお、宮城の中にある「玉座の間」は次代の皇帝となる者が当代の皇帝より帝冠を授かる「皇位継承の儀」の行われる場所であり、その際は聖教会の司教が見届け役を務めることになっている。
メリセウス要塞
帝国一の堅牢さを誇る巨大要塞。帝都アンヴァルを守護するために築かれた大規模な城塞で、「不落要塞」「頑固な老将軍」の異名を持つ。その堅牢さは王国のアリアンロッドと並び称される程。一方で要塞ながらも内部に市街地を有しており、市民の生活の場でもある。
ルミール村
帝国北部の、ガルグ＝マク大修道院からそう遠くない場所に位置する村。主人公やジェラルト達が滞在中に、コスタスの一味に襲われたエーデルガルト達が助けを求めて駆け込んできたのが、この物語の始まりである。後にソロンの襲撃を受けて村人が凶暴化し、正気を保った村人が襲われたり、家屋を焼き払われるという被害を受けるが、生き残った村人たちは大修道院にて保護された。
グロンダーズ平原
帝国北東部に位置するフォドラ最大の平原にして、帝国有数の穀倉地帯であり、ベルグリーズ伯爵家の領地でもある。また、士官学校での一大行事である三学級の対抗戦の「鷲獅子戦（開催地の名にちなんだ、「グロンダーズ鷲獅子戦」とも呼ばれる）」の舞台でもあるが、開催場所は農耕の行われていない荒地であるため、農地に被害が及ぶことは無い。第2部の帝国以外のルートでは、この地で三国入り乱れた「グロンダーズの会戦」と呼ばれる激闘が繰り広げられる。
オグマ山脈
帝国と王国を隔てる山脈。過去にセイロスがこの山脈を越えてネメシスとの戦いに臨んだという伝承があるものの、大軍が進軍するには不向きな険しい地である。ヘヴリング伯爵家の領地で、鉱業が盛ん。
過去作『ファイアーエムブレム 暗黒竜と光の剣』には同名の傭兵キャラクターオグマが登場しているが、直接の関連は無く、どちらもケルト神話のオグマから名称を採っていることに由来する。これは実在する神話から単語を採用することでリアリティを出すことを狙いとしている。
ファーガス神聖王国
寒冷な北の大地を、王と騎士たちが治めている国家。約400年前に帝国からの分離独立を望む勇者ルーグが時の皇帝を討ち取って建国に至った。この戦いは後に「鷲獅子戦争」と呼ばれている。北方の民による侵略戦争を経験した経緯から、紋章の有無を重んじる風潮が強く、「紋章と英雄の遺産を受け継ぐ者が、王国を守る」という考えが定着するあまり、王家や貴族において紋章を持たない者が白眼視される傾向を生んでいる。
なお、建国当初はフォドラ北部から東部にかけてを領土とする国家であったが、後に東部諸侯がレスター諸侯同盟として分離独立したことによってアリルより東の地を失い、現在の寒冷な土地だけが領土として残された経緯を持つ。このため、フォドラ三国の中では最も食糧事情が悪い。
長きに渡って王家であるブレーダッド家出身の国王によって代々統治されてきたが、物語開始より4年前の「ダスカーの悲劇」によって当代の国王であるランベールが謀殺されて以降、玉座は未だ空位で、国内では賊徒に堕ちる民が後を絶たない状況だという。
帝国との戦争勃発以降はコルネリアの悪行といった形で、国の混乱ぶりに拍車がかかる。
フェルディア
王国北東部に位置する、王国の王都。王家たるブレーダッド家の牙城である王城を有する。戦争編の帝国のルートではガルグ＝マクから逃げてきたセイロス聖教会が拠点とする。20年以上前は上下水道が完備されておらず疫病が蔓延していたが、コルネリアに改善され今に至る。
なお、王都フェルディアとその周辺地域はブレーダッド家が直接統治する領地となっている。
タルティーン平原
王国北部に位置する平原。かつて、王国建国前の帝国暦91年にセイロスがネメシスとの戦いの果てに彼を討ち取った地にして、約400年前には勇者ルーグが帝国との戦いの中で時の皇帝を討ち取り、王国を建国するに至った地である。
マグドレド街道
王国南部に位置する、ガルグ＝マク大修道院とロナート卿の本拠地であるガスパール城を結んでいる街道。景観の美しい街道ながら、季節によっては濃い霧が発生することもある。反乱を起こしたロナート卿率いる軍勢が魔法で濃い霧を発生させて、これに乗じて奇襲戦を仕掛けた。
ガスパール城
王国南部に位置する、ロナート卿の本拠地の城。この城と城下町のある一帯がガスパール家の領地であるが、ロナート卿が反乱を起こして戦死し、嫡子であったクリストフも既に死亡していたことから以降は領主不在の地となり、戦争編ではアリアンロッドの領主であるローベ家が治めている。
コナン塔
遡ること数百年前の、北方の民による王国への侵略が激しかった当時、監視と防衛の拠点として築かれた塔で、フラルダリウス家領内に位置する。戦いが終わった後もそのまま残されていたが、ゴーティエ家を廃嫡されたマイクラン率いる賊の一味によって制圧され、彼らの拠点となった。
アリアンロッド
王国南部の、ガスパール城から西北西に位置する城塞都市にして、帝国との国境地帯を守る要。
元々はおよそ400年前、帝国が王国に対する前線拠点として資金や技術を投じて築かれたが、領主であるローベ家の時の当主は密かに王国への寝返りを画策し、完成間近において帝国への防衛拠点へ造り替えられ、完成と同時にローベ家が王国への臣従を表明し、それ以降一度たりとも陥落したことの無い経緯から、堅牢さと美麗さを兼ね備えた白い城壁や政庁を指す「白銀の乙女」の異名を持つ。
アリル
王国東部の、同盟との国境に位置する火山地帯の谷で、「煉獄の谷」の異名通りに灼熱の溶岩が流れ、冷淡な土地が多い王国においては異色の場所。その過酷な環境故に、かつては修道士の修行場として使われたことがある。この土地の伝承によると、かつては普通の山林地帯であったが、女神が堕落した人間を罰すべく天から光の柱を降らして焼き払ったためにこのような土地になったとされており、これによって炎によって罪を焼いて清める「煉獄」という考えが生まれたが、なぜか聖典や神話には煉獄の記述は見当たらないという。
煉獄の真相は女神による天罰ではなく、「闇に蠢く者」が使用した光の杭が原因。本来はガルグ＝マク大修道院を狙って放たれた杭が狙いを逸らされて、落着した先がアリルであった。
レスター諸侯同盟
フォドラの東に位置し、王を戴かない有力貴族による新しい共同体。約300年前に内乱が起き、鎮圧に失敗した帝国に代わって制圧した王国が領土とした。それから約100年後の「三日月戦争」で、王国の東部諸侯が分離独立して誕生した共同体で、劇中では「レスター諸侯同盟領」とも呼ばれる。また、弓が戦の主要な武器として重視される傾向にあり、同盟軍も弓使いが主力となっている。
盟主の役目はリーガン家が務めており、物語開始時点の盟主はリーガン公で、帝国との戦争勃発時点の盟主はその孫のクロード。しかし、小領主のアケロンが帝国に加担するという悪行を働く形で、ある意味王国と同様の纏まりに欠ける部分が見て取れる。
なお、リーガン家という盟主が存在するものの帝国や王国に比べて中央集権的な色合いは薄く、同盟の方針は「円卓会議」なる議会で決定する制度となっており、そこで議決権を持つ「五大諸侯」の駆け引きによって左右される。なお、この五大諸侯の顔ぶれは不変ではなく、現在はリーガン家・グロスタール家・ゴネリル家・コーデリア家・エドマンド家となっているが、この内エドマンド家の議決権は元々はダフネル家が有していたものであった。
国旗は当初の五大諸侯の紋章と、それぞれの紋章が表すタロットの大アルカナを象ったもの。
デアドラ
同盟北部に位置するリーガン家領の領都にして、実質的な同盟全体における首都。「水の都」の通称そのままに海に面した水上都市で、軍港も備えている。
ミルディン大橋
同盟と帝国を隔てるアミッド大河に架かる橋の中で、最もガルグ＝マク大修道院に近く、かつ規模の大きい橋。軍事要塞ともなっている。元々は同盟が誕生する前、帝国を建国したヴィルヘルムが軍事目的で建造したのが起源であり、大修道院よりも長く存在している。
フォドラの喉元
隣国パルミラとの領界にある険峻な山岳地帯。パルミラは度々ここを越えてフォドラに侵攻してくるため、三国一丸となって「フォドラの首飾り」と呼ばれる要塞を築いた。要塞の防衛は同盟貴族ゴネリル家が担当している。
シャンバラ
同盟貴族ゴネリル家の領地の南、帝国の旧フリュム家領の東に位置する「闇に蠢く者」ことアガルタの民の本拠地。フォドラとは全く異なる文明で築かれた地下都市が広がっている。タイタニスや迎撃装置のヴィスカムの配備、マップの遠景に見える建造物、壁や床の建築様式などから、現在のフォドラよりも進んだ技術が使われていることが見てとれる。

### フォドラ以外の国家・地名
ダグザ
フォドラ南西にある大地で、シャミアの故郷。南北に長い土地に様々な地形を有しており、焦熱の密林や冷涼な大高原などがある。
フォドラとは両国間にあるブリギットの支配権を巡り争っており、約300年前に帝国の侵攻を受けるも退けている。しかし、物語開始から5年前の「ダグザ・ブリギット戦役」で帝国に敗れ、ブリギットは帝国に下った。
なお、シャミアとカトリーヌの支援会話によると、フォドラと比べて男性同士や女性同士の同性愛が一般的である模様。
ブリギット諸島
フォドラの西方に位置する島国で、ペトラの故郷。穏やかな海と豊かな緑に覆われた大自然の結晶とも呼ばれる地。かつてはれっきとした独立王国であったが、ダグザ・ブリギット戦役で敗れて以降、帝国に従属する属国となっている。
海を隔てた遠方の地であるため、フォドラとは異なる言語が使われている。またペトラによると、超常的な存在である「精霊」の伝承があり、精霊を宿した人間は空を飛んだり、瞳が光るといった特異な力や外観を有するという。
スレン
フォドラの北東にある巨大な半島。現在は北をスレン地方と呼び、南は王国の領土となっている。岩砂漠が広がる一帯もあり、好戦的な民族が住んでいる。
ダスカー
フォドラの北、スレンの西側にある半島で、ドゥドゥーの故郷。取り立てて何もない土地だが、珍重な鉱物が見つかる噂がある。ダスカーの悲劇で国王ランベールの謀殺を図ったとされたことで、ほとんどのダスカー人が王国軍によって虐殺された。現在は王国の領土で、生き残ったダスカー人は僅かしかいない。
戦争編では王国西部が帝国に併合される中、ダスカーも帝国領となっている。
なお、ダスカー独自の文化として「ダスカー料理」なるものが存在し、ドゥドゥーとアッシュの支援会話において実際にドゥドゥーが作ったものを口にしたアッシュが絶賛しているが、ドゥドゥーとシルヴァンの支援会話とを総合するとダスカー料理が素晴らしいというよりは、単にドゥドゥーが料理上手なのが原因の様子。また、ドゥドゥーとメルセデスの支援会話によると、かつて空の神と土の神が争った末に生まれたのがダスカーという神話がある。
パルミラ
フォドラの東隣にある大国で、クロード、ツィリル、ナデルの故郷。「フォドラの喉元」を領界として、同盟と接している。騎馬民族の血を引き、戦いを好みドラゴンを乗りこなすことを得意とする者が多い。広大な国土は、肥沃な大草原、砂漠、大連峰など地形に富む。
同盟と帝国との戦争では王子クロードの意向によって将軍の地位にあるナデルが協力のため現地に赴いている。
アルビネ
フォドラ北西にある大地。寒冷な気候で、貴重な動植物が数多く生息しているものの、寒さで穀物が育ちにくいため、暮らしている人々は少ない。
モルフィス
フォドラ南東にある魔道の都の名であり、その都市を中央に置く広大な砂漠の名でもある。かつては「幻の都」と呼ばれた時代もあったが、細々とつながる行商の道を通して、偉大にして摩訶不思議な魔道の噂が広がる。

## 用語

### 歴史
英雄戦争
帝国暦32年、各地で騒乱を起こす解放王ネメシスに対抗するため、帝国初代皇帝ヴィルヘルムがフォドラ統一のため挙兵した戦い。帝国暦91年の「タルティーン会戦」で帝国軍とネメシス率いる氏族の連合軍が激突し、セイロスがネメシスを討ち取った。帝国暦98年、ヴィルヘルム1世の後を継いだリュカイオン1世が急病で崩御したことで、フォドラの大半を支配するに至っていた帝国は、これを機に戦いに幕を下ろした。
鷲獅子戦争（）
帝国暦747年、かつて帝国と争った氏族の子孫ルーグが帝国からの独立を求めて挙兵した戦い。帝国暦751年でのタルティーン平原の戦いで、ルーグら独立軍が帝国軍に大勝。セイロス聖教会が二者を仲裁し、ルーグはファーガス神聖王国を建国した。
三日月戦争
帝国暦881年、王国のレスター地方を治めるレスター大公が病没。諸侯は次の大公を立てず、諸侯の共同体となることを画策。帝国暦901年、諸侯同盟に反目する諸侯を討伐し、ファーガス地方からの干渉も排除し、リーガン公を中心にレスター諸侯同盟が成立した。
フリュムの乱
本編開始の13年前、帝国七大貴族のフリュム家がアドラステア皇帝イオニアス9世の政策に反発し、同盟貴族コーデリア家と手を組み、同盟への参画を目論んだ内乱。しかし、帝国軍の介入によって失敗し、その後始末としてフリュム家はほぼ没落した状態となり七大貴族から外された。また、コーデリア家も帝国より内部干渉を受け続けたことで、急激に家力が低下した。
七貴族の変（）
本編開始の9年前、イオニアス9世の中央集権的政治姿勢に反発した帝国貴族らが起こしたとされる政変。この政変でイオニアス9世は多くの権限を失い、宰相エーギル公が実質的に権限を握ることとなった。
七貴族は六大貴族（エーギル公、ベルグリーズ伯、ヘブリング伯、ヴァーリ伯、ベストラ侯、ゲルズ公）とフリュム家を指すが、フリュム家は「フリュムの乱」で断絶したため政変には関わっていない。なお、アランデル家は七貴族の中に含まれていないが、大修道院書庫の書物に、政変の首謀者と明記されている。
ダグザ・ブリギット戦役
本編開始の5年前、フォドラ南西にあるダグザとブリギット諸島の連合軍が帝国に攻め込んだ戦い。ダグザ・ブリギット軍は帝国に上陸するも、帝都アンヴァルまでは攻め込めず敗戦。これにより、ブリギット諸島は帝国の従国となった。一方、勝利した帝国もこの戦いで子爵ヌーヴェル家が没落し、男爵オックス家は当主を失うなど大きな被害を受けた。
ダスカーの悲劇
本編開始の4年前、会談のためダスカーへ赴いたファーガス国王ランベールや要人、将兵らを巻き込んだ虐殺事件。公にはダスカー人が仕組んだものとされているが、実際には「闇に蠢く者」が関わっている。
その後、ダスカー人は王国により土地を追われて各地に散らばり、現在も事件を理由に迫害を受けているが、この事件にはランベールの政治姿勢に反感や危機感を持った王国貴族らも関与していたといわれている。ただし、事件の唯一の生き残りとされる王子ディミトリは、ダスカー人や王国貴族ではないと考えている。この事件で国王が空位になり、摂政となったランベールの実兄でもあるイーハ大公リュファスが内政を疎かにしていることで、王国内の治安は著しく悪化している。
なお、事件後の治安の悪化による賊徒の狼藉という枠を超えた特別な事例として、事件から2年後に王国西部の地方貴族がランベールの死に付け込んで王権を奪取しようと反乱を起こすが、反乱軍は士気も練度も鎮圧に乗り出した王国軍に比べて低く、首魁が討たれて反乱は早々に鎮圧された。このため、この反乱自体は先の事件に比べて知名度の低いものになっているが、ディミトリとフェリクスにとってはこの反乱鎮圧の一戦が初陣であり、今もなお鮮明に覚えている重要な出来事であった。
また、ディミトリ個人はこの事件の影響で、ただでさえランベールやグレンといった有能な人物が命を落としただけでなく、その影響を受ける形でギルベルトことギュスタヴやカトリーヌことカサンドラが出奔したことを「今の王国に必要な人材が失われた」と考えており、2人との支援会話の中でその旨を語っている。

### 組織
セイロス教
フォドラで広く信仰されている聖者セイロスを開祖とする宗教。セイロスは過去に起こった「英雄戦争」で解放王ネメシスを倒し、フォドラに安寧をもたらした人物であり、アドラステア帝国の建国にも尽力したと伝えられている。現在、均衡状態を保っている三国にも大きく貢献している。
なお、セイロス聖教会は複数の組織によって構成されており、かつガルグ＝マク大修道院のような場所では聖教会による自治体制が構築されさらにはセイロス騎士団のような軍事力をも有している。また、場合によってはフォドラ三国に対して武力行使を含めた干渉を行うこともあり、かつての「ダスカーの悲劇」に際してクリストフが聖教会に処刑された件は「当時の王国は国王ランベールを失って混乱の中にあり、それに代わって教義に則り裁いた」とされている。なお、聖教会は以下の組織によって構成されている。
枢機卿団（カルディナ）
セイロス教団を運営する者たち。しかし、誰が枢機卿でどこにいるのかはおろか、存在すら知る者が殆どいないと言われており、多くの人々からは後述の中央教会こそが聖教会の中枢組織として認識されている。公にはされていないが、主の僕として教団に尽くすことを誓うため、紋章石の欠片と大司教レアの血を呑み込む儀式がある。枢機卿たちはこの儀式を受け入れた者達であり、教会ルートの最終決戦では暴走したレアと同じく自我を失った竜に変貌してしまう。
中央教会
ガルグ＝マク大修道院に本部を置く、聖教会の中でも最大の規模を誇る教会で、帝国北部を含めたフォドラ中部を管轄区としている。その規模と、大司教のレアが直接仕切っている関係から公会議での発言力が強く、聖教会の中枢組織と見なされている。
セイロス騎士団
中央教会が抱える騎士団にして、聖教会が保有する軍事力の主力。有能な騎士を数多く抱えており、その練度はフォドラ三国の正規軍と同等かそれ以上ともされている。中央教会の傘下組織ではあるが、騎士団内にも序列が存在し、騎士団長を筆頭に英雄の遺産の使い手である聖騎士と、その下に位置する騎士、そして騎士見習いの従士によって構成されている。
なお、「セイロス騎士団」の名前は通称であって、正式名称は「預言者セイロスの剣であり盾たる白銀の騎士たち」であるがあまりに長いので通常は聖教会関係者も通称の方を用いている。
西方教会
王国領内の、アリアンロッドからさらに西に進んだ地に本部を置く教会で、王国領であるフォドラ西部を管轄区としている。さる貴族からの支援もあって、セイロス騎士団とは別枠の独自の軍を有する。教義の解釈を巡る対立、統括者である司教が野心的で信徒たちも中央教会主導の統治体制に不満や疑念を抱いていることなど火種を抱えていたが、士官学校編でのロナート卿の反乱や聖廟襲撃を皮切りに、対立姿勢を鮮明にする。
東方教会
同盟領であるフォドラ東部を管轄区としている教会。しかし、軍備を有していないことから武力行使を必要とする事態に際しては中央教会に要請を出すのが常となっている。このため、シャミアとアロイスの外伝では彼女から「存在感が無い」と言われる有様で、またその本部もとあるセイロス騎士団の騎士によると同盟東部の山の中で、デアドラの様な都市とは大違いとのこと。
南方教会
かつて存在した、帝国領であるフォドラ南部を管轄区としていた教会。遡ること100年前、帝国を揺るがした内乱に南方教会もまた関わっていたことから解体され、それ以降は帝国領内における聖教会の活動自体は禁止にはならなかったものの、その関係は他国に比べてやや距離を置いたものになった。
ジェラルト傭兵団
物語開始時点でジェラルトが率いていた傭兵団。フォドラ各地で様々な戦いを経験した歴戦の傭兵団としてその名を知られていたが、王国での新たな仕事へ向かう途中に逗留していたルミール村での一件によってジェラルトが騎士団復帰を余儀なくされ、主人公も士官学校の教師に引き抜かれたため、王国での仕事の件は帳消しとなった。しかし、傭兵団自体は解散されずに存続しており、特定条件を満たせば序盤で騎士団として使うことが出来るが、歴戦の傭兵団だけあって序盤に使える騎士団としては強力である。
ジェラルトと縁のあるレオニーの単独エピローグでは、戦後に彼女が新たな団長になって傭兵団を率い、ジェラルトの異名である「壊刃」も受け継いでいる。
炎帝軍
炎帝配下の軍で、死神騎士や兵士らによって構成されている。闇に蠢く者と行動を共にすることもあるが、あくまでも炎帝の配下であって、別個の組織。
その正体は、炎帝ことエーデルガルトの命を受けて動いていた帝国軍の隠密行動部隊。正体を隠して様々な行動に出ていたが、炎帝（特定条件を満たすと素顔のエーデルガルト）とメトジェイによる「聖墓」襲撃に際して帝国軍としての正体を現し、彼女が聖教会を相手に宣戦布告をしてからは正体を隠す必要も無くなったため組織としては消滅した。
黒鷲遊撃軍（シュヴァルツァアドラーヴェーア）
帝国ルートでのみ登場する、皇帝となったエーデルガルト直属の遊撃軍で、名前は「黒鷲の学級」に因んでエーデルガルト自らが命名した。主人公を指揮官に、エーデルガルトと「黒鷲の学級」の生徒（スカウトした者も含む）によって構成され、帝国の本軍とは別枠の存在。この組織の割り振りによって、皇帝であるエーデルガルトが主人公の指揮下で戦うことや、彼女自身が戦場に出るという本来ならばあり得ないことも合法的に実行可能となった。
闇に蠢く者 / アガルタ
フォドラ各地で暗躍する謎の組織。構成員は皆、青白い肌をしている。また隊長格以上の者は「アガルタの術」という個人スキルを所持している。
「人の世の救済者」を自称し、セイロス教団を壊滅させるべく関係者に成りすましての潜入や暗殺などの策謀を展開している。フォドラに住む人々を「獣」と蔑み、怪しげな術を用いた人体実験や虐殺も辞さないが、それらの真意は定かではない。本来一つしか持てない紋章をさらに移植する技術を持ち、「タイタニス」という巨大ロボットのような機動兵器を所有している。紅花の章では、英雄の遺産の回収のために動いていることも語られている。
かつて人々は神祖から知恵と技を与えられ豊かな文明を築いたが、神祖の教えに背き、無益な争いを始めた。やがて人々は自らを神であると思い込み、神祖に戦いを挑んだという。この戦いで地上は焦土と化し、人々の大半は死滅したという。この時に地上を捨て、いずこかに逃れた者達の末裔が「闇に蠢く者」ではないかとレアは推測している。現在はフォドラ南東端の地下に築かれた都市シャンバラを拠点としている。
少なくとも1000年以上前からフォドラの歴史の裏で暗躍している。帝国が建国される以前、盗賊だったネメシスを利用し、神祖の亡骸を手に入れ「天帝の剣」や紋章を作り、さらにネメシスが虐殺した「女神の眷属」の亡骸から英雄の遺産を作った。近年では七貴族の変やダスカーの悲劇にも関わっており、本作での戦争の黒幕といえる。セイロス教の打倒で利害が一致する帝国と手を組む。
なお、「闇に蠢く者」という名称は彼らの存在や行動の傾向に因んで付けられた、彼らを指す便宜上の名前であり、中心人物のタレスが「アガルタの宿願」や「アガルタの民」と発言していることから彼ら自身が名乗っている正式な名前は「アガルタ」である模様。ゲーム内では構成員の兵士は「謎の兵」と表記されているが、蒼月の章を除き途中から「アガルタ兵」と表記されている。

### 種族
フォドラ人
フォドラの地に生きる人間の多数派を占める民族。基本的に白い肌をしており、髪の色は多彩なのが特徴。女神の眷属たるレア（セイロス）によってセイロス教が布教されておよそ千年の時を経た現在ではそのほとんどがセイロス教の信徒となっている。
その一方で、パルミラで生まれ育ったクロードからはフォドラが海と山地で周囲から隔てられた閉鎖的な土地であることや、セイロス教への信仰心によって異民族や異教徒に対して閉鎖的な気質を備えていると指摘されている。
パルミラ人
パルミラの地に生きる民族。褐色の肌と暗色系の髪という外見的特徴を有し、騎馬民族を祖とする好戦的な気質を備える。このため、フォドラ（特に同盟）と断続的に小競り合いを重ねているが、その最前線であるフォドラの喉元での戦いについてはツィリルに言わせると「本気で超えようというつもりはなく、小競り合いを起こして武功を立てて、戦いを終えた後は朝まで宴を開き、身分の上下に関係なく大騒ぎする宴が楽しみ」とのこと。また、武功を立てた者は何かしらの異名を持つのを好む傾向にある。
なお、クロードはパルミラ人の父とフォドラ人の母を持つ混血であるが、外見上は父方の特徴を強く受け継ぎ、見た目だけならパルミラ人とそう変わらない。
ダスカー人
かつてはダスカーの地で暮らしていた民族。肌の色は黒く、ドゥドゥーの様に独特の耳飾りを付けるといった独自の文化を有するが、国境を接する王国の人々とは会談の場を設ける等といった形で関係を築いていた。しかし、「ダスカーの悲劇」以降は国王殺しの大罪への報復と称する、王国軍による虐殺によって大勢のダスカー人が殺され、生き残った者も他の地へ逃げ延びることを余儀なくされた。
スレン族
王国北方のスレンの地に根を下ろす民族で、王国内では「北方の民」とも呼ばれる。王国とは数百年に渡って断続的な侵略戦争を続けており、ゴーティエ家領にて幾度も王国軍とぶつかり合った他、最も戦いが激しかった頃はその南のフラルダリウス家領まで戦場となった。しかし、物語開始から十数年前の「スレン北征」においてはランベールとロドリグら王国軍が勝利を収めたことでスレン族は王国に従うこととなり、長きにわたって繰り広げられた戦争は終止符が打たれた。
なお、このスレン族との戦争が王国の紋章を有する貴族の家系において紋章の有無を重んじる風潮を生み、とりわけ戦争の最前線に立っていたゴーティエ家でその風潮が強まった原因となった。
女神の眷属
遥か昔にフォドラに降り立った神祖ソティスによって生み出された者達。
神祖と共にフォドラの発展に尽力し、神祖が死んだ後はザナドに集落を築き、聖墓を守りながら暮らしていた。しかし、天帝の剣を手にしたネメシスによってレアなどを除く多くの眷属が虐殺された。レア、セテス、フレンが該当するほか、一部の外伝で女神の眷属の生き残りが竜の姿で登場する。
普段は人の姿だが「白きもの」と呼ばれる巨大な竜に変身することができる。セテス（キッホル）やフレン（セスリーン）はこの力をすでに失っている。人間時の髪の色は緑で、人間よりもはるかに長命。英雄の遺産にはめ込まれている「紋章石」は本来、女神の眷属が竜としての姿をとるためのコアの役目を持つ。

### 紋章
紋章
フォドラのごく一部の人々がその身に宿す特別な力。遥か昔、女神から「フォドラ十傑」と呼ばれる英雄戦争の時代における英雄や聖人に賜れ、その子孫である貴族たちに受け継がれている。紋章は血脈によって受け継がれるが、その子孫が必ず紋章を宿すわけではなく、紋章を持たない者もいる。
紋章は、その力を強く発現させる「大紋章」と、やや力が劣る「小紋章」に大別される。一般的には貴族のみが持つとされ、英雄の血が濃いほど大紋章を宿しやすいと言われるが、突発的に大紋章を持つ子が産まれることもあるなど、未だ原理は解明されていない。また、十傑や四聖人以外の紋章の殆どは、その存在自体が忘れ去られている。
紋章の有無が社会に与える影響は大きく、貴族でも紋章を持たない者は立場が弱く、中には廃嫡された者もいる。紋章を持つ者でも、周囲から過剰な期待をかけられるなど紋章を持つことに悩んでいる者もいる。このような「紋章至上主義」に疑念を抱いている者は少なくない。
判明している紋章は「エルネスト」、「マクイル」、「セイロス」、「ドミニク」、「フラルダリウス」、「ノア」、「セスリーン」、「ダフネル」、「ブレーダッド」、「グロスタール」、「ゴネリル」、「キッホル」、「オーバン」、「ゴーティエ」、「インデッハ」、「獣」、「カロン」、「ティモテ」、「リーガン」、「シュヴァリエ」、「ラミーヌ」、「炎」の全22種類。

### 武具・道具
英雄の遺産
女神から与えられたとされる武具。それぞれに対応した「紋章」を身に宿す人間のみが使える。紋章を持たなくても普通の武器として使うことは可能だが、使いすぎると自我を失い魔獣と化してしまう。
伝承では女神が与えたとされているが、「闇に蠢く者」によって生み出された武器であり、ネメシスが虐殺した「女神の眷属」の亡骸が元になっている。なお、基本的には「女神の眷属」の亡骸一体から、骨や牙といった部位で刀身を作り、さらに紋章石をはめ込むことで、対応した紋章を宿す人間に反応してその力を発揮する武具として完成させている。
ゲーム内では、適応する紋章を持ったユニットが使用すると専用の「戦技」や効果が使えるようになる。いずれの紋章も持たないユニットが使用するとダメージを受けるが魔獣化することはない。適応せずとも何らかの紋章を持ったユニットが使用すると専用の「戦技」や効果は使えないがダメージは受けない。2週目以降では紋章の代わりとなるアイテムを入手できる。
普通の武器同様耐久値があり、使いすぎると壊れてしまうが、貴重な素材を使って修理すると再び使用可能になる。主人公が持つ「天帝の剣」は週末の休養で耐久値を回復することができる。
なお、英雄の遺産の種類は全部で下記の14種類。
天帝の剣
かつて解放王ネメシスが使っていた剣。鞭のように刀身が伸び縮し、かつて山を切り崩したという逸話がある。
大修道院の聖廟に保管されていたが、西方教会の騒動後、主人公が持つことになる。ソティスと融合し女神の力が覚醒すると、「天帝の覇剣」へと変化する。同盟ルートで復活したネメシスが使う天帝の剣は模造品の「天帝の闇剣」となっている。
元になったのは神祖の亡骸で、紋章石は神祖の心臓である。また、ネメシスが手にしていた当初は握りの中心部に紋章石がはめ込まれていたが、後にレアの手によって紋章石は抜き取られており、現在その部位は穴が開いたままになっている。
炎の紋章に対応し、間接攻撃も可能。主人公専用で、これを装備すると専用の戦技「破天」(天帝の覇剣では「覇天」)を使用可能。
アラドヴァル
十傑のブレーダッドが使っていた槍で、ブレーダッド家に伝わる。復活したブレーダッドが持つものは「アラドヴァルΓ」という模造品。
ブレーダッドの紋章に対応し、紋章一致で専用の戦技「無惨」を使用可能。
フェイルノート
十傑のリーガンが使っていた弓で、リーガン家に伝わる。ロングボウと同様に普通の弓より射程が長い。復活したリーガンは「フェイルノートT」という模造品を持つ。
リーガンの紋章に対応し、紋章一致で専用の戦技「落星」を使用可能。
アイギスの盾
十傑のフラルダリウスが持っていた盾で、フラルダリウス家に伝わる。復活したフラルダリウスが持つものは模造品の「アイギスの闇盾」。
フラルダリウスの紋章に対応し、紋章一致で「大盾」「聖盾」が付与される。
ラファイルの宝珠
十傑のラミーヌが持っていた宝珠。装備者への特効や必殺が無効化される。復活したラミーヌは模造品の「ラファイルの闇珠」を持つ。
ラミーヌの紋章に対応し、紋章一致で「大盾」「聖盾」が付与される。
テュルソスの杖
十傑のグロスタールが持っていた杖で、グロスタール家が所有する。装備すると魔法の射程が2長くなる。復活したグロスタールが持つ模造品は「テュルソスの闇杖」。
グロスタールの紋章に対応し、紋章一致で「大盾」「聖盾」が付与される。
雷霆
十傑のカロンが持っていた剣で、現在はカトリーヌが所有する。2回連続で攻撃できる。復活したカロンは「雷霆・闇」という模造品を持つ。
カロンの紋章に対応し、紋章一致で専用の戦技「雷迅」が使用可能。
打ち砕くもの
十傑のドミニクが持っていたハンマーで、ドミニク家が所有する。魔法武器である。復活したドミニクは模造品「打ち砕くもの・闇」を持つ。
ドミニクの紋章に対応し、紋章一致で専用戦技「砕塵」が使用可能。
破裂の槍
十傑のゴーティエが持っていた槍で、ゴーティエ家が所有する。これを盗み出したマイクランは紋章の力に耐えきれず魔物化してしまった。復活したゴーティエが持つ模造品は「破裂の闇槍」。
ゴーティエの紋章に対応し、紋章一致で専用戦技「裂空」を使用可能。
ルーン
十傑のダフネルが持っていた槍。ダフネル家から分家したガラテア家が所有する。復活したダフネルが持つものは模造品「ルーンΔ」。
ダフネルの紋章に対応し、紋章一致で専用戦技「震炎」を使用可能。
フライクーゲル
十傑ゴネリルが持っていた斧。ゴネリル家が所有する。復活したゴネリルは模造品「フライクーゲルΛ」を持つ。
ゴネリルの紋章に対応し、紋章一致で装備すると専用戦技「劫火」が使用可能。
ブルトガング
抹消された英雄モーリスが持っていた剣。彷徨えし獣が所有しており、獣の紋章に対応する。魔法武器。紋章一致で専用戦技「獣牙」を使用可能。
ストゥングの神秘
『無双 風花雪月』に登場。カロンの紋章に対応する魔導書で、紋章一致で魔法「アグネスの矢」を使用可能。
イコル文書
『無双 風花雪月』に登場。ラミーヌの紋章に対応する魔導書で、紋章一致で魔法「アプラクサス」を使用可能。
失われた遺産
四使徒の紋章に対応した、英雄の遺産を模して造られた武具。
ドローミの鎖環
装備すると騎乗兵種でなくても再移動できるようになる。オーバンの紋章に対応し、紋章一致で「大盾」「聖盾」が付与される。
ヴァジュラ
籠手。シュヴァリエの紋章に対応し、紋章一致で専用戦技「魔拳」を使用可能。
魔書フロッティ
『無双 風花雪月』に登場。ティモテの紋章に対応する魔導書で、紋章一致で魔法「ダークスパイクT」を使用可能。
神聖武器
英雄の遺産に次ぐ特別な武具。多くの武器はセイロス教四聖人の一人マクイルによって作られた。主に毎ターンHPを回復する効果があり、なおかつこちらも適応する紋章を持っていると、より特別な効果を発揮するが、英雄の遺産と違いデメリットはなく、武器レベルを満たしていれば誰でも使用できる。
なお、神聖武器の種類は全部で下記の15種類。
セイロスの剣
セイロスの紋章に対応。レアまたはエーデルガルトが所有する。神聖武器では唯一入手不可。
ベガルタの剣
リーガンの紋章に対応。
モラルタの剣
フラルダリウスの紋章に対応。ロドリグが所有する。
アッサルの槍
キッホルの紋章に対応。騎馬特効。
ウコンバサラの斧
グロスタールの紋章に対応。重装特効。
尽きざるもの
インデッハの紋章に対応。トータテス湖に存在する弓。自分から攻撃したとき、2回連続で攻撃できる。
タスラムの弓
ラミーヌの紋章に対応。敵の盗賊が所有する。
カドゥケウスの杖
セスリーンの紋章に対応。装備すると魔法の射程が1伸びる。
セイロスの盾
セイロスの紋章に対応。レアが所有する。装備すると魔物からのダメージが半減される。
オハンの盾
キッホルの紋章に対応。装備者への必殺攻撃を無効化する。
ラブラウンダ
『無双 風花雪月』に登場。セイロスの紋章に対応。エーデルガルトが所持する斧。
ヤルングレイブ
『無双 風花雪月』に登場。キッホルの紋章に対応する籠手。ベルグリーズ家が所有する。
風呼びの根源
『無双 風花雪月』に登場。マクイルの紋章に対応する魔導書。
タロスの書
『無双 風花雪月』に登場。ノアの紋章に対応する魔導書。
アマルテア
『無双 風花雪月』に登場。セスリーンの紋章に対応する魔導書。
紋章石改造武器
紋章石による改造武器で、英雄の遺産に似た外見とそれに匹敵する威力を有する。
アイムール
皇帝となったエーデルガルトが所有する斧。セイロスの紋章に対応し、専用戦技「狂嵐」を使用可能。
始原の宝杯
アビスの更に下層の「封印の谷」に眠っているセイロスが作らせた神器の一つ。死者を蘇らせる力があるとされ、DLC「煤闇の章」の鍵を握るアイテム。
かつて大修道院の落成式典にてセイロスが女神再臨を願い、四使徒（ノア、シュヴァリエ、ティモテ、オーバン）と共に「宝杯の儀」を執り行うも儀式は失敗に終わり、宝杯も封印された。四使徒は四聖人と共にセイロスを支えた存在だが、殆ど記録には残っておらず名前も正確には後世に伝わっていない。
DLC「煤闇の章」をクリアすると本編にて支給品として入手できる。装備すると特効無効と距離を問わずに反撃できる効果を持つ。

## 音楽
主題歌を歌唱するCaroは本作がメジャーデビューとなる。
主題歌「フレスベルグの少女〜風花雪月〜」は、壮大でシンフォニックなサウンドとなっている。歌唱については特に指示はなくCaroの自由に歌っているが、他の作家が作った曲を歌うことはCaroにとって初めてということもあり、「歌詞の解釈は難しかった」と感想を述べている。
フレスベルグの少女〜風花雪月〜
1. フレスベルグの少女〜風花雪月〜
『ファイアーエムブレム 風花雪月』主題歌
2. フレスベルグの少女
『ファイアーエムブレム 風花雪月』挿入歌
3. Fallin’
4. Rewind

初版特典DVD
1. ファイアーエムブレム 風花雪月 オープニングムービー
2. MV：Caro ver.
3. ゲーム音楽ディレクター金﨑 猛氏(株式会社インテリジェントシステムズ) × Caro 対談映像＋メイキング映像（レコーディング風景）

2021年2月17日には、オリジナル・サウンドトラックが発売された。CD6枚組に楽曲データDVD1枚の構成で総収録時間は8時間を超えている。

## 関連作品
ファイアーエムブレム ヒーローズ
iOS / Android用アプリゲーム。歴代FEシリーズのキャラクターが共演するクロスオーバー作品。
『風花雪月』の購入特典に『ヒーローズ』で使用できる主人公（ベレト）が封入された。以降も本作のキャラクターが追加されている。
大乱闘スマッシュブラザーズ SPECIAL
Nintendo Switch用対戦アクションゲーム。様々なゲーム作品のキャラクターが共演するクロスオーバー作品。
ダウンロードコンテンツ「ファイターパス」の追加キャラクターとして、本作の主人公（ベレト / ベレス）が参戦した。
ファイアーエムブレム無双 風花雪月
Nintendo Switch用アクションゲーム。本作とのコラボ作品。
本作とは異なる「あり得たかもしれない」ストーリーを採用している。